# Пейзаж

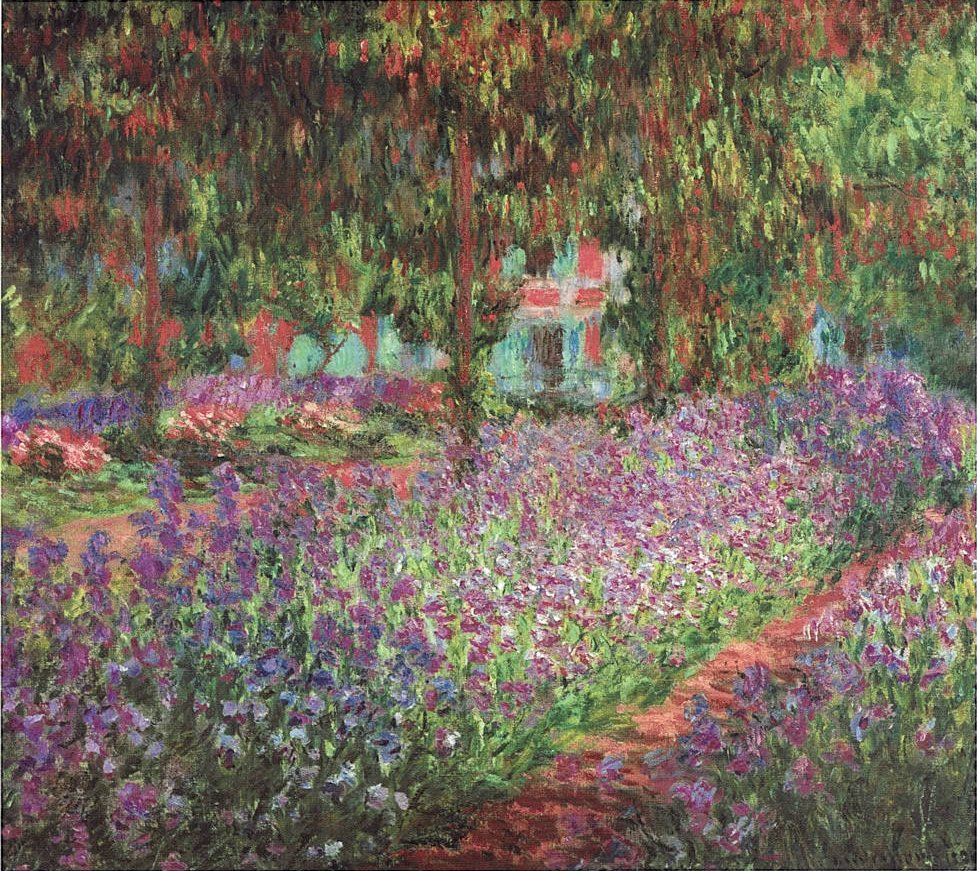
Клод Моне́. «Ирисы в саду Моне». 1900

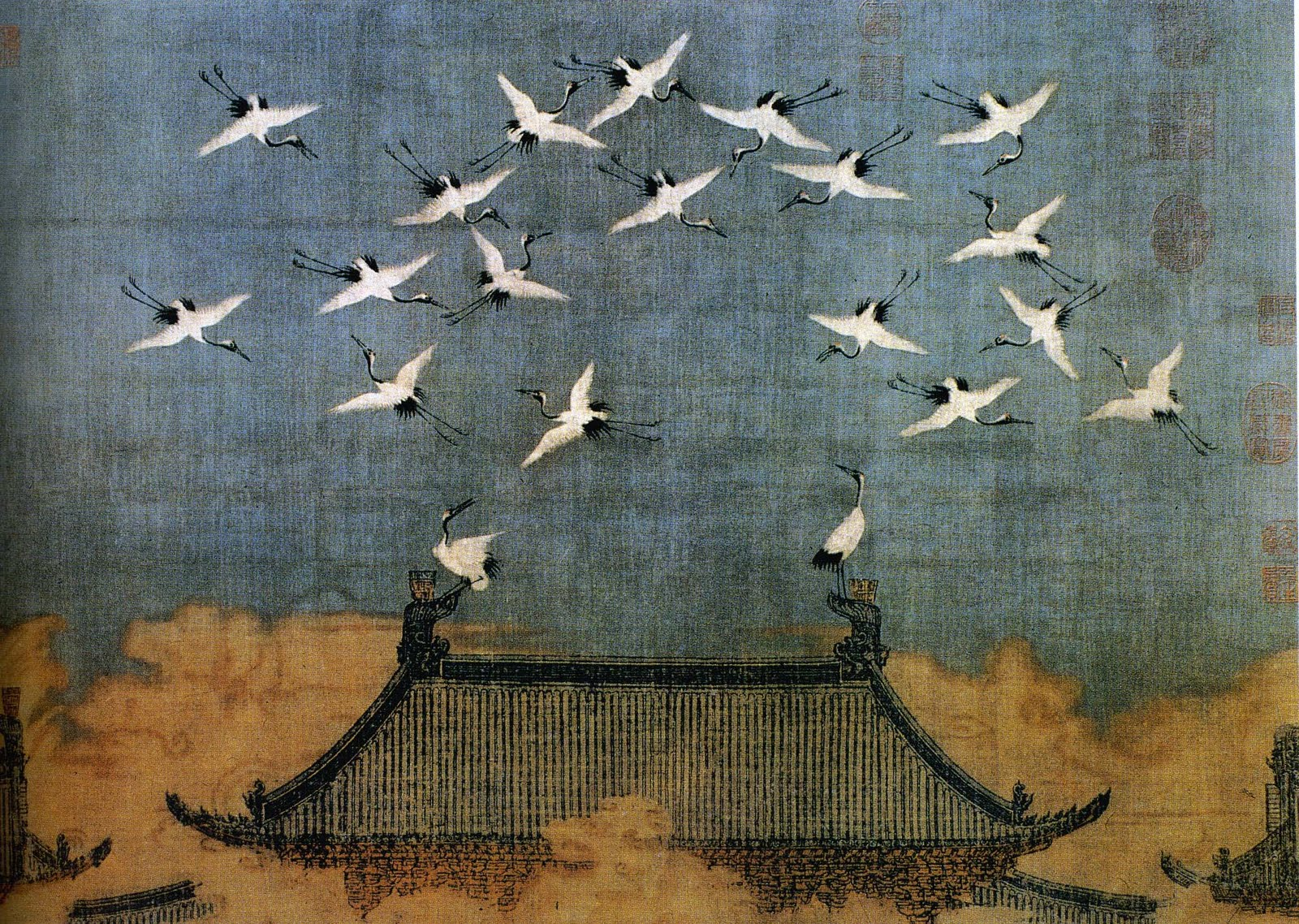
Император Хуэйцзун. «Журавли над дворцом». 1112 г.

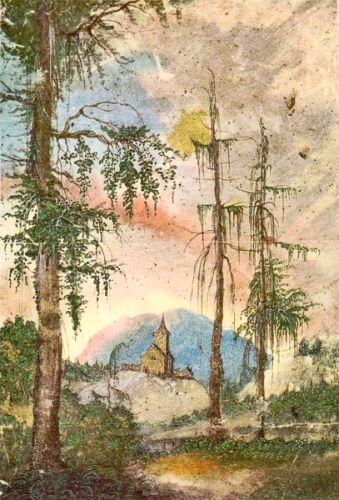
Альбрехт Альтдорфер. «Пейзаж с церковью». 1522 г.

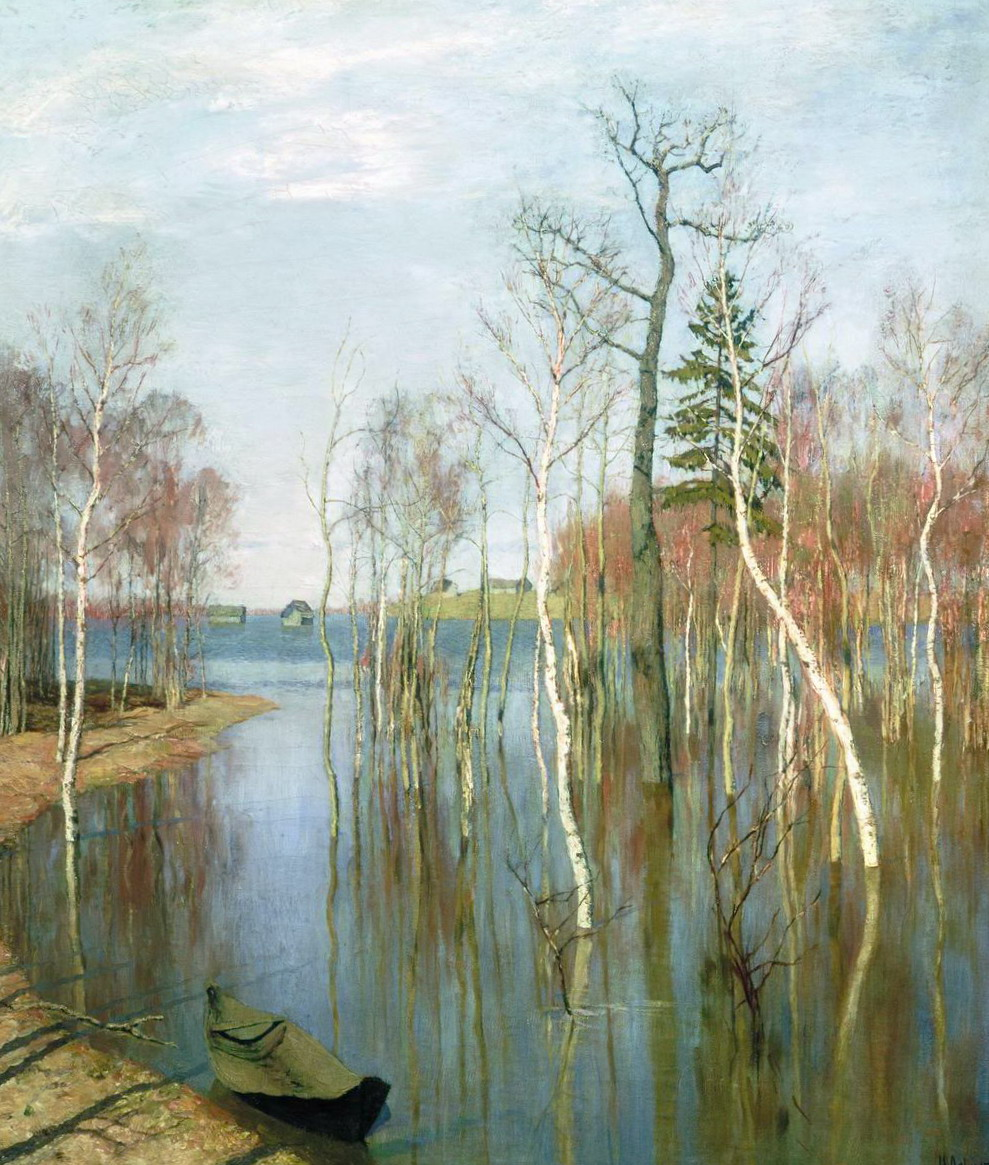
Исаак Левитан. «Весна — большая вода». 1897 г.

Пейза́ж (фр. Paysage, от pays — страна, местность) — жанр изобразительного искусства (а также отдельные произведения этого жанра), в котором основным предметом изображения является первозданная либо в той или иной степени преображённая человеком природа. Современные представления о пейзаже формировались на протяжении столетий с развитием художественных идей, пространственных представлений и приёмов изображения. В пейзажном произведении особое значение придаётся построению перспективы, передаче состояния атмосферы, воздушной и световой среды, их изменчивости.

## Характеристика жанра
Пейзаж — сравнительно молодой жанр живописи. Веками образы природы представляли лишь в качестве среды обитания персонажей: фона икон и алтарных картин, впоследствии — сцен бытовых сюжетов и портретов.
Постепенно, с развитием научных и опытных знаний линейной и воздушной перспективы, светотени, пропорциональности, общей композиции, колорита, рельефности изображения, природные виды стали вначале равноправным членом сюжетной композиции, а затем трансформировались в самостоятельный предмет изображения.
В течение длительного периода времени пейзажные мотивы представляли собой обобщённые, сочинённые, идеализированные виды. Значительным рывком в отношении осознания художником значения пейзажа являлось изображение им конкретной местности (виды берегов Женевского озера швейцарского художника XV века Конрада Вица, пейзажи художников дунайской школы, например
немецкого художника конца XV — первой трети XVI века Альбрехта Альтдорфера и многих других.
Пейзажные произведения европейских мастеров XVII—XVIII веков — неотъемлемый образец идеальных эстетических воззрений на пейзаж; работы импрессионистов и постимпрессионистов явились кульминационным моментом необычайного становления пейзажного жанра в конце XIX века.
Расцвет пейзажной живописи ознаменовало развитие пленэрного пейзажа, связанного с изобретением в XIX веке метода производства тюбиковых красок. Живописец мог работать вдали от своей мастерской, на природе, при натуральном освещении. Это значительно обогатило выбор мотивов, приблизило искусство к зрителю, дало возможность творцу воплотить свои непосредственные эмоциональные впечатления в произведение живописи.
В европейской истории, особенно при господстве академизма, пейзаж относился к «второстепенному» жанру живописи. Впоследствии, особенно начиная с импрессионистов (с их, несомненно, ведущим пейзажным приоритетом), это направление представлено в творчестве многих художников и пользуется непреходящим интересом любителей живописи.

## Элементы, виды и характеры пейзажа
Пейзаж обычно изображает открытое пространство. В нём, как правило, представлено изображение водной и/или земной поверхности. В зависимости от направления — растительность, здания, техника, метеорологические (облака, дождь) и астрономические (звёзды, солнце, луна) образования.
Иногда художник использует также фигуративные включения (люди, животные), преимущественно в виде относительно мимолётных сюжетных ситуаций. В пейзажной композиции им, однако, отводится однозначно второстепенное значение, часто роль стаффажа.
В зависимости от типа изображённого мотива можно выделить сельский, городской (в том числе архитектурный — ведута — и индустриальный) пейзаж. Особую область составляет изображение морской стихии — морской пейзаж или марина. При этом пейзажи могут быть как камерными, так и панорамными.
Кроме того, пейзаж может носить эпический, исторический, героический, лирический, романтический, фантастический и даже абстрактный характер.

## Развитие пейзажного жанра в европейской живописи

Стенная роспись. I век.

Элементы пейзажа можно обнаружить уже в наскальной живописи эпохи неолита (плато Тассилин-Аджер в Сахаре). Первобытные мастера схематично изображали на стенах пещер реки или озера, деревья и каменные глыбы.
В искусстве античного Средиземноморья пейзажный мотив — довольно часто встречающаяся деталь настенных росписей патрицианских домов.
Однако позднее, в искусстве Средневековья, идеалы, воодушевлявшие античных художников — радость бытия, телесность, правдивость, — уступили место изобразительным видам, в первую очередь в цельной, образной форме дающих представление о красоте божественного: живопись была призвана воздействовать на зрителя как немая проповедь. (Подавляющему большинству населения было недоступно непосредственное обращение к Библии; её перевод с латинского появился лишь в XIV веке.)
Из живописи на долгое время практически исчезает пейзаж — художники-иконописцы почти пренебрегают фоном, при необходимости изображая природу и строения весьма схематично и необъёмно.
Интерес к пейзажу становится явно заметен, начиная с живописи Раннего Возрождения — кватроченто, XV в. (четырёхсотые годы, начиная от тысячного). Многие картины свидетельствуют о стремлении живописцев добиться гармоничного и целостного изображения природы и человека. Таково, к примеру, полотно «Шествие волхвов» итальянского мастера Сассе́тты (1392—1450/51).

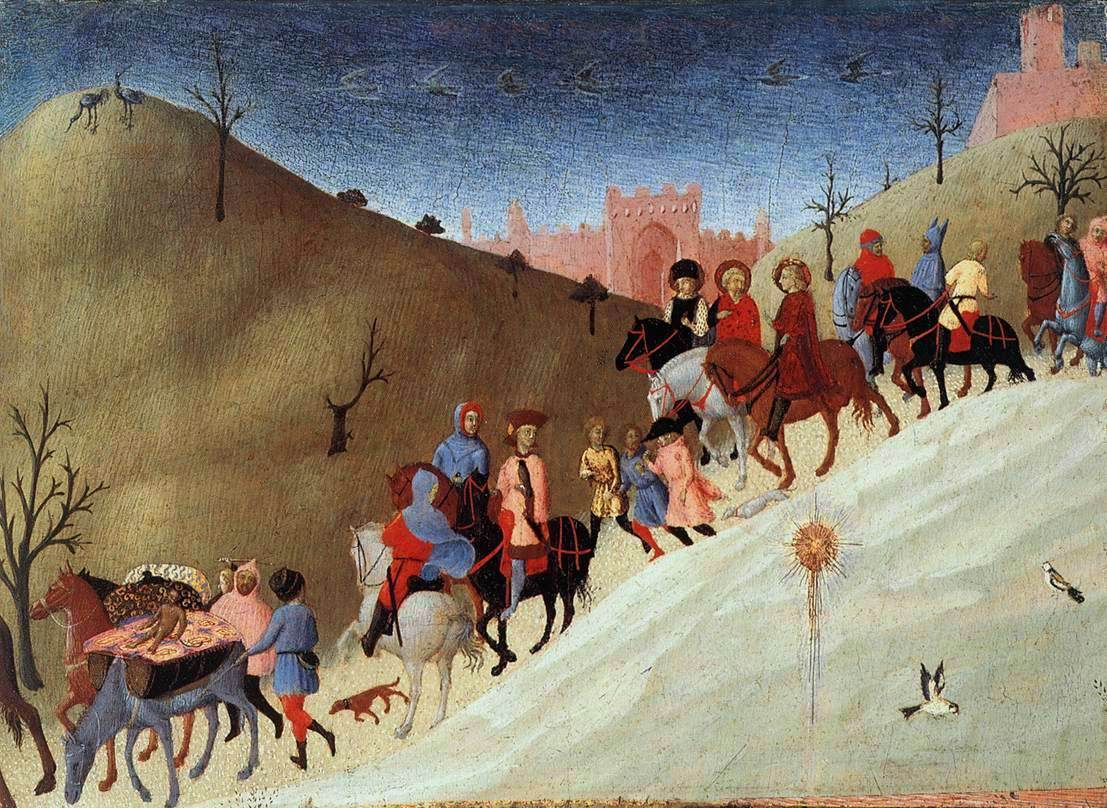
Сассе́тта. «Шествие волхвов». 1432—1436
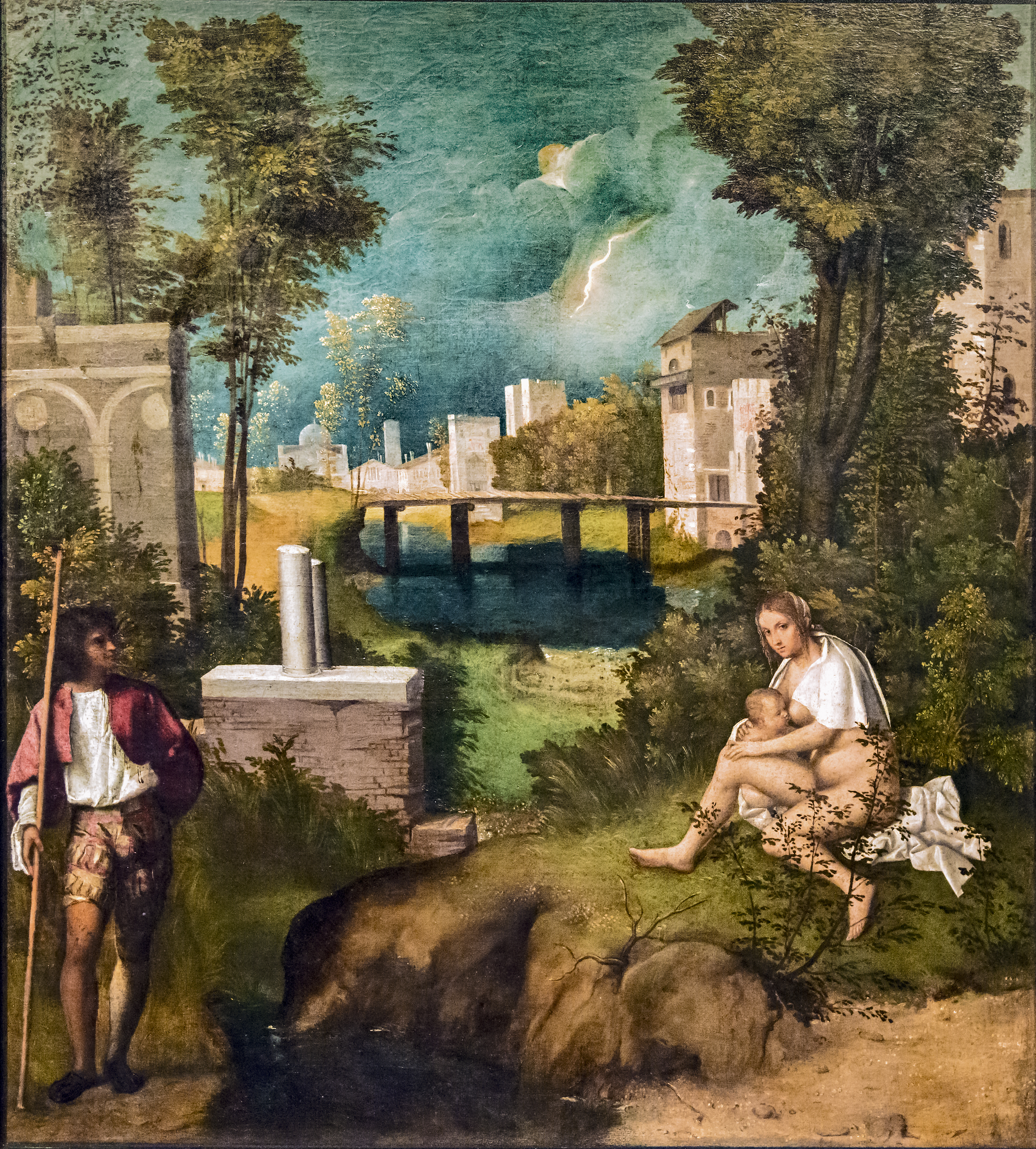
Джорджо́не. «Буря». 1507—1508
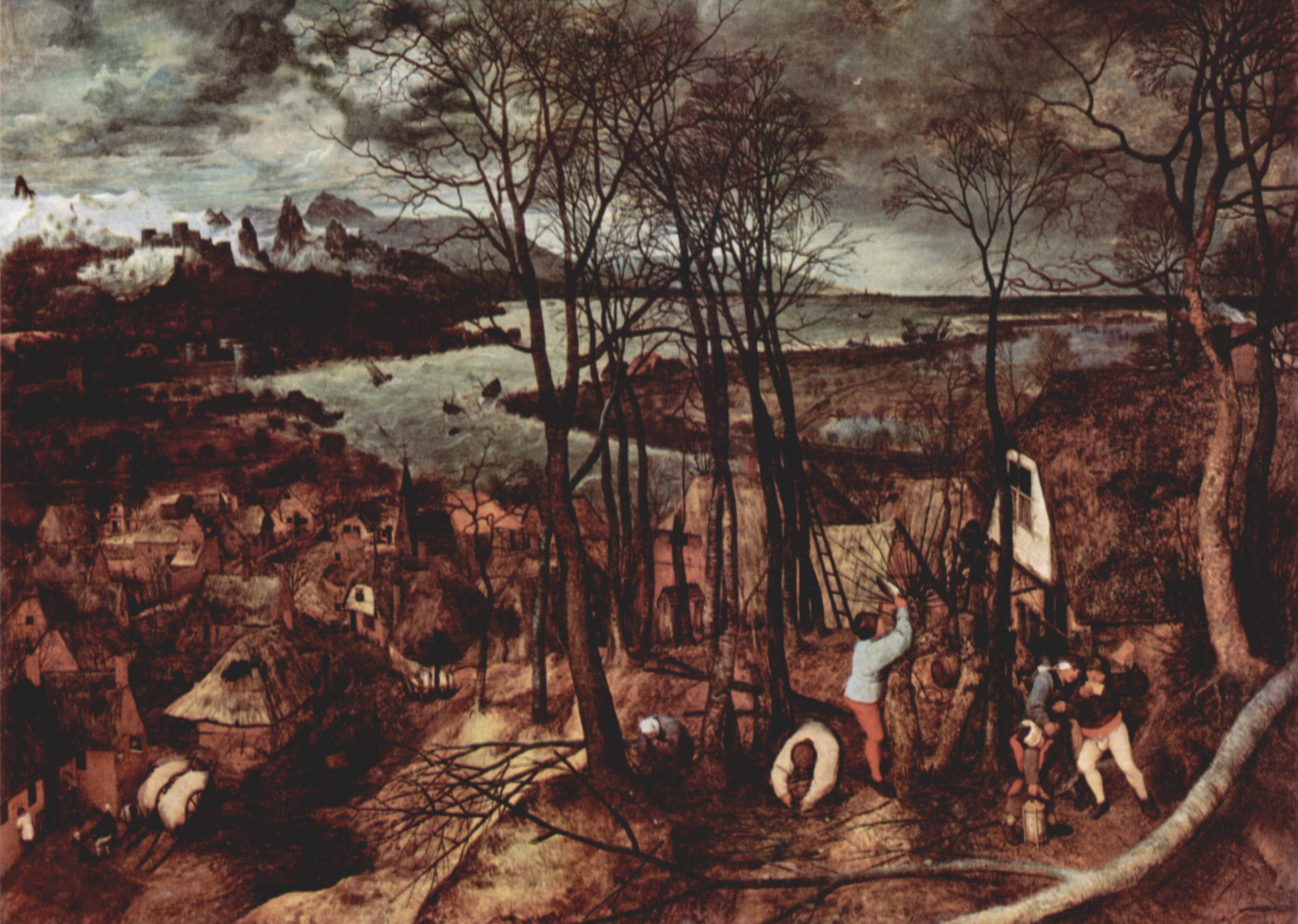
Питер Бре́йгель (Старший). «Сумрачный день». 1565
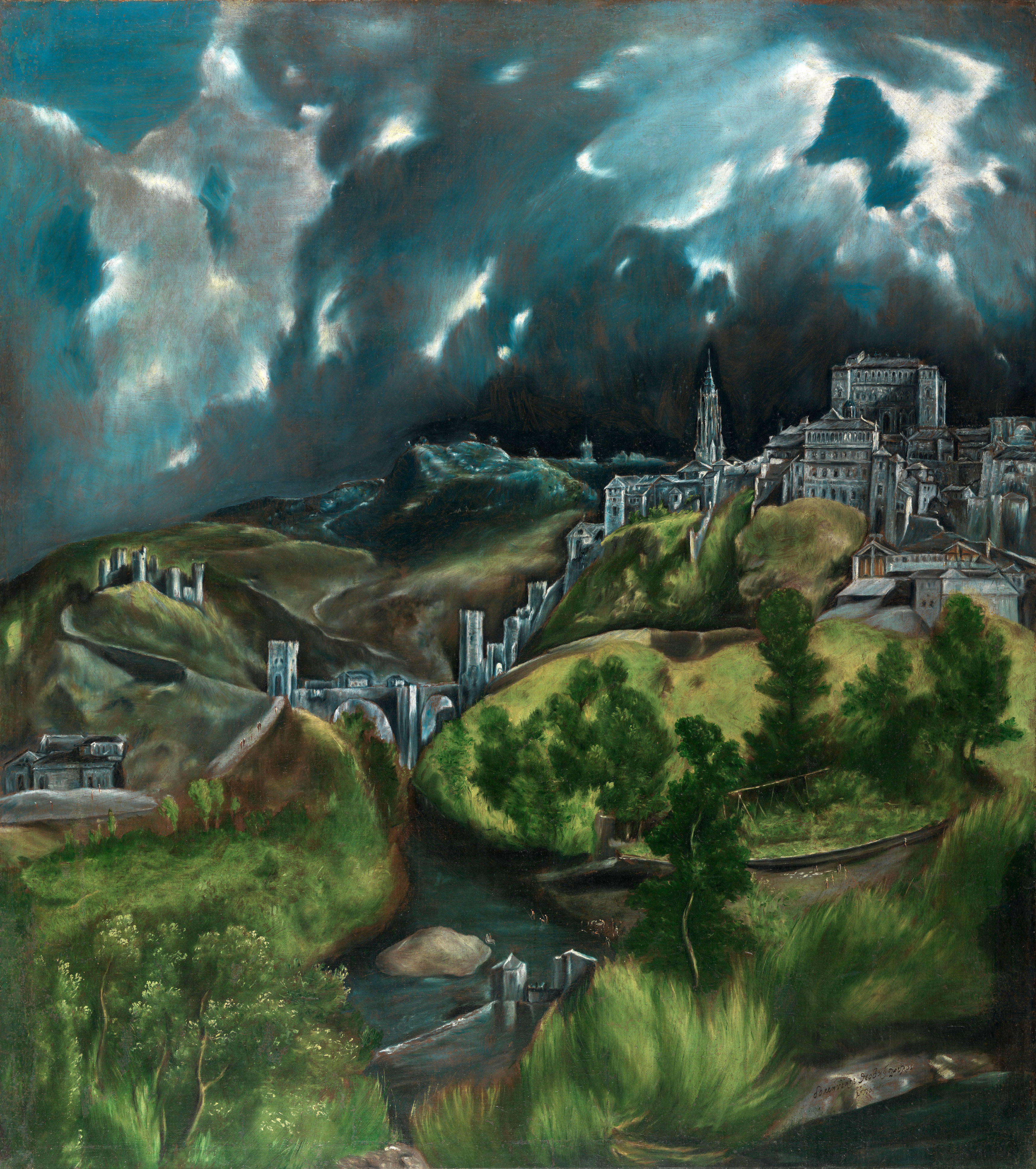
Эль Гре́ко. «Вид Толедо». 1596—1600

Ещё более важную роль пейзажные мотивы начали играть в эпоху Высокого Возрождения, чинквеченто (XVI в.). Именно этот период больше, чем какой-либо другой, ориентирован на поиск наилучших возможностей композиции, перспективы и др. составляющих живописи для передачи окружающего мира. Теперь пейзаж представляется важным элементом картины. Ярчайшим примером тому является знаменитый портрет Моны Лизы, написанный Леона́рдо (1452—1519). Недаром именно в эту эпоху диаметральным образом изменился социальный статус художника: из представителя одного из низших сословий традиционного общества (в Средневековье художник был приписан к малярному цеху) он трансформируется в социокультурный идеал, поскольку именно в его деятельности реализованы главные культурные идеи, ценности и идеалы ренессансного гуманизма: свобода, творчество, самодеятельность, самодостаточность и саморазвитие.
В создании пейзажного жанра этого периода большую роль сыграли мастера Венецианской школы. Одним из первых художников, в картинах которых природа является главным персонажем, стал Джорджо́не (1476/7-1510). Пейзаж на полотне «Буря» — определённо носитель чувств и настроений. А уже в раннем полотне Тициа́на (1473/88-1576) «Бегство в Египет» (1508) изображение природы на заднем плане начинает господствовать над сценами, показанными на переднем плане.
Традиции венецианской школы нашли отражение и в живописи ученика Тициана, испанского художника Эль Гре́ко (1541—1614). Среди самых известных картин мастера — пейзаж «Вид Толедо».
В Северной Европе, начиная с XVI века, пейзаж также постепенно выходит из поля притяжения других художественных жанров. Образы природы занимают важное место в творчестве многих художников голландской школы — Питера Бре́йгеля (Старшего) (ок. 1525—1569), Яна Верме́ера Де́льфтского (1632—1675) и других. Для большинства голландских пейзажей характерен приглушённый колорит, состоящий из светло-серебристых, оливково-охристых, коричневатых оттенков, близких к естественным краскам природы.
В Германии пейзаж зародился в работах мастеров так называемой Дунайской школы живописи в I трети XVI века.

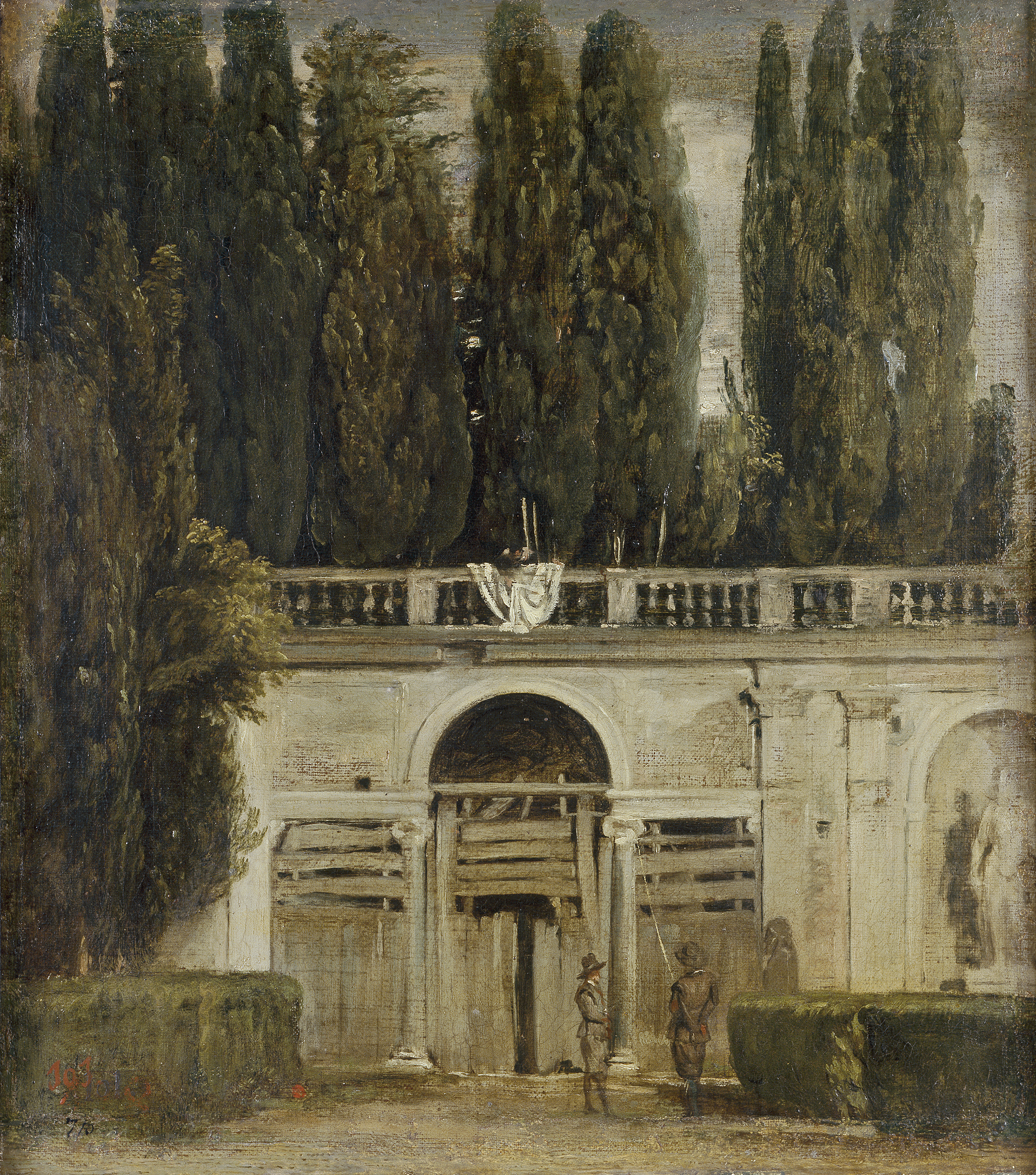
Диего Вела́скес. «Вид виллы Медичи». 1630
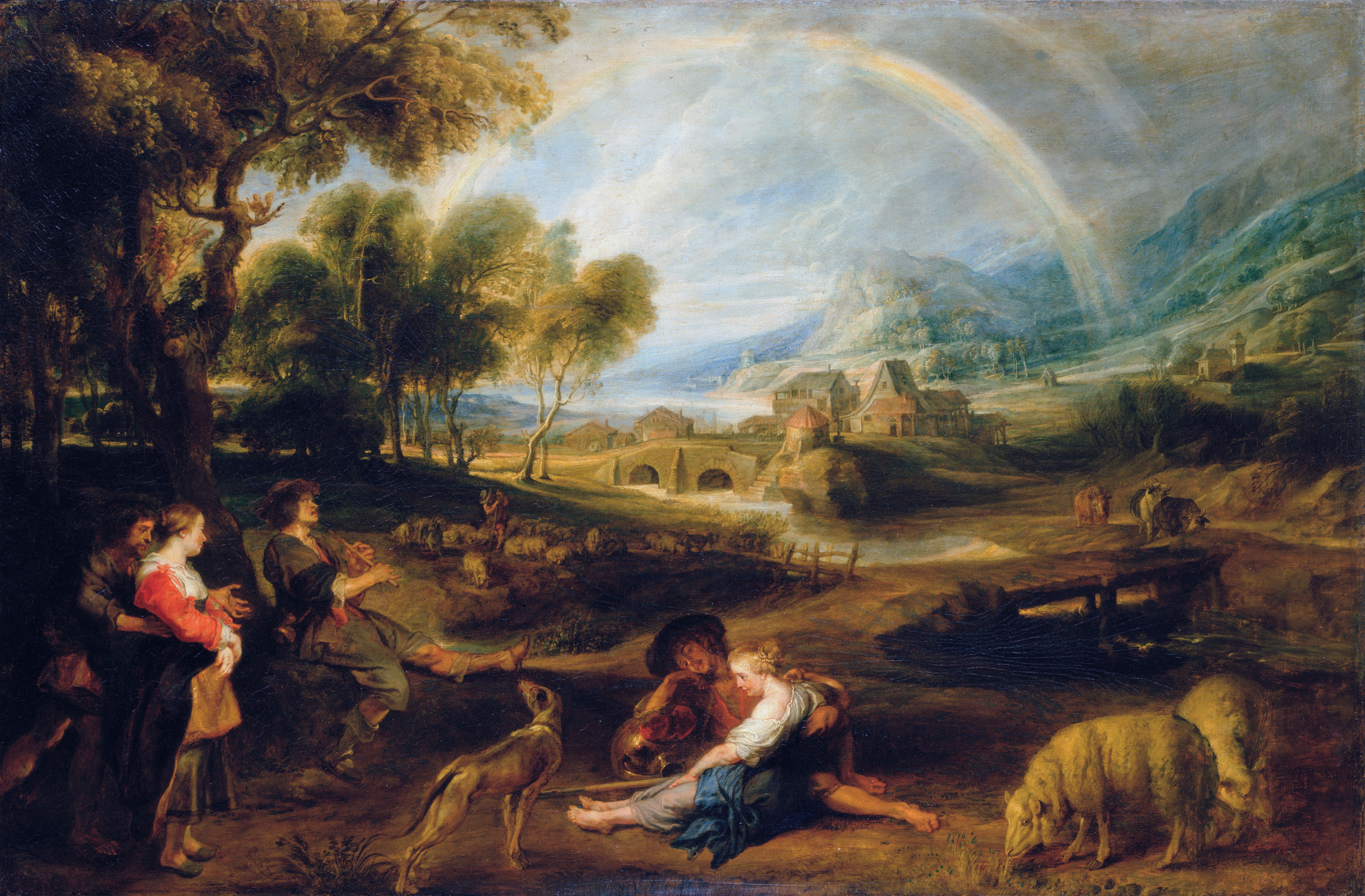
Питер Пауль Ру́бенс. «Пейзаж с радугой». 1630—1635
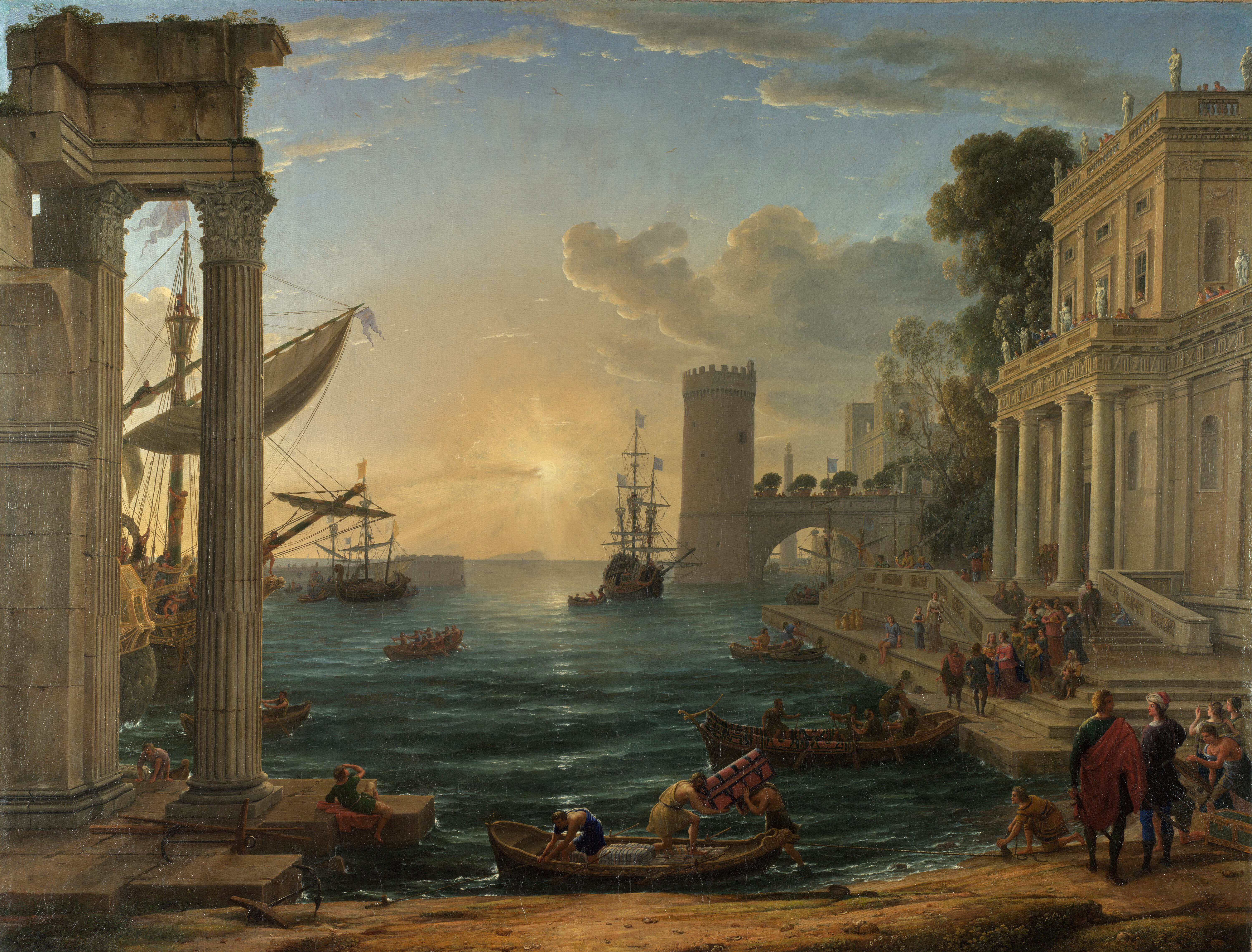
Клод Лорре́н. «Отплытие царицы Савской». 1648
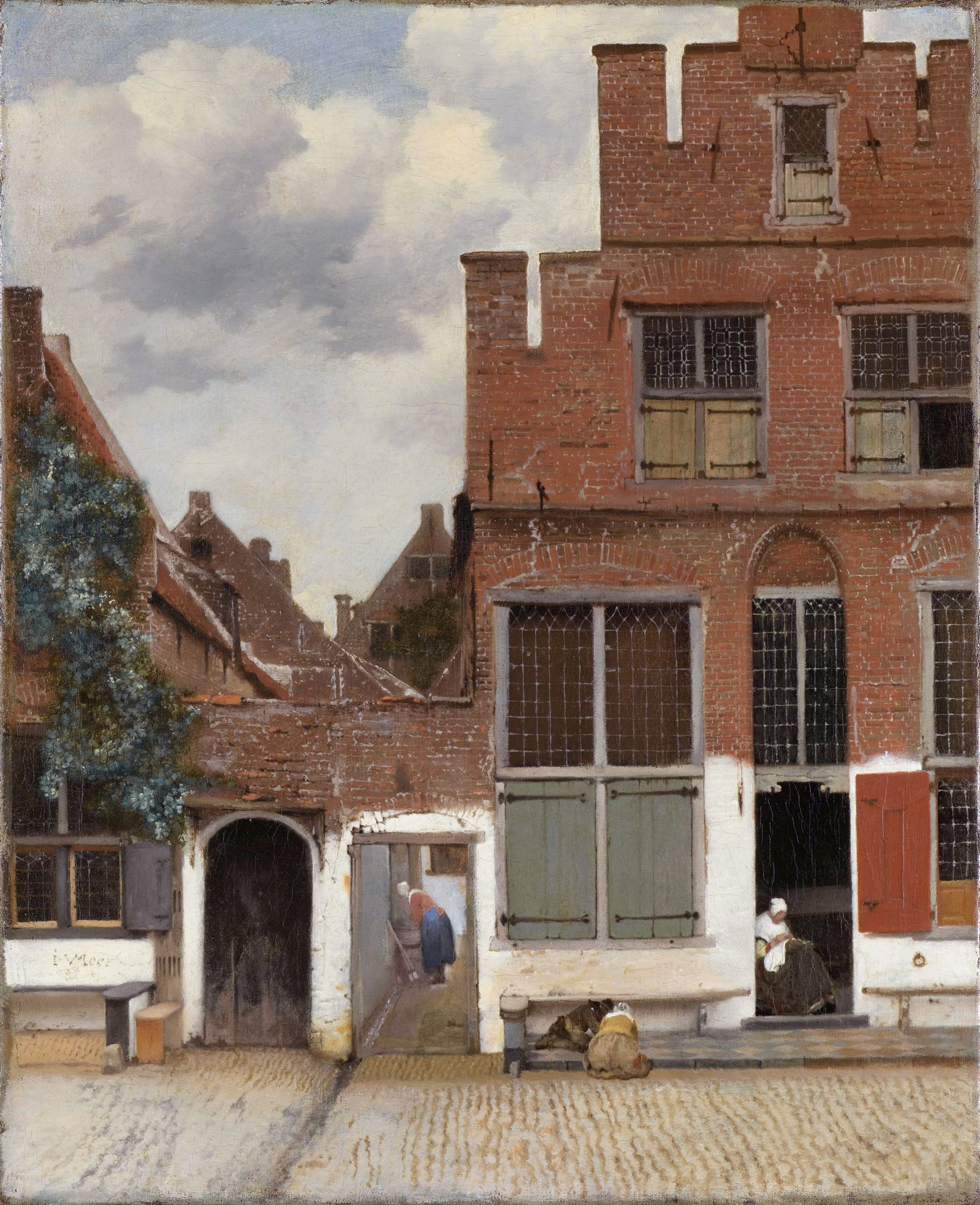
Ян Верме́ер Дельфтский. «Улочка». 1657—1658
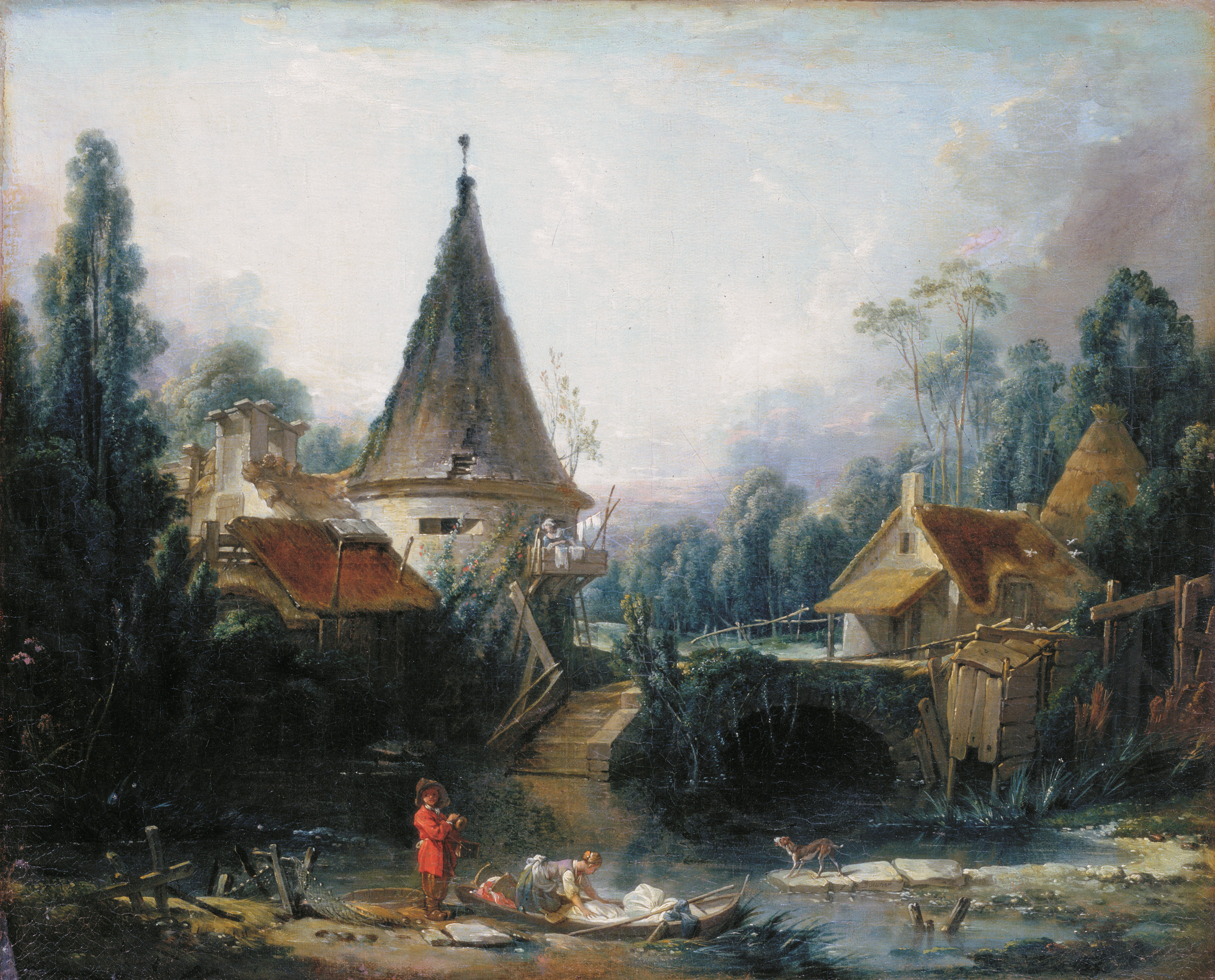
Франсуа Буше́. «Пейзаж в окрестностях Бове». 1740-е
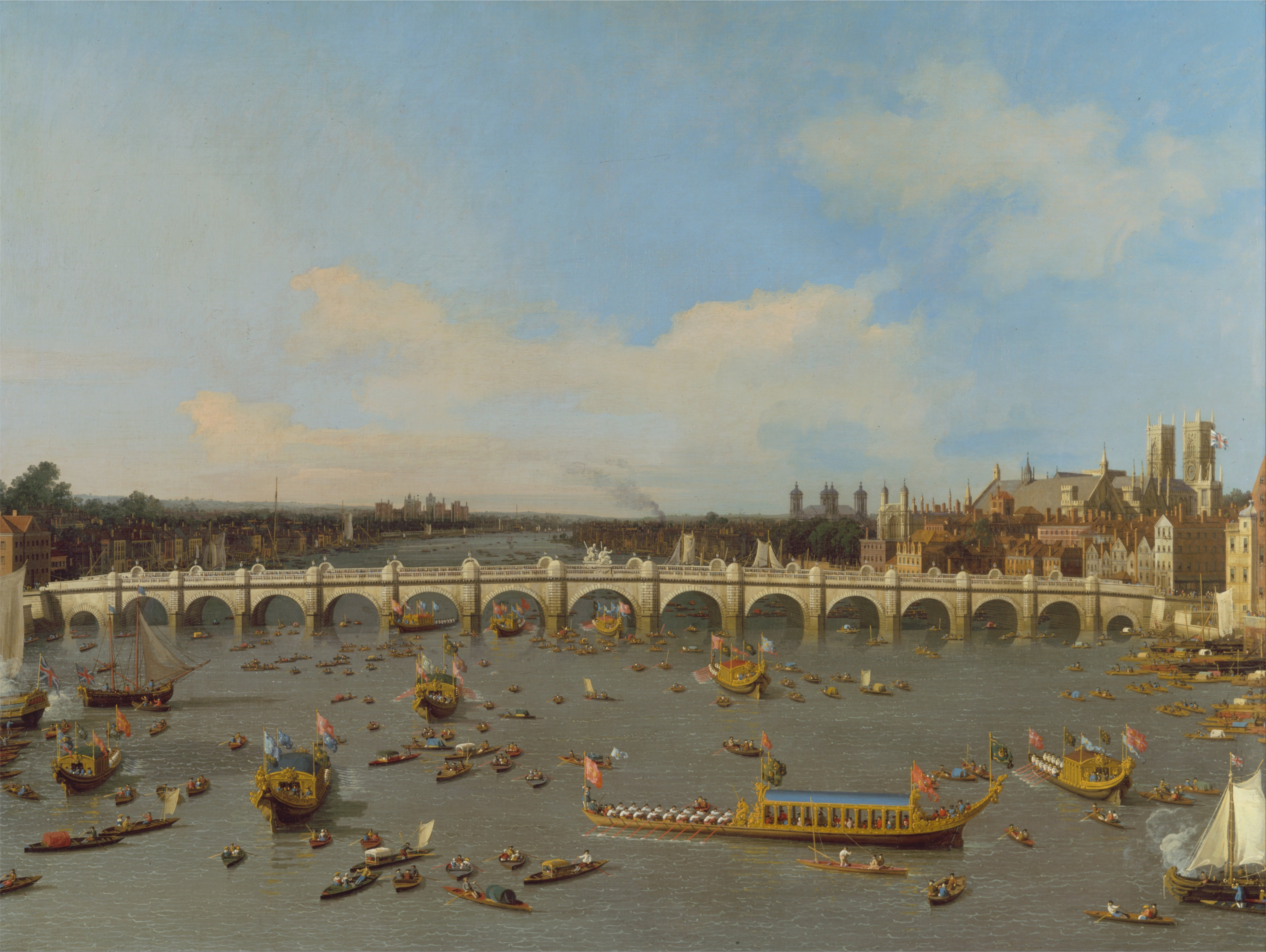
Канале́тто. «Вестминстерский мост в Лондоне». 1746
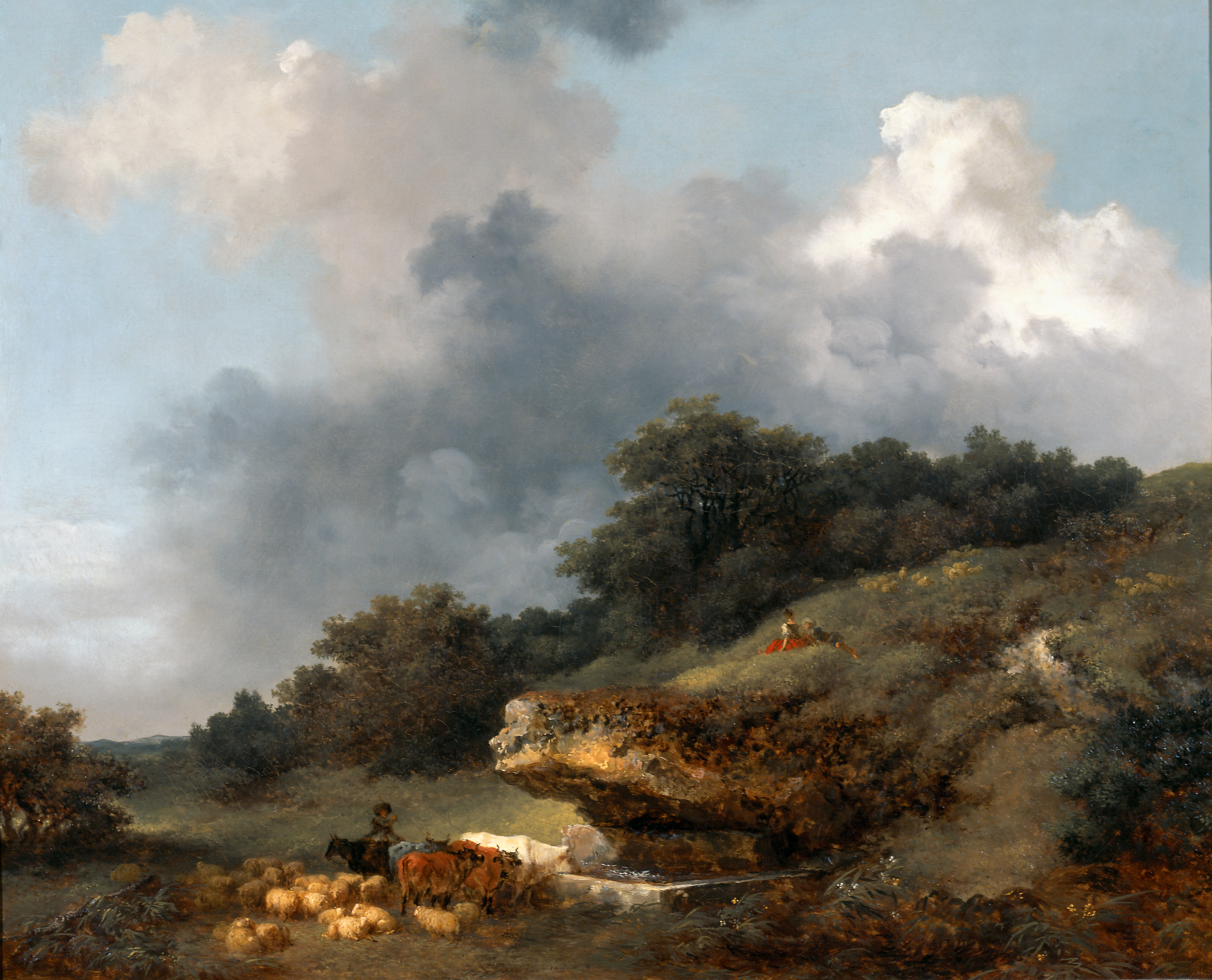
Жан Оноре Фрагона́р. «Водопой». 1763—1765
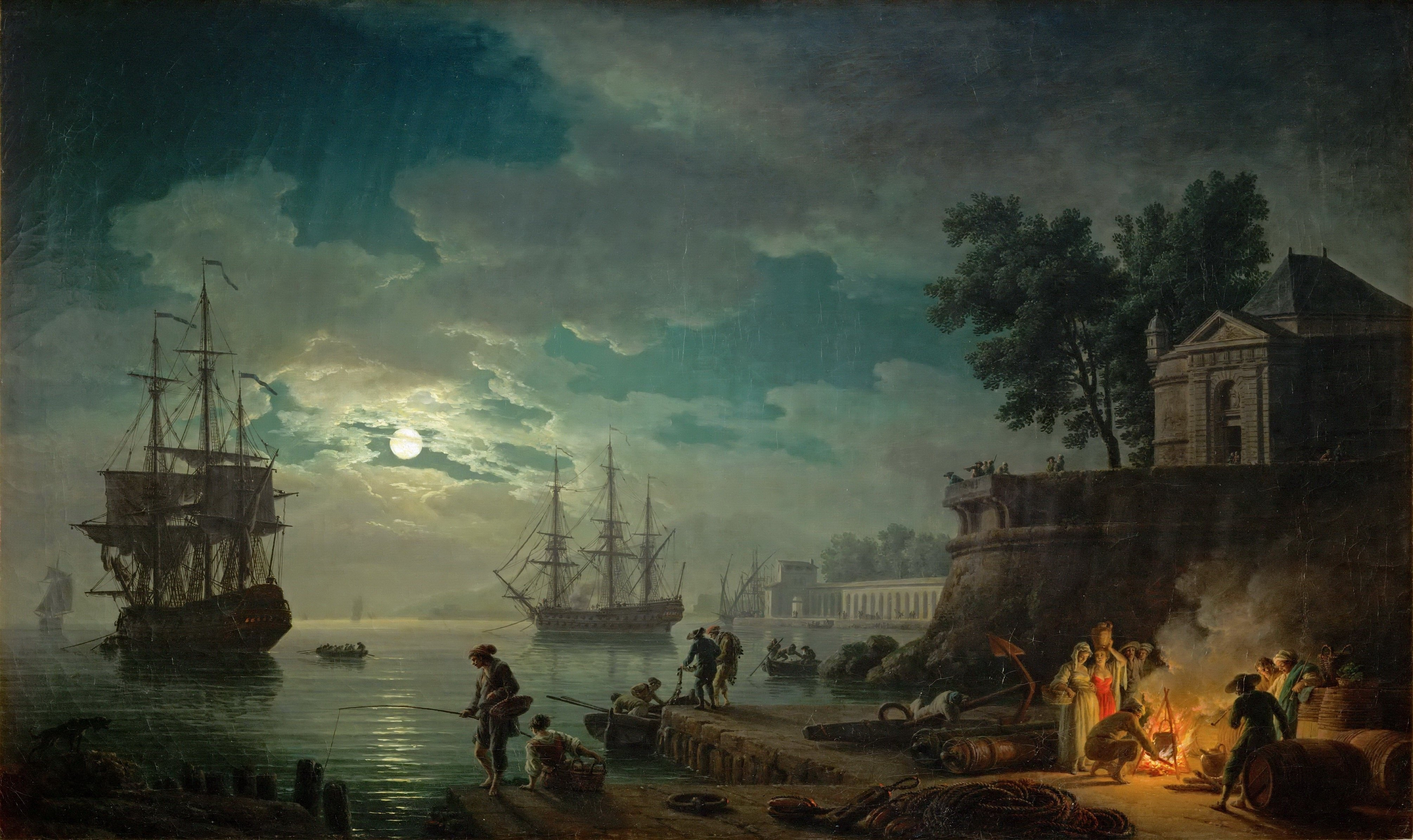
Жозеф Верне́. «Морской порт при лунном свете». 1771

Реалистическое искусство Испании, Италии и Франции оказало своё влияние на дальнейшее развитие пейзажной живописи. Виртуозные картины великого испанского мастера Диего Вела́скеса (1599—1660) свидетельствуют о зарождении пленэрной живописи. В его работе «Вид виллы Медичи» передаётся свежесть зелени, тёплые оттенки света, скользящего по листьям деревьев и высоким каменным стенам.
В период классицизма (XVII век) природа трактовалась, исходя из законов разума, а представление её в виде идеальной гармонии считалось эстетическим эталоном (идиллический пейзаж). Клод Лорре́н (1600—1682) и др. живописцы.
Иной предстаёт природа на полотнах мастеров барокко, стремящихся передать динамика окружающего мира, бурную жизнь стихий. Пейзажи, утверждающие радость бытия характерны для творчества фламандца Питера Пауля Ру́бенса (1577—1640) («Пейзаж с радугой»).
В XVIII веке широкое распространение получил архитектурный пейзаж, элементы которого проявились ещё в искусстве Средневековья. Замечательными мастерами ведуты были представители венецианской школы живописи Франческо Гва́рди (1712—1793), Канале́тто (1697—1768).
Ярким представителем искусства рококо (XVIII век) был французский художник Франсуа Буше́ (1703—1770), создававший пейзажи, словно сотканные из голубых, розовых, серебристых оттенков. У Буше учился другой французский художник, работавший в этом стиле, — Жан Оноре Фрагона́р (1732—1806), чьи красочные пейзажи пронизаны воздухом и светом.
В пейзажной живописи эпохи Просвещения (вторая половина XVIII столетия) художники стремились показать зрителю эстетику естественной природы. Основанные на натурных наблюдениях и оснащённые яркими эффектами освещения морские пейзажи Жозефа Верне́ (1714—1789) вызывали восторг современников.

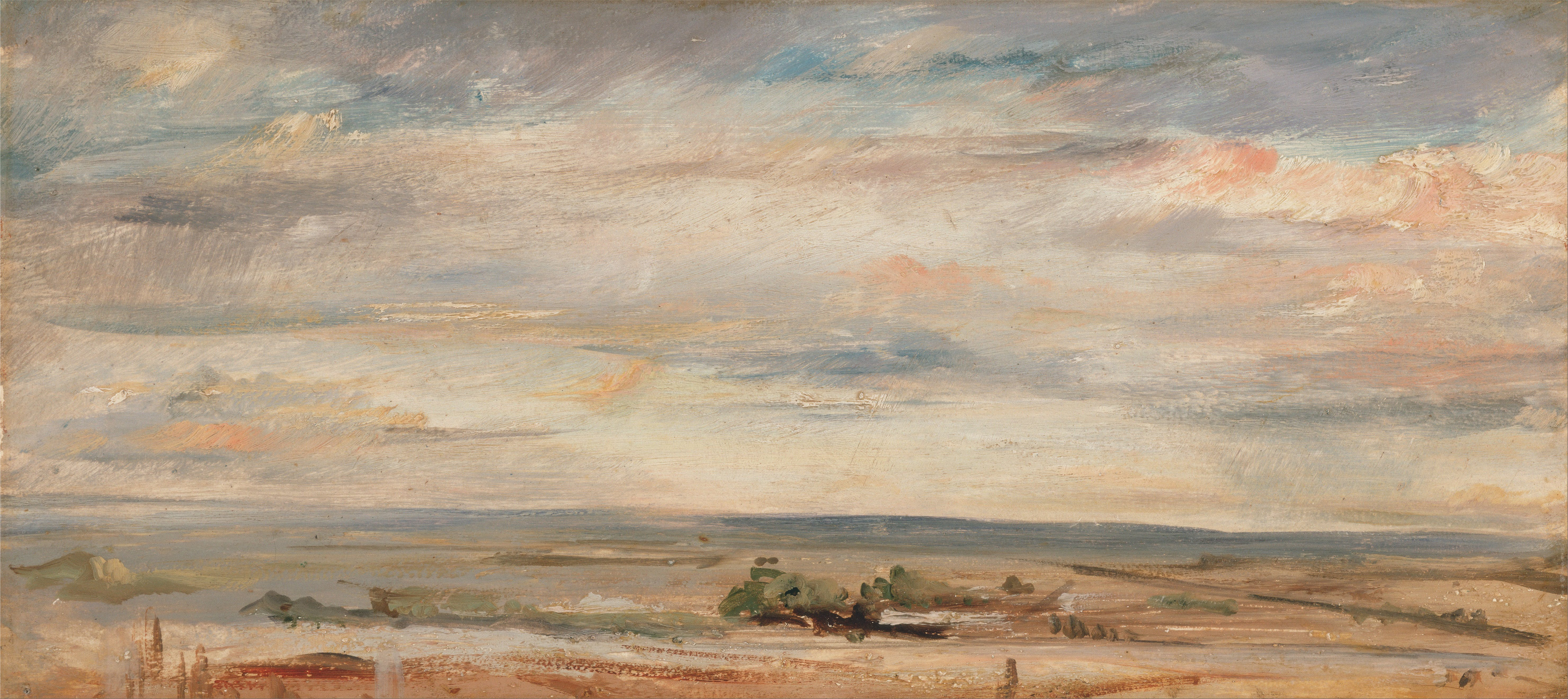
Джон Консте́бл. «Этюд с облаками. Весеннее утро». 1821
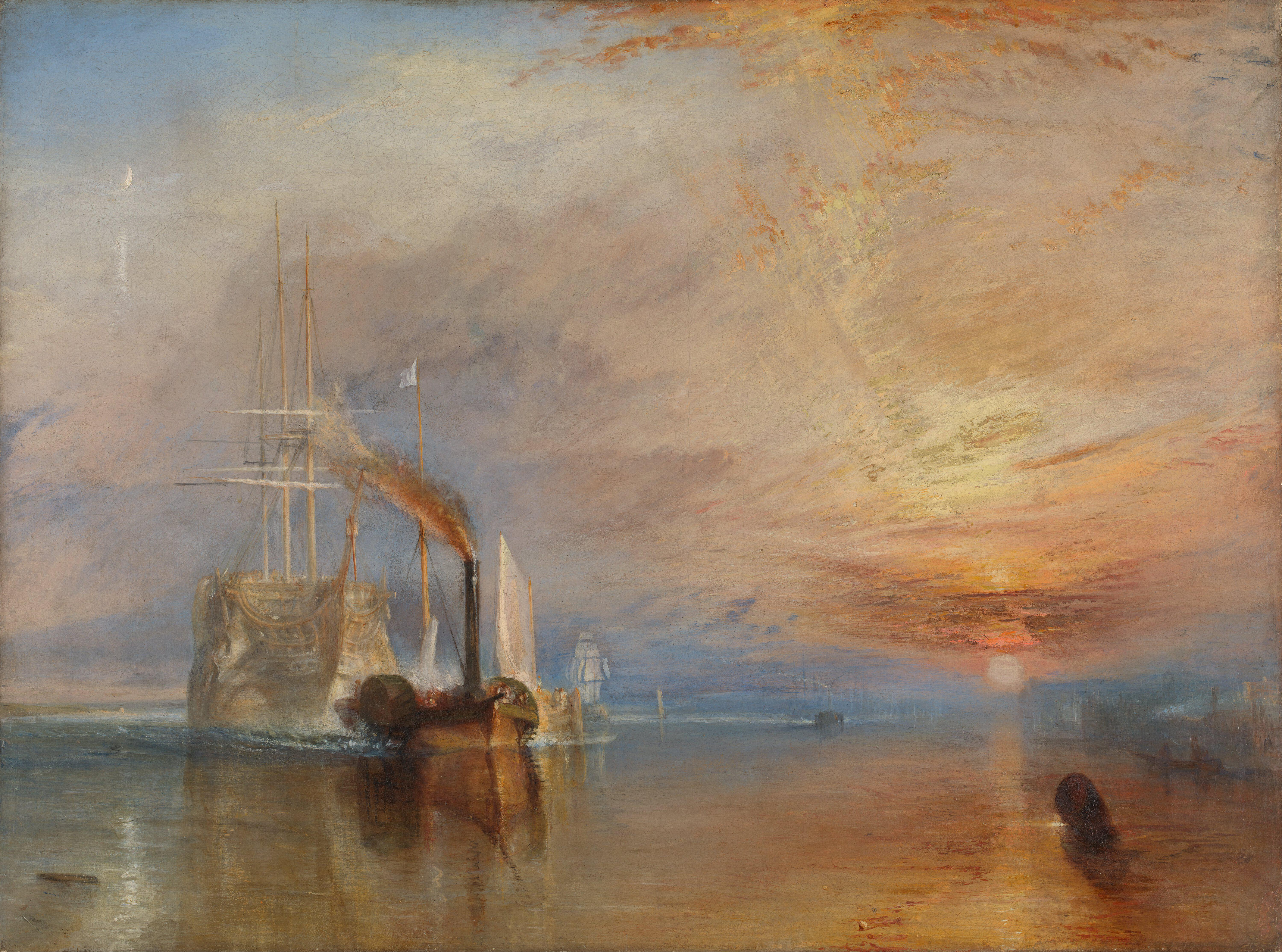
Уильям Тёрнер. «Последний рейс корабля «Отважный»». 1839
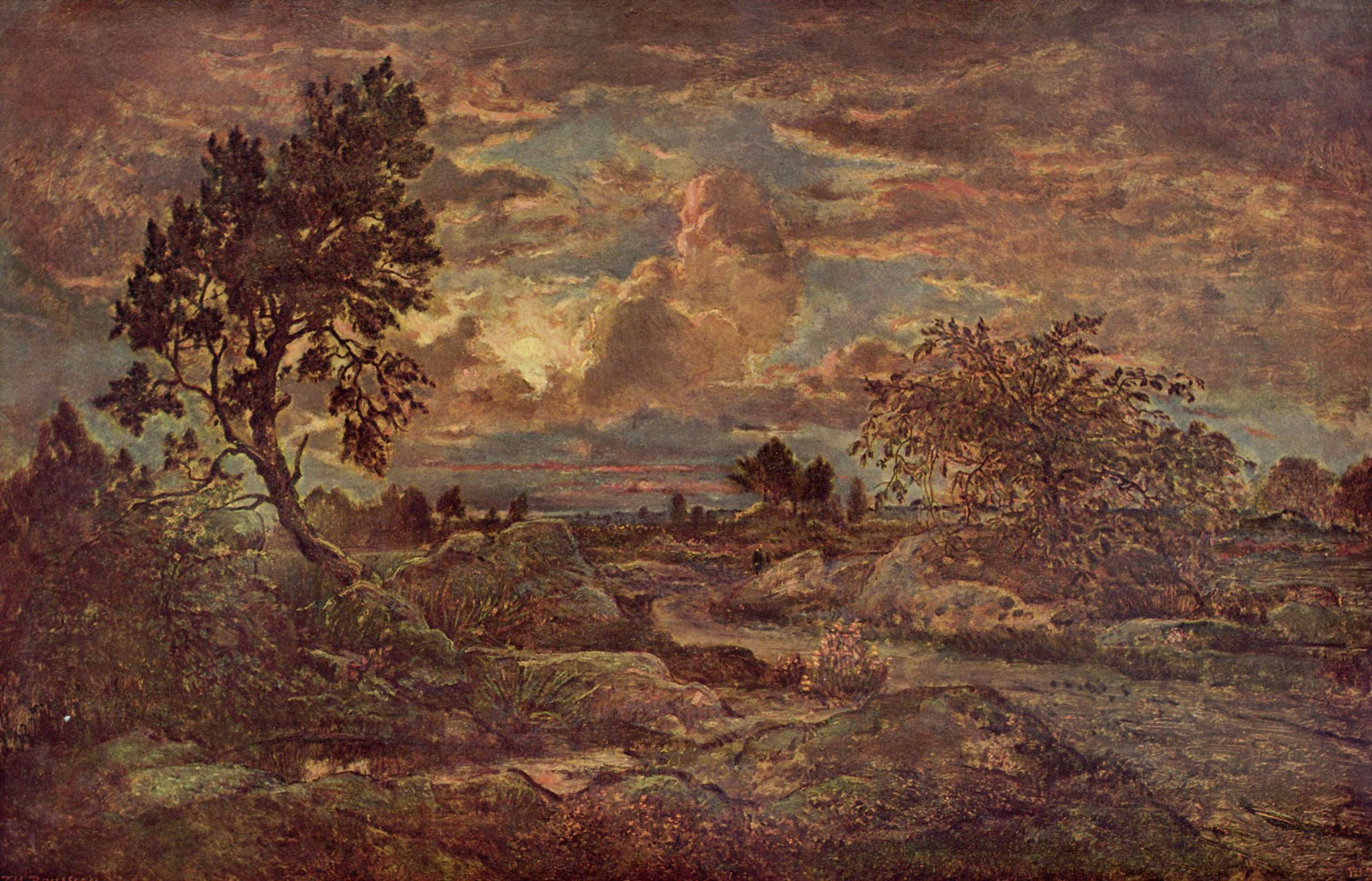
Теодор Руссо́. «Закат в Арбонне». 1845–1848
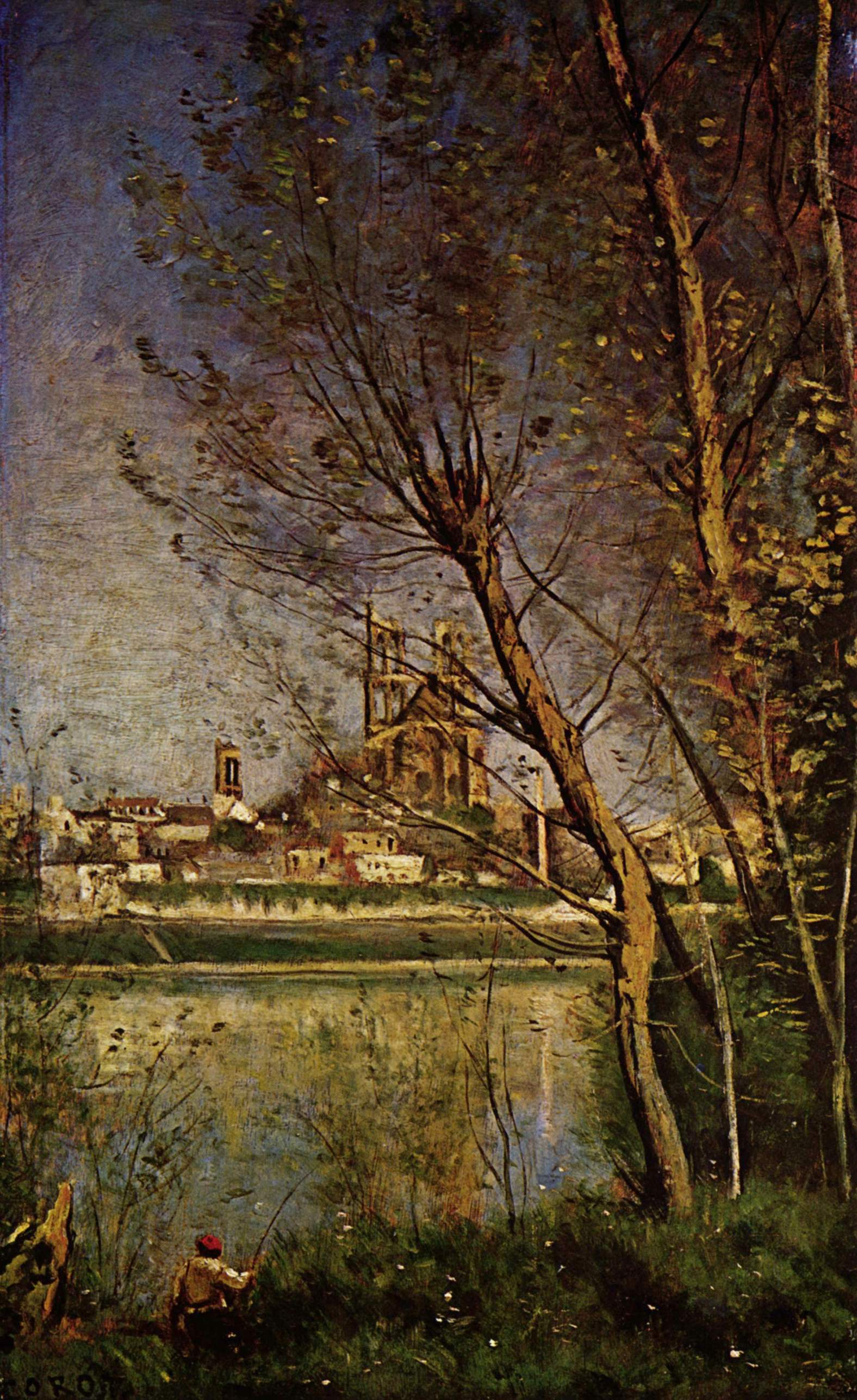
Камиль Коро́. «Собор в Манте». 1860-е
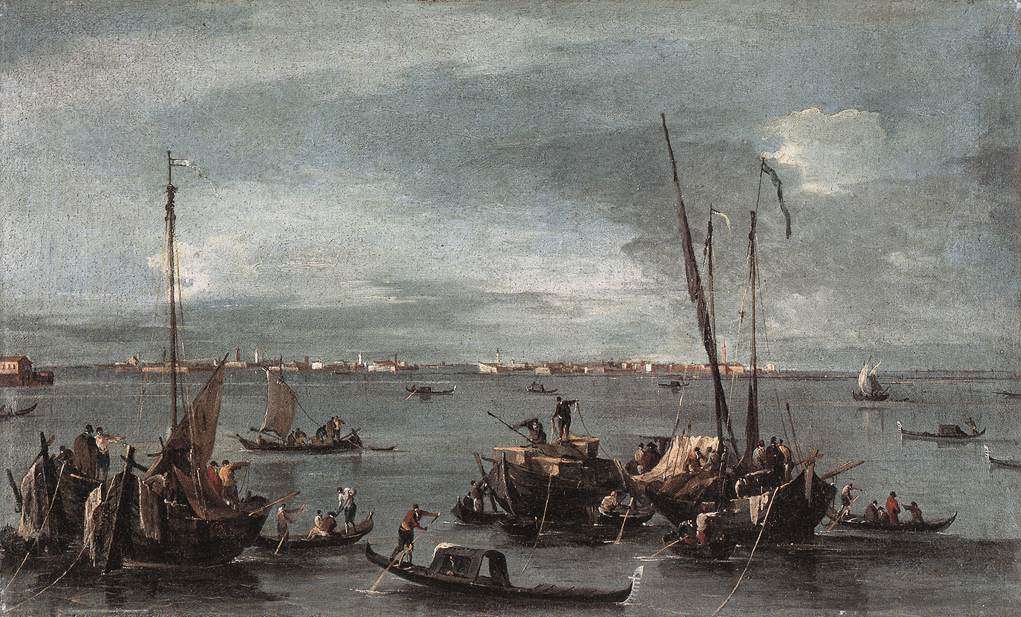
Франческо Гва́рди. «Вид на лагуну в сторону Мурано с Фондамента Нуово». 1865–1870
Жюль Дюпре́. «Старый дуб». Ок. 1870
Камиль Писсарро́. «Сад». 1872
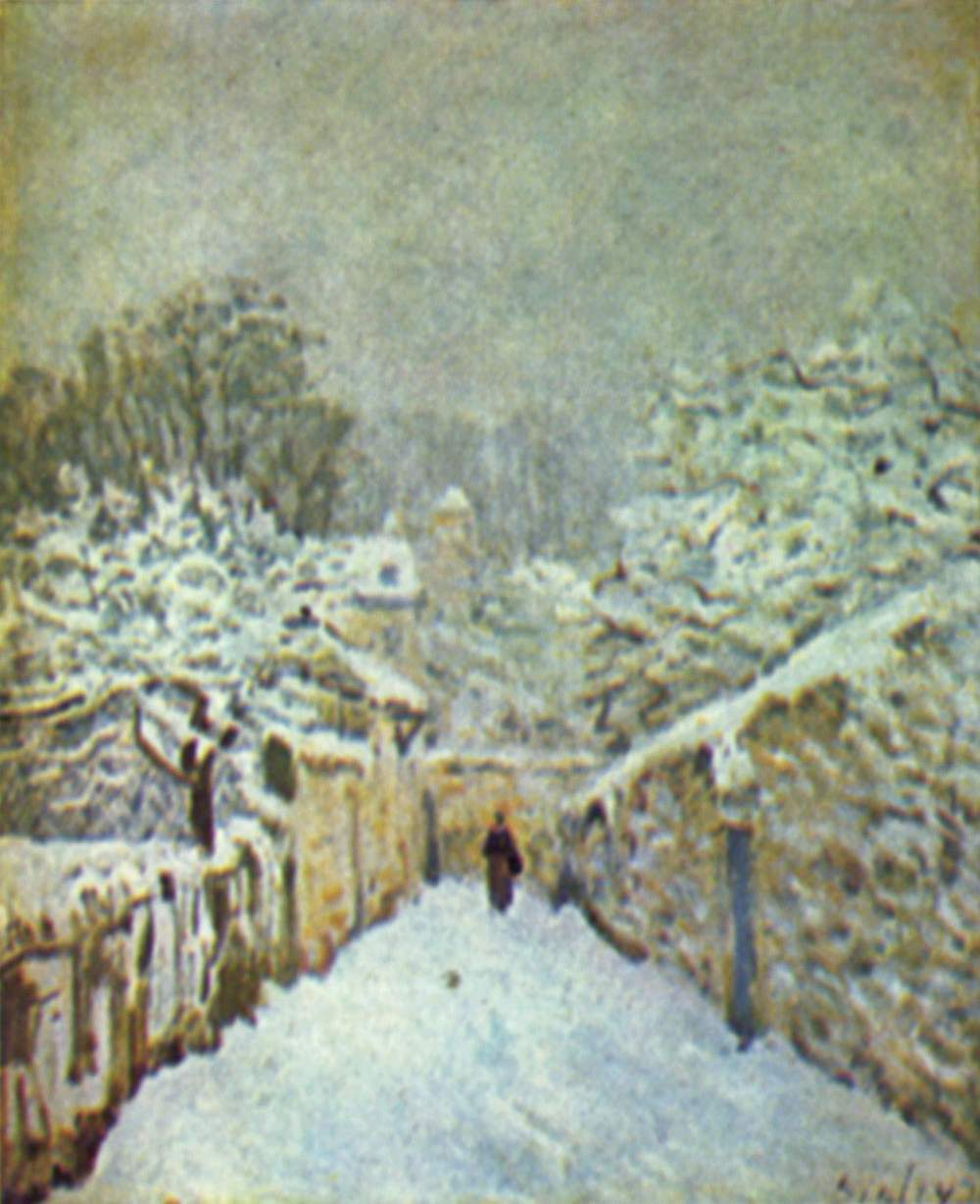
Альфред Сисле́й. «Снег в Лувесьене». 1874
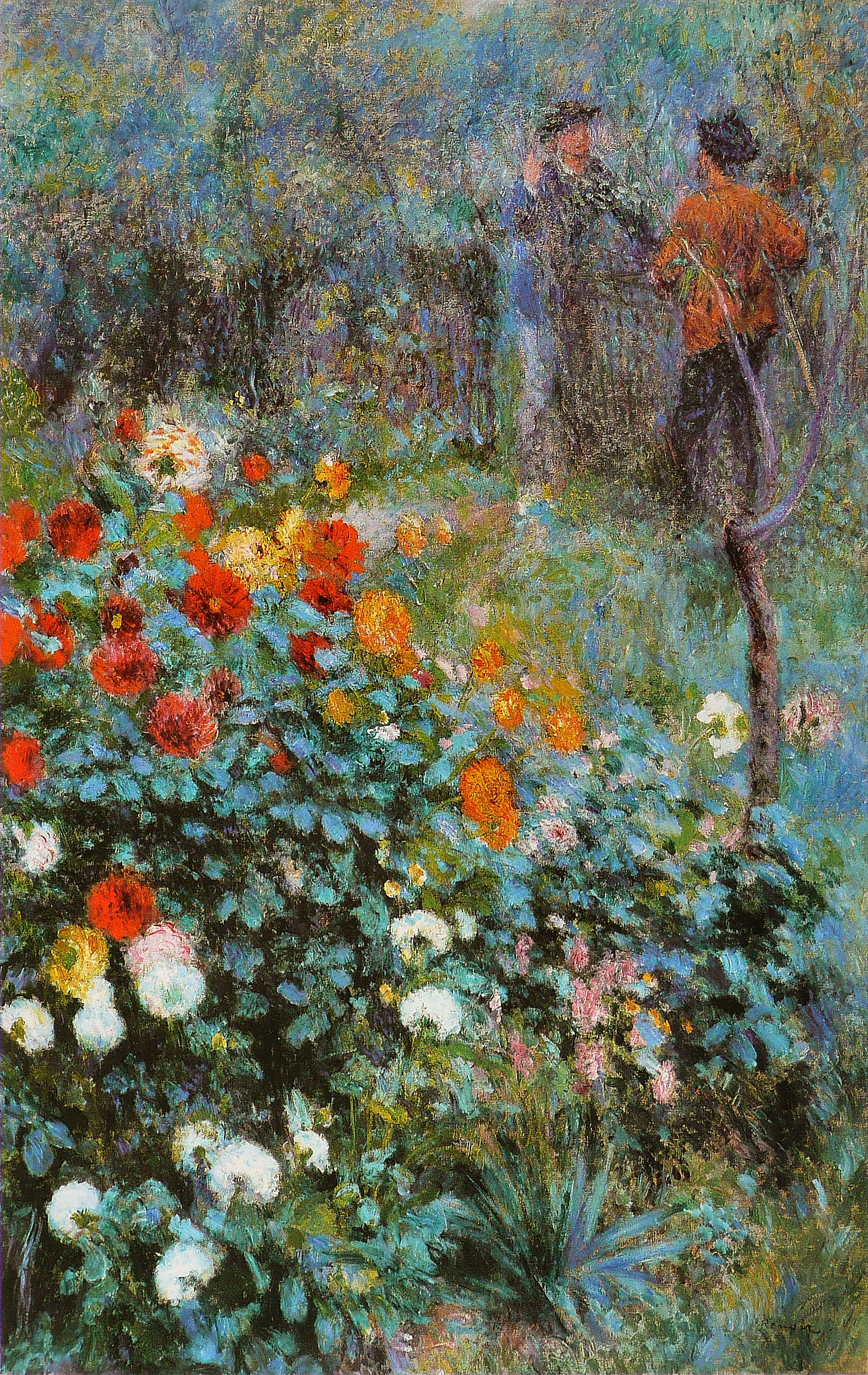
Огюст Ренуа́р. «Сад на улице Корто» («Сад на Монмартре»). 1876
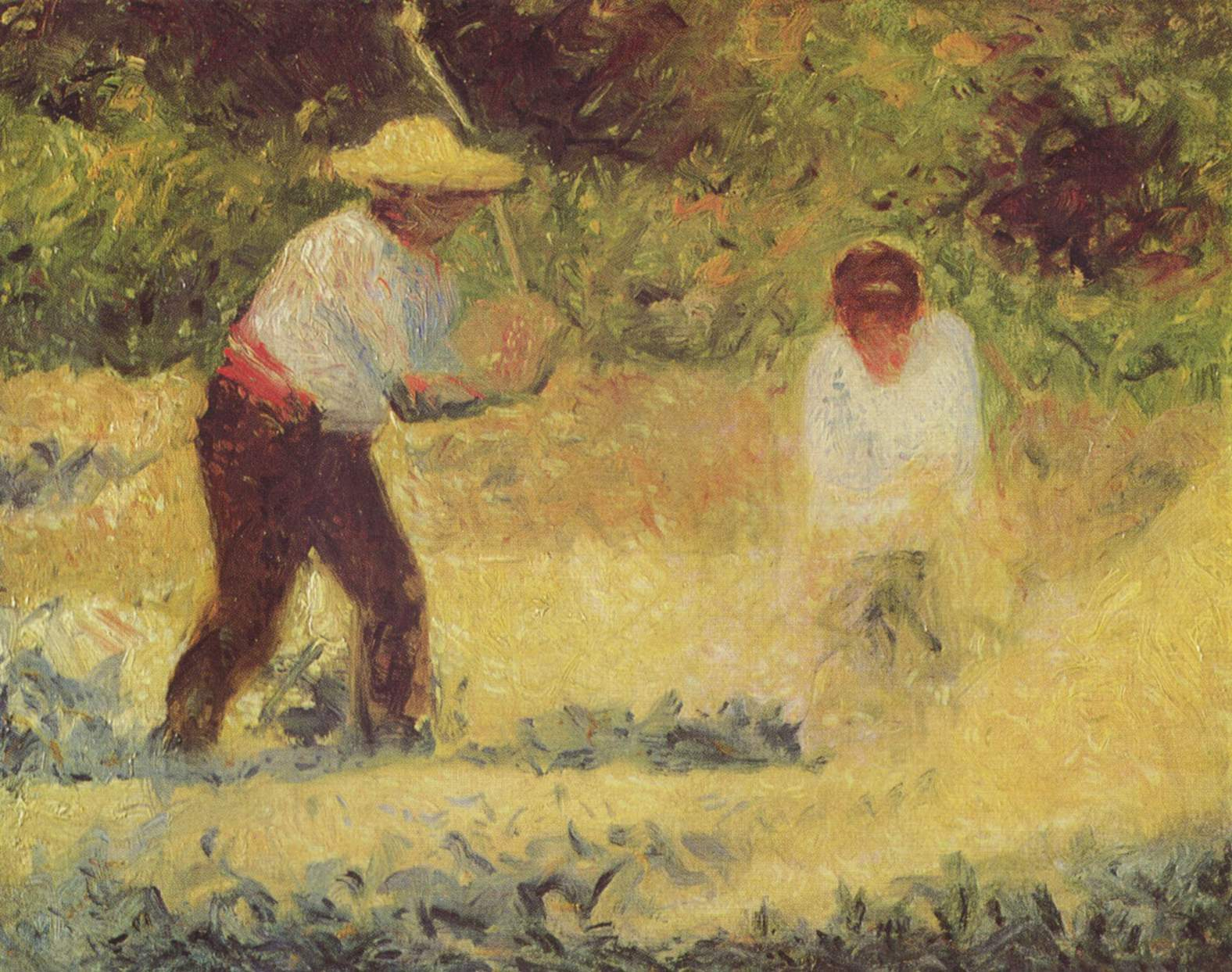
Жорж-Пьер Сёра́. «Дробильщик камня». Ок. 1882
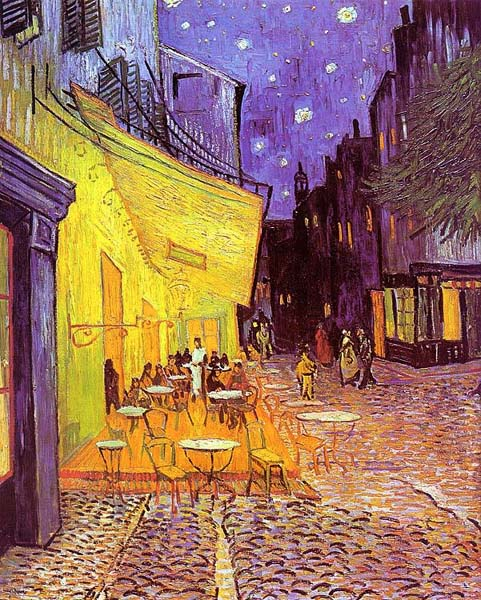
Винсент ван Го́г. «Ночная терраса кафе». 1888
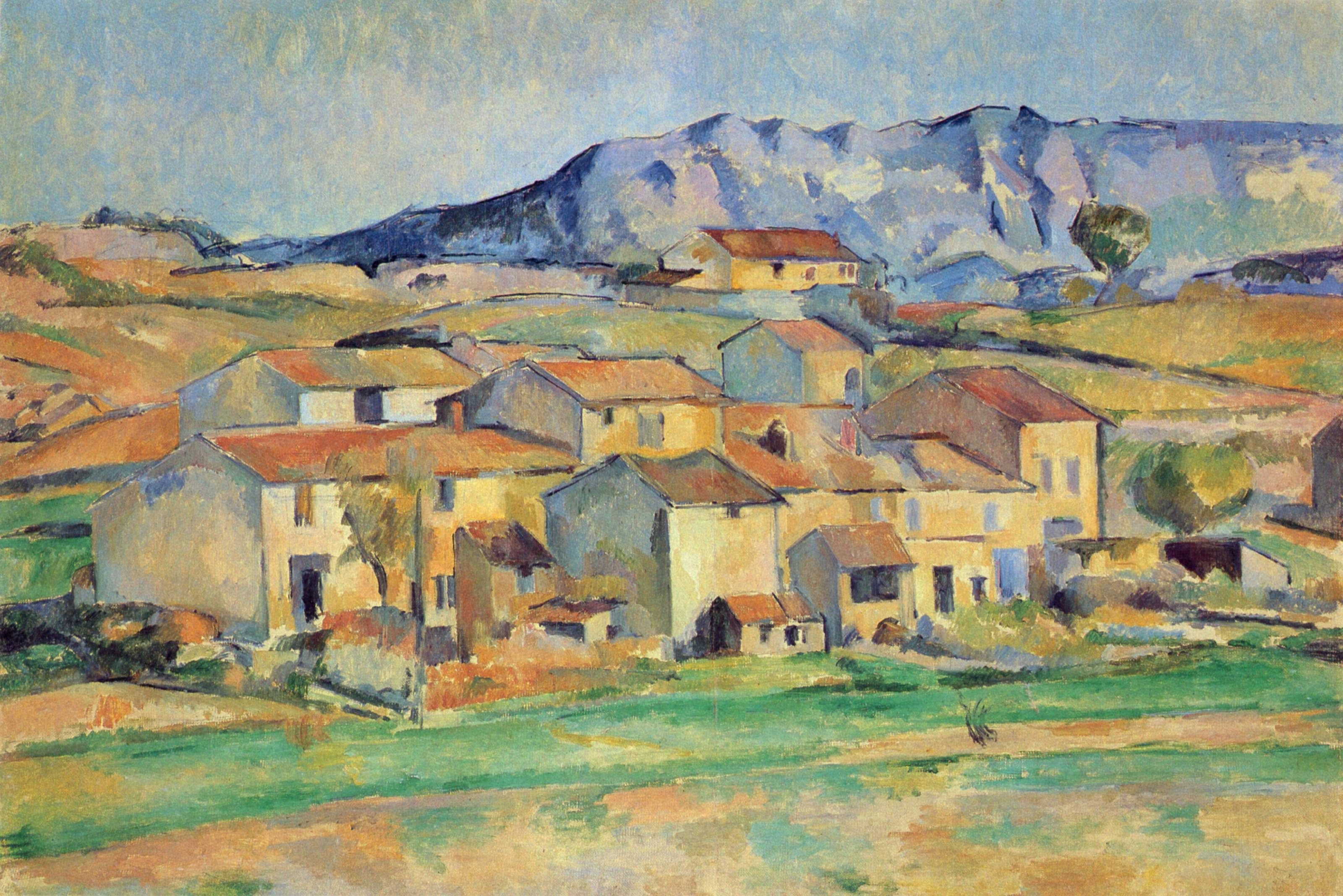
Поль Сеза́нн. «Гора св. Виктории со стороны окрестностей Гарданны». 1886—1890

Живопись Верне оказала воздействие на представителей романтического направления, появившегося в европейском и американском искусстве в первой половине XIX века. Значительными представителями романтического пейзажа в Англии были Уильям Тёрнер (1775—1851) и Джон Консте́бл (1776—1837), в Германии — Ка́спар Да́вид Фридрих (1774—1840).
Красоту простой сельской природы открыли для зрителя французские пейзажисты — представители барбизонской школы: Теодор Руссо́ (1812—1867), Жюль Дюпре́ (1811—1889) и др. Близка искусству барбизонцев живопись Камиля Коро́ (1796—1875), стремившегося передать трепетную воздушную среду с помощью валёров.
Камиля Коро считали своим предшественником французские импрессионисты. Пленэрные пейзажи Клода Моне́ (1840—1926), Огюста Ренуа́ра (1841—1919), Эдуарда Мане́ (1832—1883), Камиля Писсарро́ (1830—1903), Альфреда Сисле́я (1839—1899) и др. удивительным образом передают изменчивую световоздушную среду.
Традиции импрессионистов развили и в своей живописи художники-постимпрессионисты: Поль Сеза́нн (1839—1906), Винсент ван Го́г (1853—1890), Жорж-Пьер Сёра́ (1859—1891), Поль Синья́к (1863—1935) и др.
В XX веке к пейзажному жанру обращались представители самых различных художественных направлений. Яркие картины природы создавали фовисты: Анри Мати́сс (1869—1954), Андре Дере́н (1880—1954), Альбер Марке́ (1875—1947), Морис Влами́нк (1876—1958), Рауль Дюфи́ (1877—1953) и др.

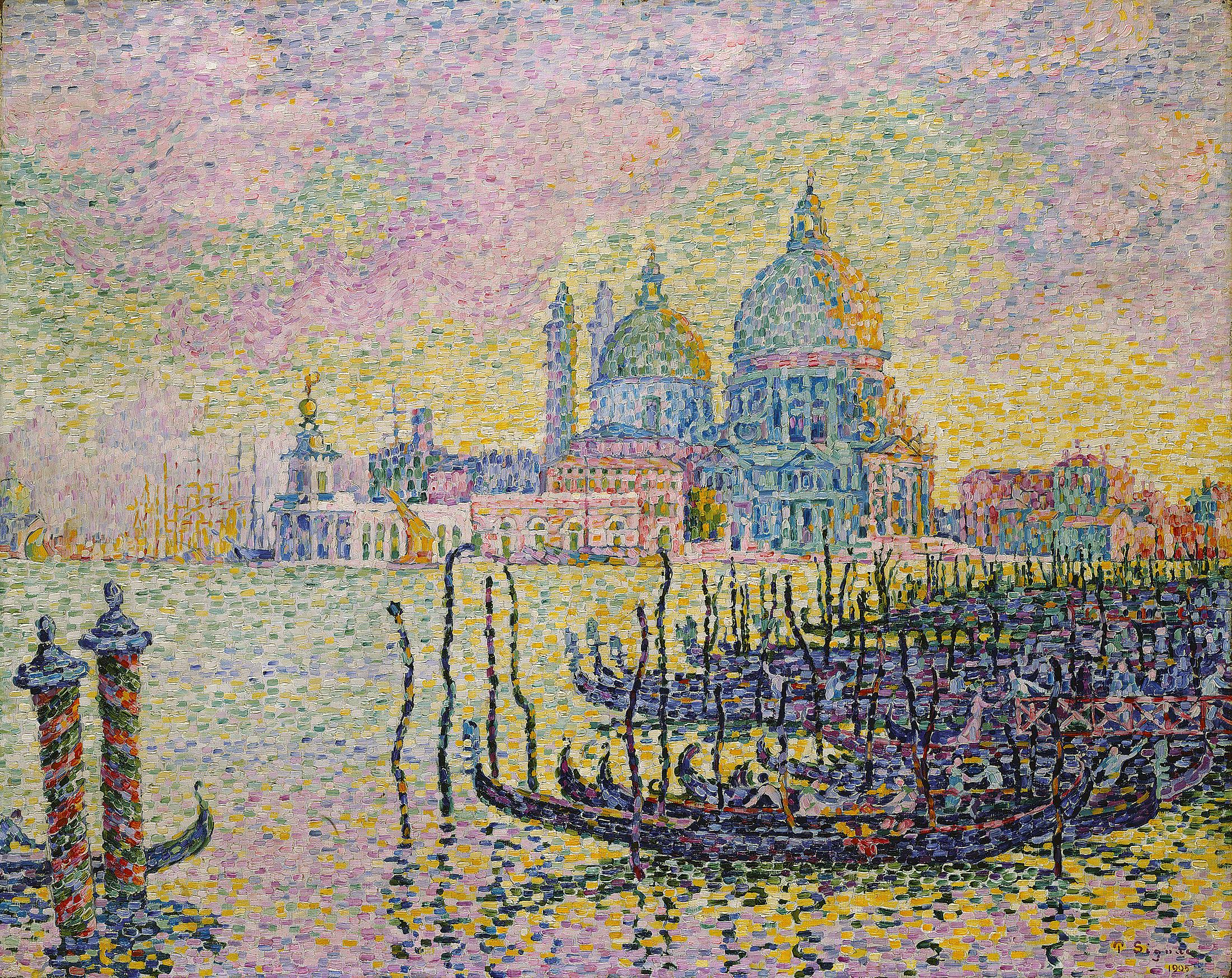
Поль Синья́к. «Канале Гранде. Венеция». 1905
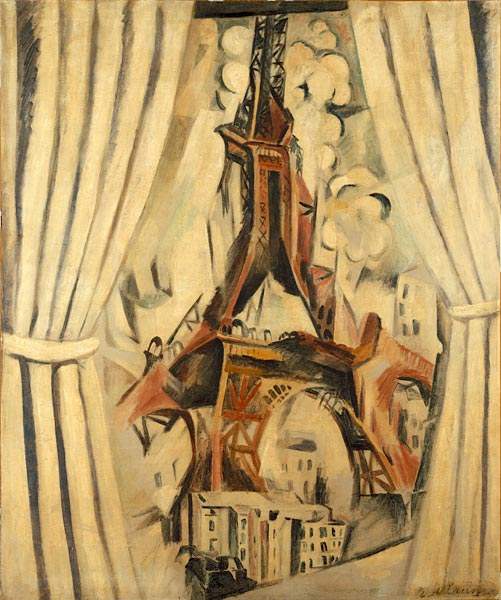
Робе́р Делоне́. «Вид на Эйфелеву башню». 1910

Кубисты — Пабло Пикассо (1881—1973), Жорж Брак (1882—1963), Робе́р Делоне́ (1885—1941) и др. выполняли свои пейзажи в виде геометрических форм. Пейзажный жанр интересовал также сюрреалистов — Сальвадо́ра Дали́ (1904—1989) и др. и абстракционистов — Элен Фра́нкенталер (1928—2011) и др.
Признанными мастерами пейзажной живописи в XX веке неизменно оставались и представители реалистических направлений — Рокуэлл Кент (1882—1971), Джордж Уэсли Бе́ллоуз (1882—1925), Рена́то Гутту́зо (1911/2-1987) и др.

## Развитие пейзажного жанра в китайской живописи

История китайской пейзажной живописи

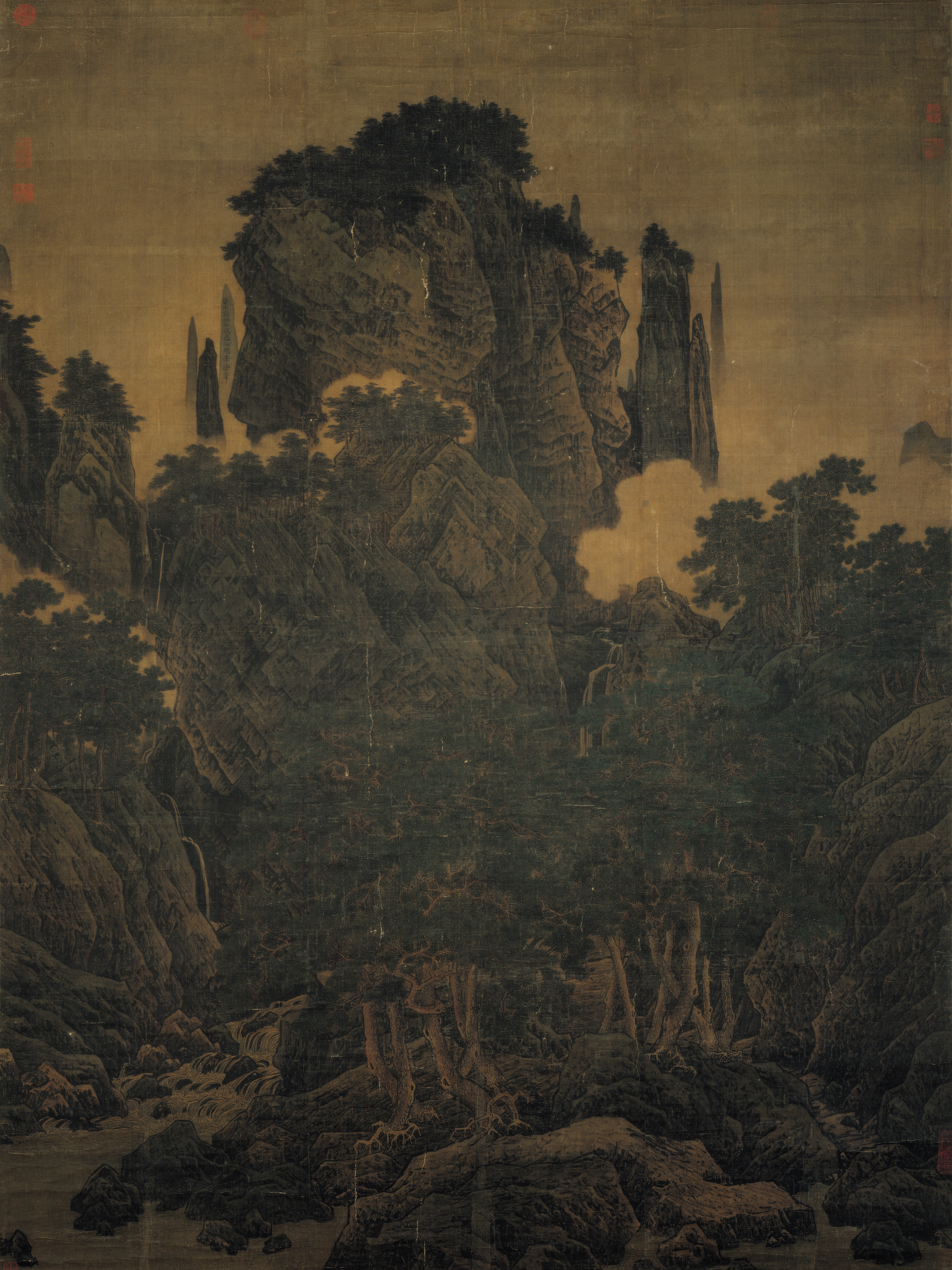
Ли Тан, Ветер в соснах посреди вечной долины, 1124

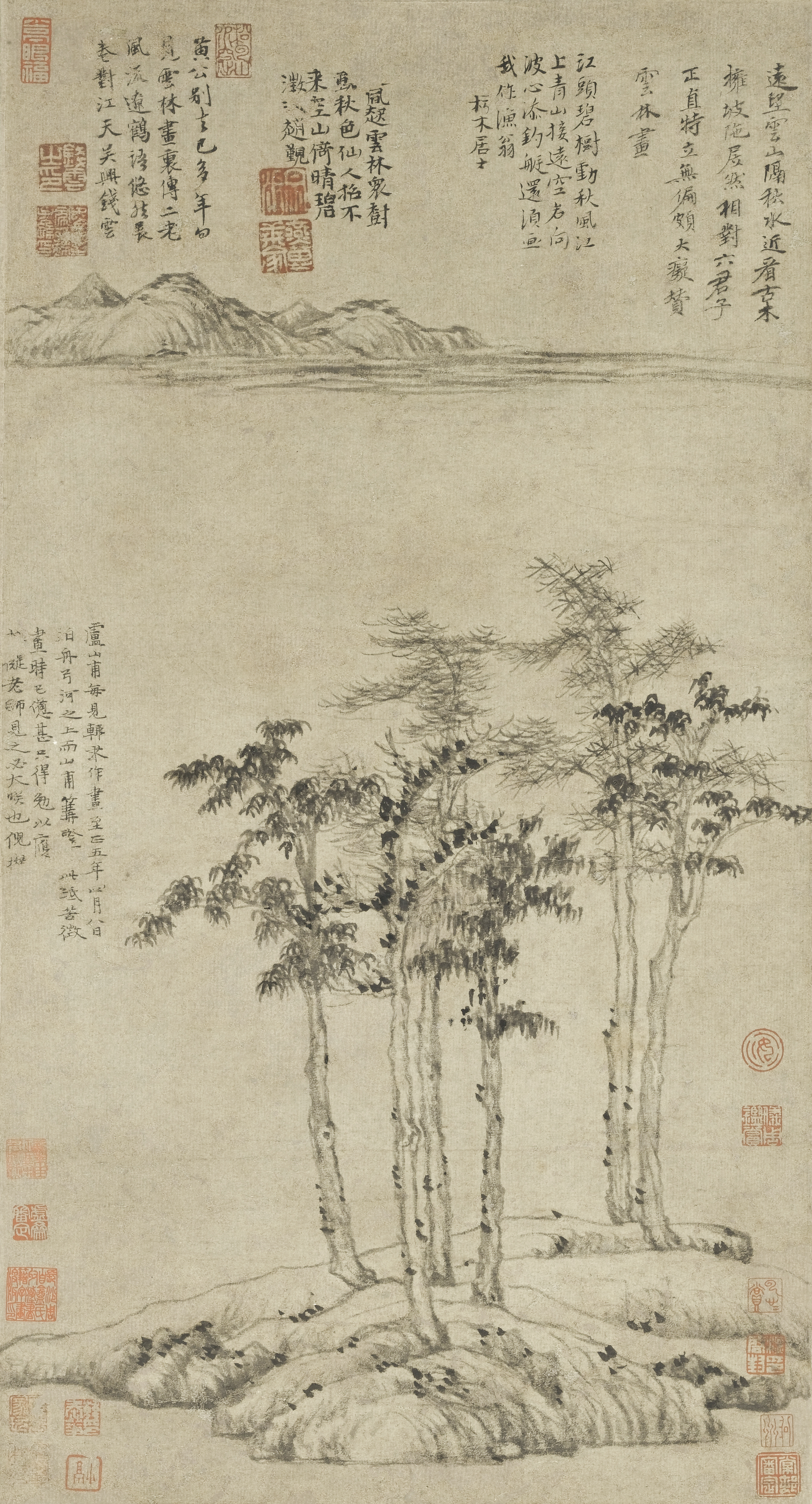
Ни Цзань, Шесть благородных, 1345.

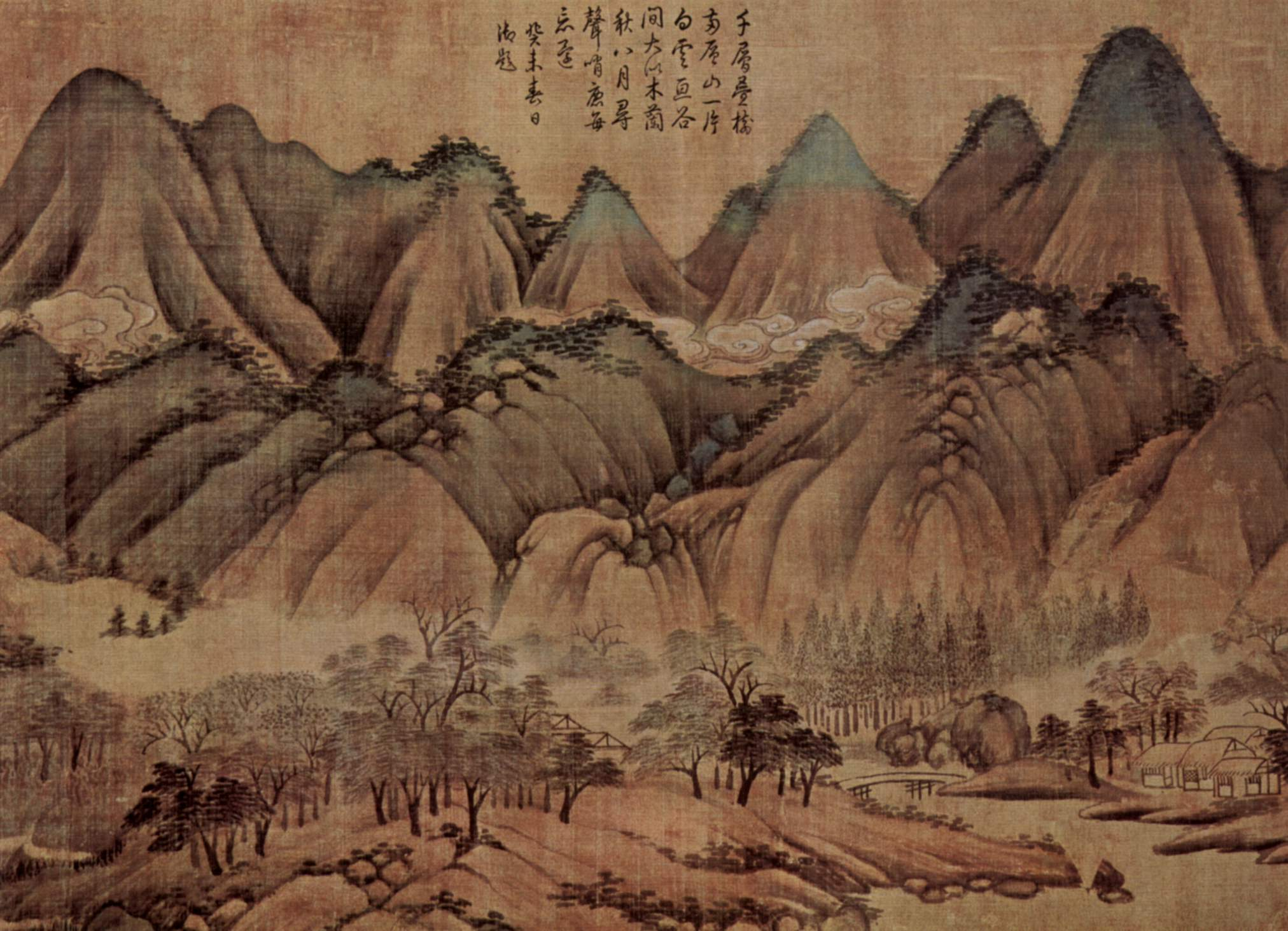
Гао Кэгун, Холм, растущий к зелёным и белым облакам.Музей императорского дворца.

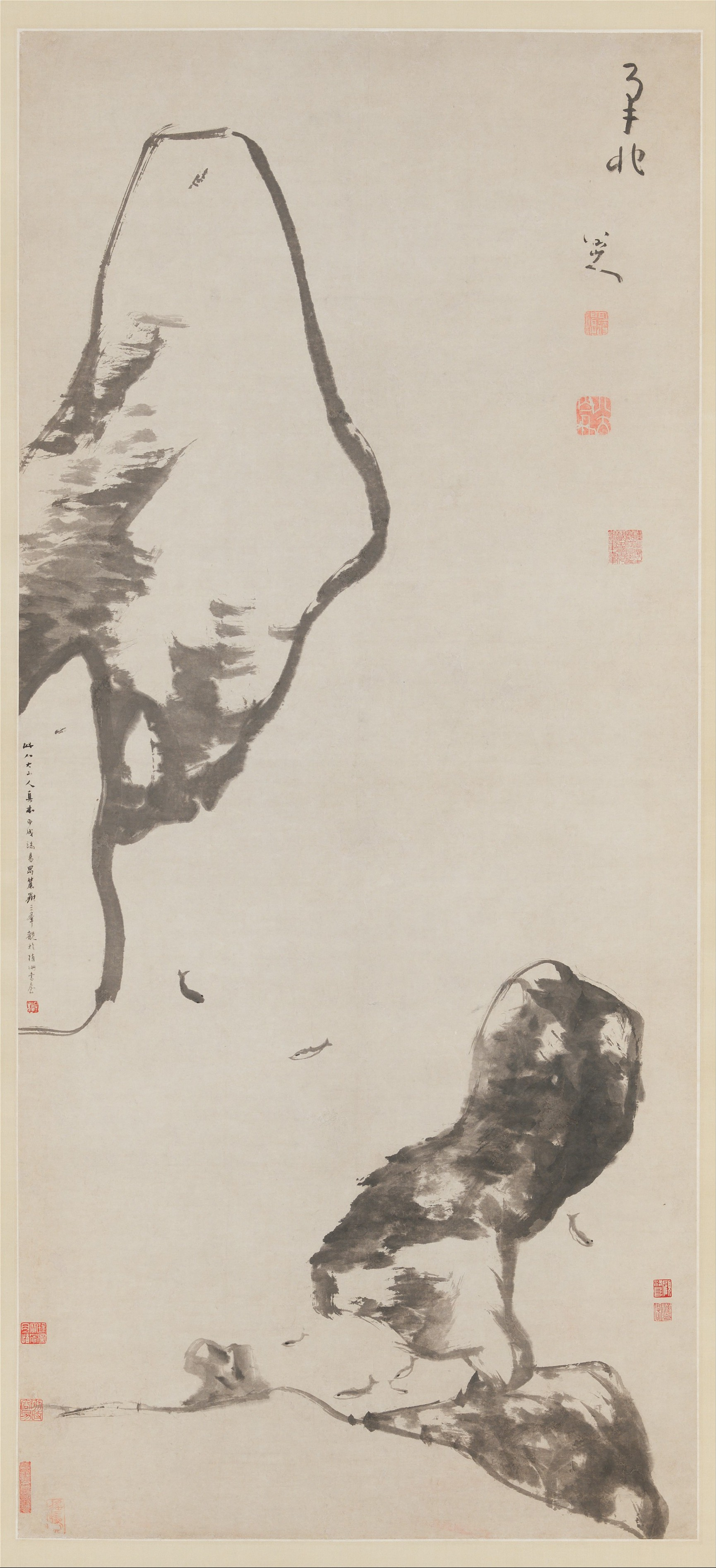
Бада Шаньжэнь, Без названия (камни и рыбы), 1699.

Традиционная китайская пейзажистика берёт начало в пятом веке н. э. во время империи Суй, и достигает расцвета к девятому веку, когда внимание художников переместилось с изображения человека на изображение природы. Этот переход произошёл во многом под влиянием даосизма: внимание к природе и естественным процессам в окружающем мире впервые акцентировалось даосскими поэтами и художниками периода Шести династий. Изображения ландшафта существовали в китайской живописи и прежде, но именно в пятом-шестом веках пейзаж начал изображаться как предмет самостоятельной художественной ценности. Первым текстом о принципах китайской пейзажной живописи считается «Предуведомление к изображению гор и вод» Цзун Бина (375—443). К сожалению, изображения этого периода сохранились только в поздних копиях.
В эпоху династии Тан начали формироваться две основные школы пейзажной живописи. Северная школа, основателями которой были придворные художники Ли Сысюнь (李思訓, 653—718) и его сын Ли Чжао-дао (李思訓, 651—716), фокусировалась на формальном мастерстве, была склонна к большему натурализму, и чаще использовала сине-зелёную палитру. Художники Южной школы, берущей начало от художника и поэта Ван Вэя (王維, 701—761), напротив ценили индивидуальный стиль, экспрессию, чаще писали одной чёрной тушью, и отвергали аристократические заказы и патронаж. Наименования школ не связаны с их географическим положением, но названы в честь Южной и Северной школ Чань-Буддизма.
Большинство картин династии Тан также не сохранилось и было утрачено уже к периоду династии Сун; многие картины известны только по описаниям или по поздним копиям. В китайской историографии этот период изображается скорее легендарным, нежели историческим.

Живопись эпохи Суй и Тан.
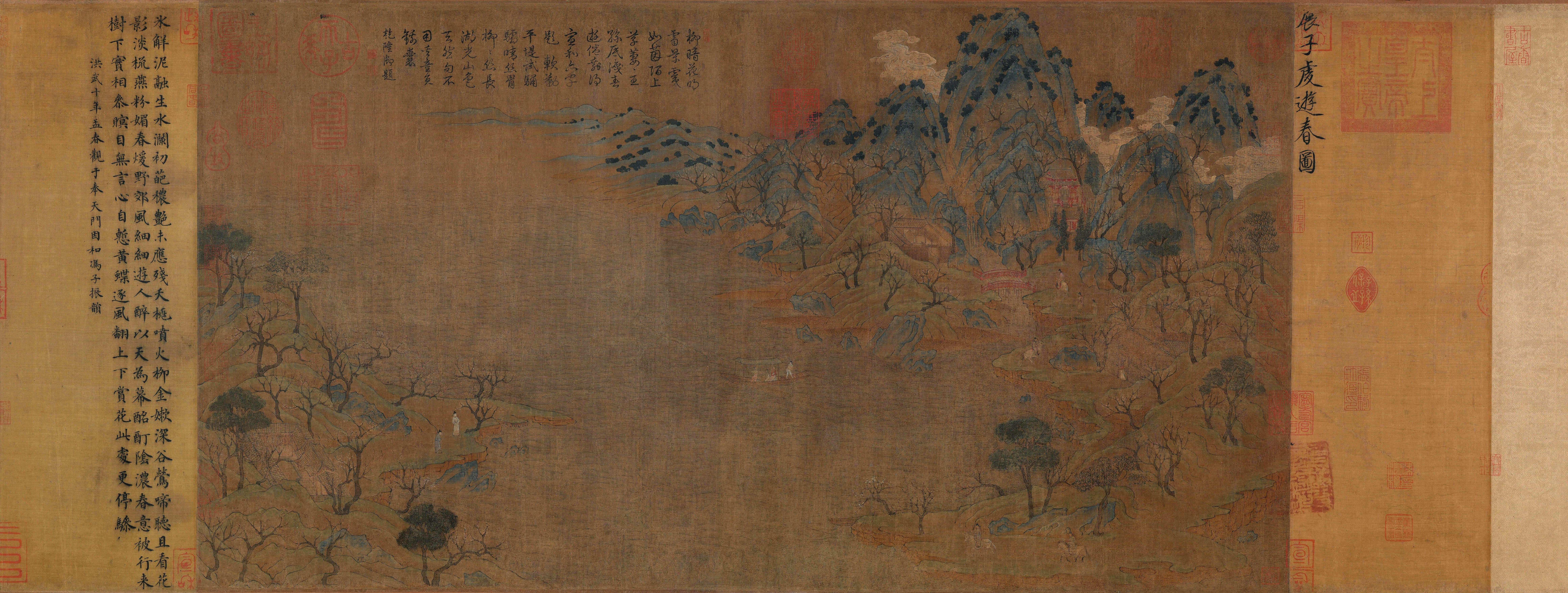
Чжань Цзыцянь. "Весенняя прогулка", Гугун, Пекин.
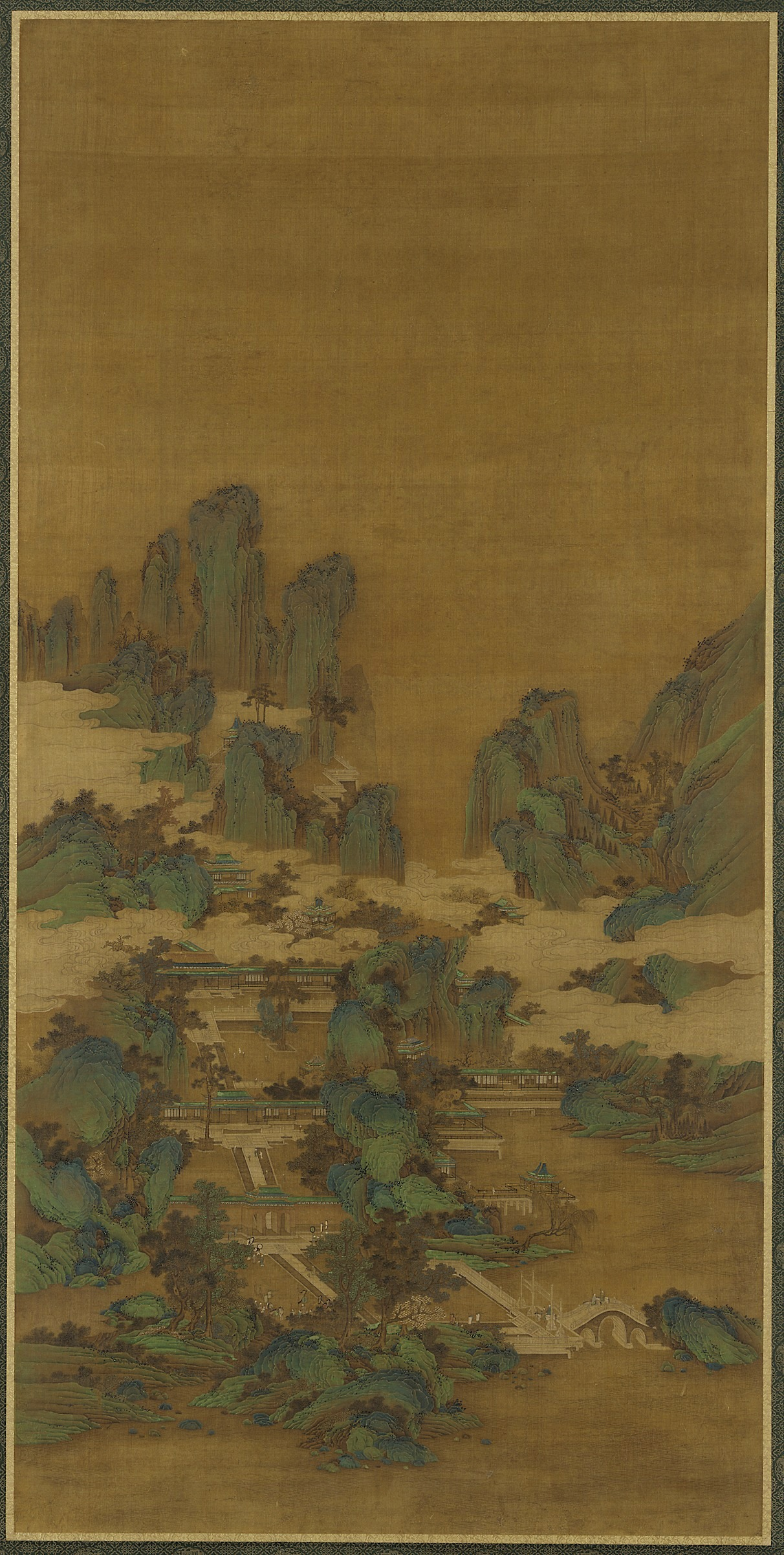
Ли Сысюнь. Пейзаж. Копия эпохи Мин. нач. 16 в. Фрир.
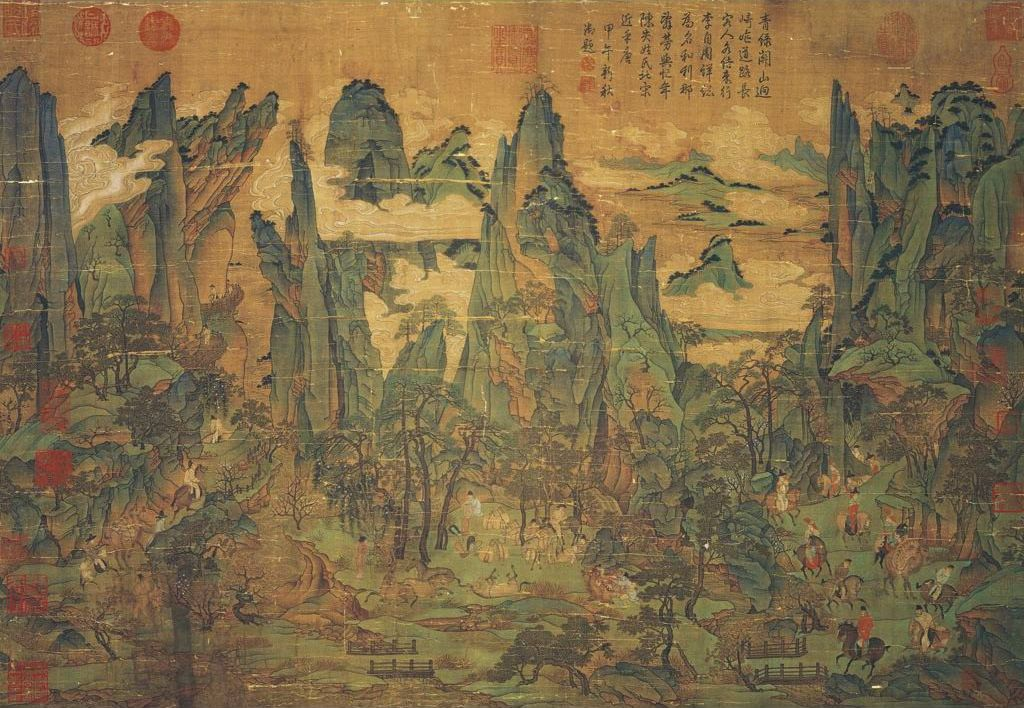
Ли Чжаодао, "Путешествие Минхуана в Шу".
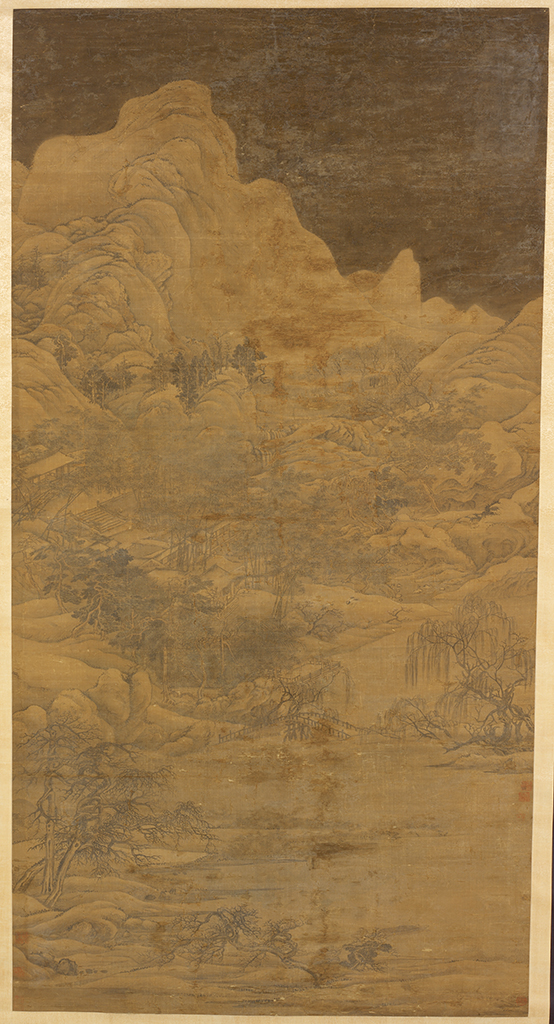
Ван Вэй, Зимний пейзаж.

Расцвет пейзажистики в эпохи Пяти династий (907—960) и Северной Сун (960—1127) характеризуется появлением монументальных станковых пейзажей и заметной унификацией всех элементов стиля и композиции. На севере основными художниками этого периода считаются Гуань Тун (906—960), Цзин Хао (855—915), Фань Куань (960—1030), Ли Чэн (919—967), и Го Си (1020—1090), на юге — Цзюйжань (пр. X век) и Дун Юань (ок. 930—960). В этот же период сформировались многие теоретические обоснования принципов пейзажистики, в частности высказанные Су Ши (蘇軾, 1037—1101) и близкими к нему интеллектуалами Южной школы, к этому моменту получившей распространённое наименование «учёной школы» (文人畫, в западном искусствоведении — «literati painting»). Су Ши прямо утверждал, что целью живописи является не репрезентация, а экспрессия, и многие художники периода работали крайне экспериментальным для своего времени стилем — как например Ми Фэй (1051—1107), почти не использовавший линий, но писавший кляксами жидких чернил и широкой стороной кисти.
Именно этот период сформировал представление о «классической» живописи и «старых мастерах» для последующих поколений китайских художников.

Живопись Пяти династий и Северной Сун.
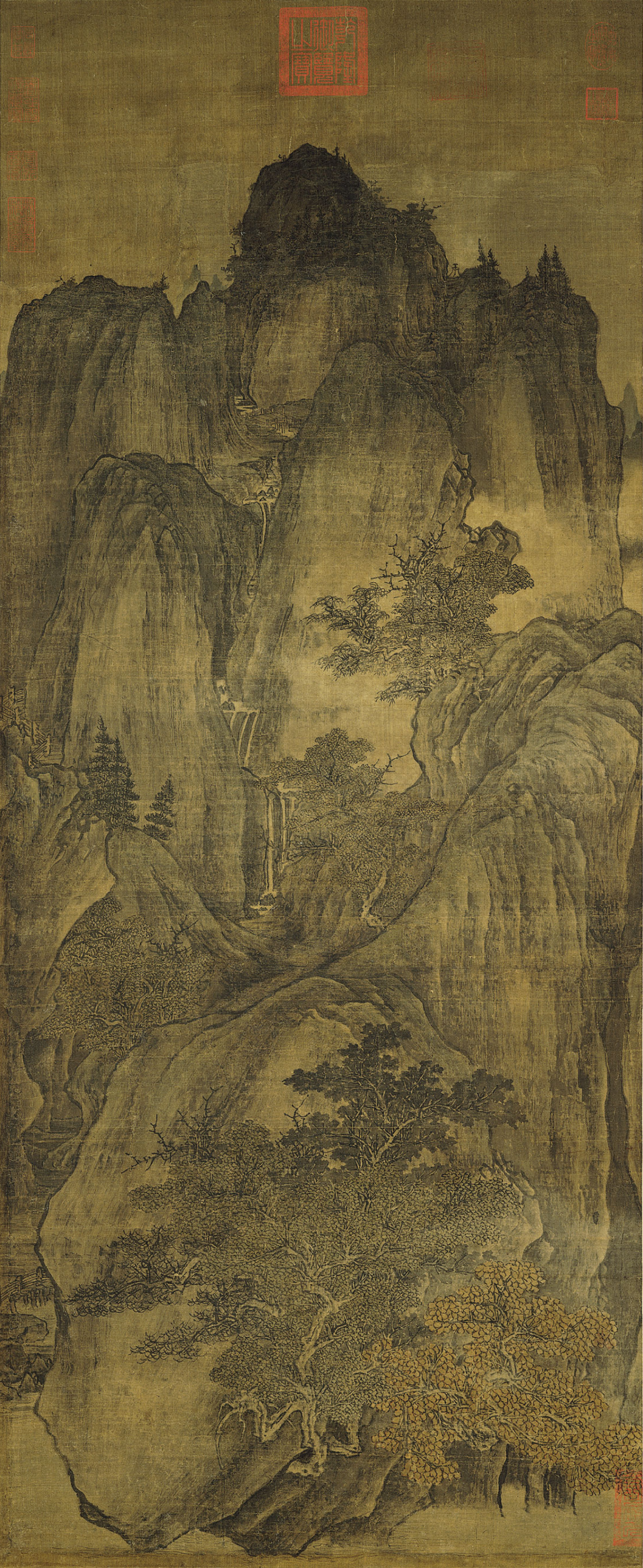
Гуань Тун, "Зелень осенних гор", X век.
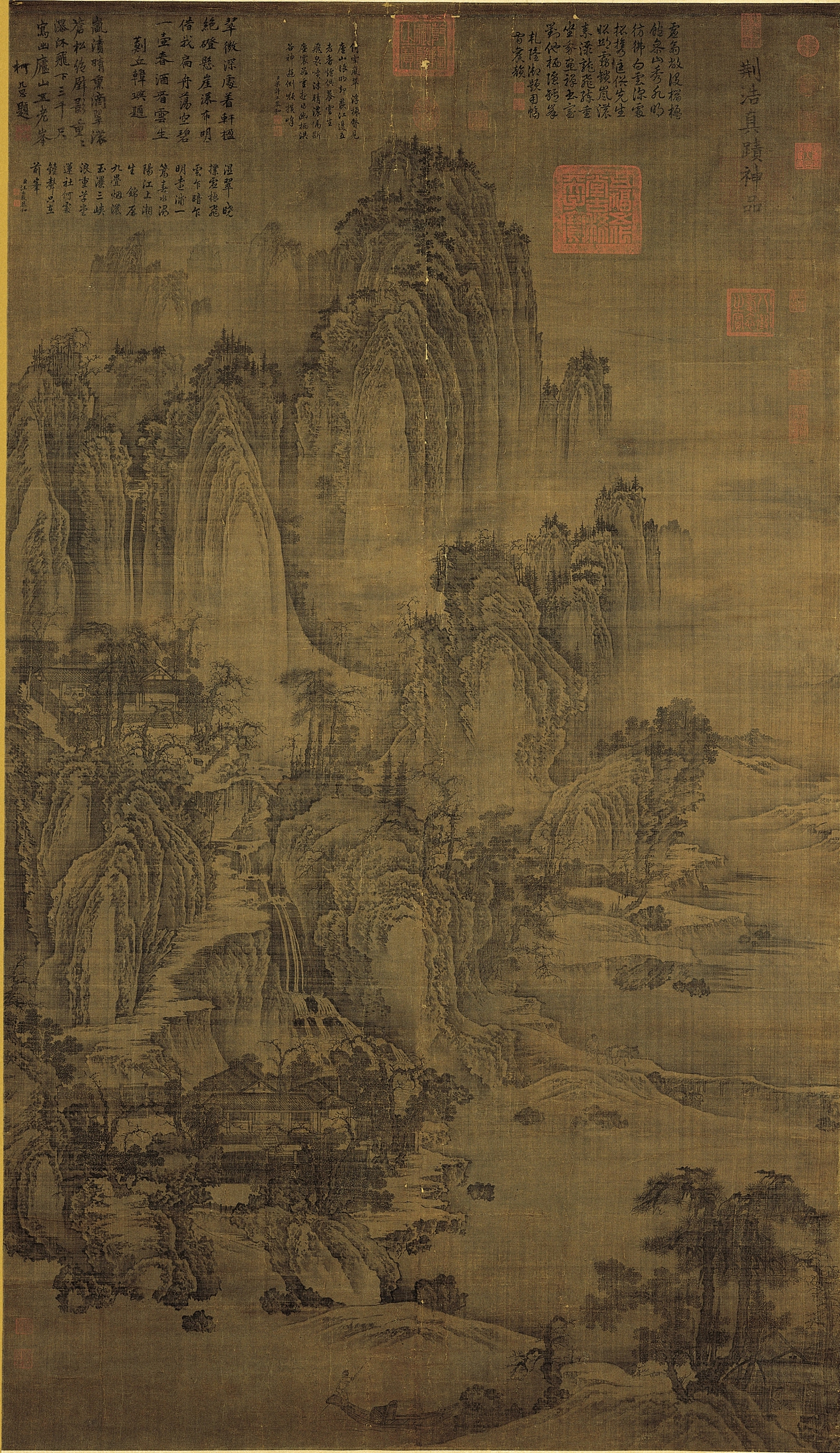
Цзин Хао. Гора Куан Лу. ок. 900 г. 185,8х106,8 см. Гугун, Тайбэй.
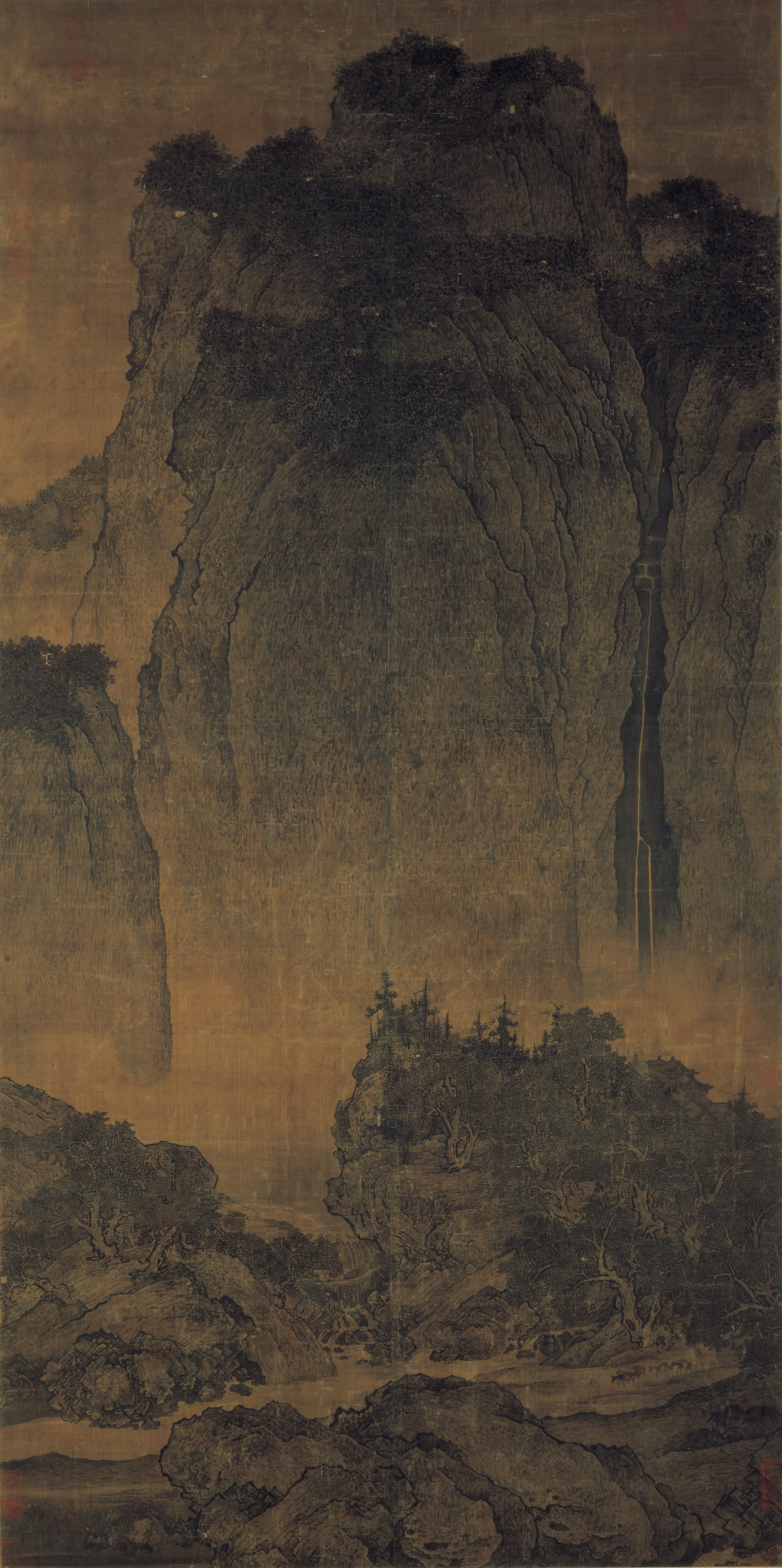
Фань Куань. Путники среди гор и рек. 206,3х103,3 см. Гугун, Тайбэй.
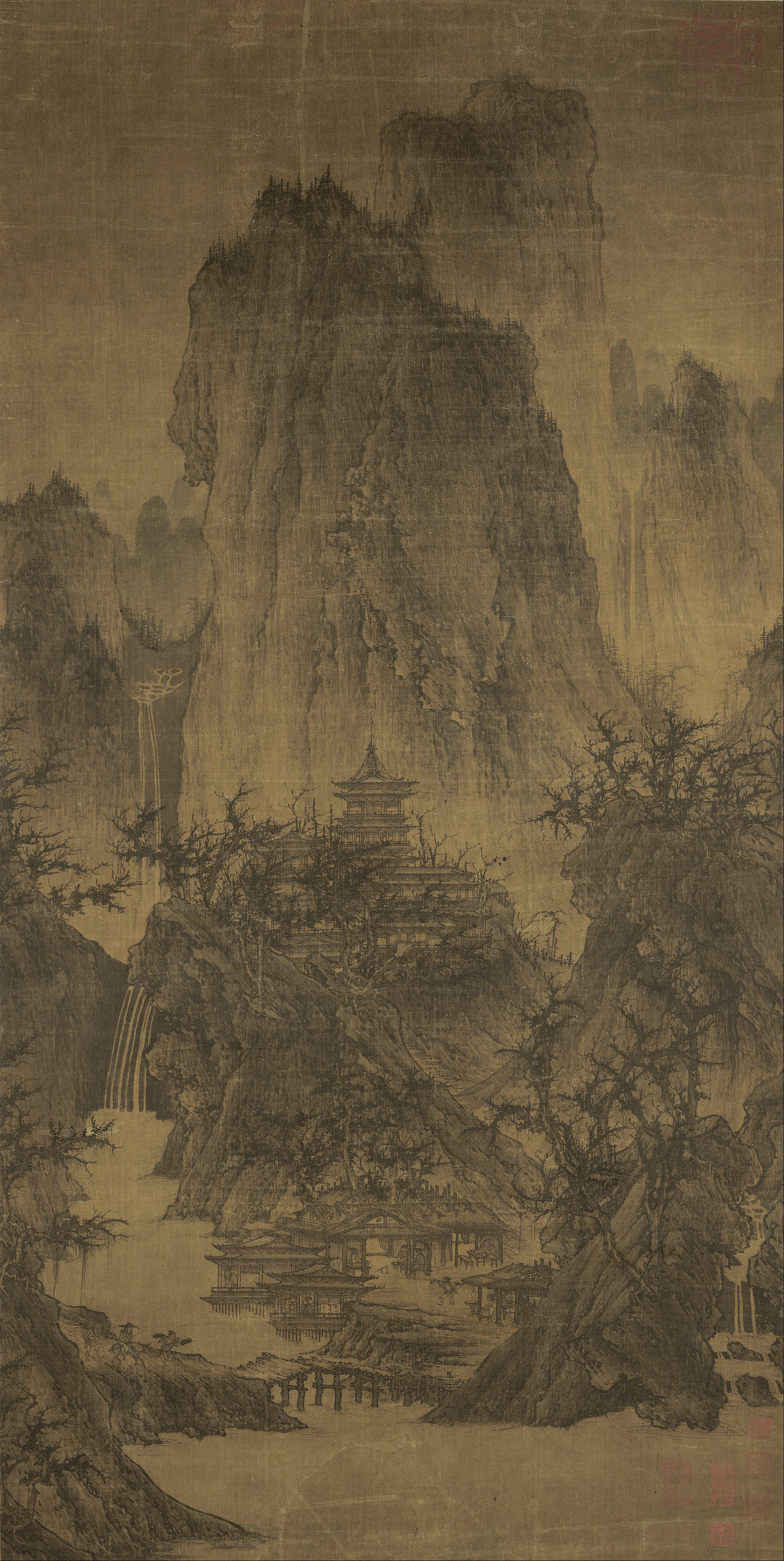
Ли Чэн. Буддийский храм в горах. 10в. Музей Нельсона-Аткинса, Канзас-сити.
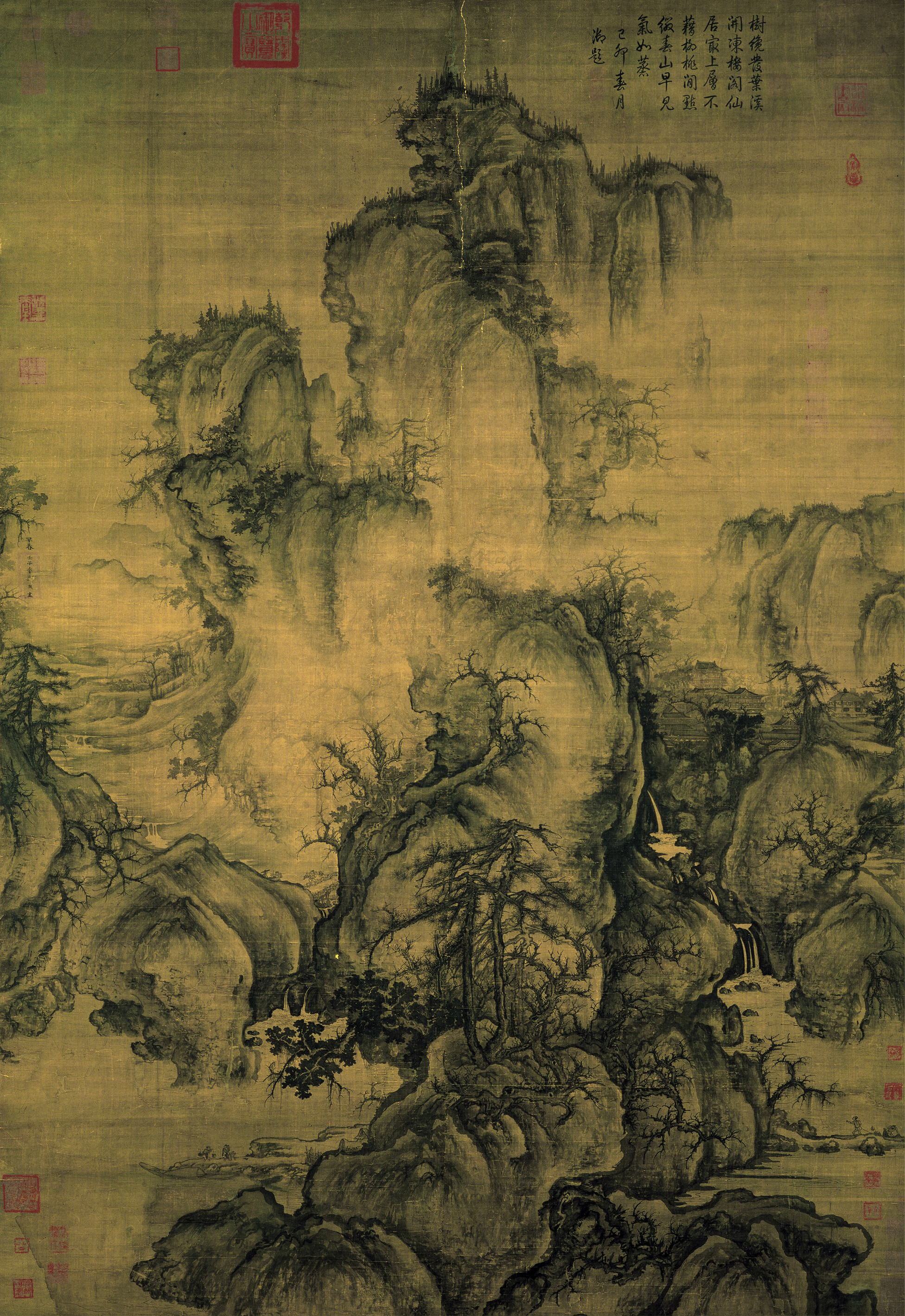
Го Си, "Ранняя весна", 1072 г.
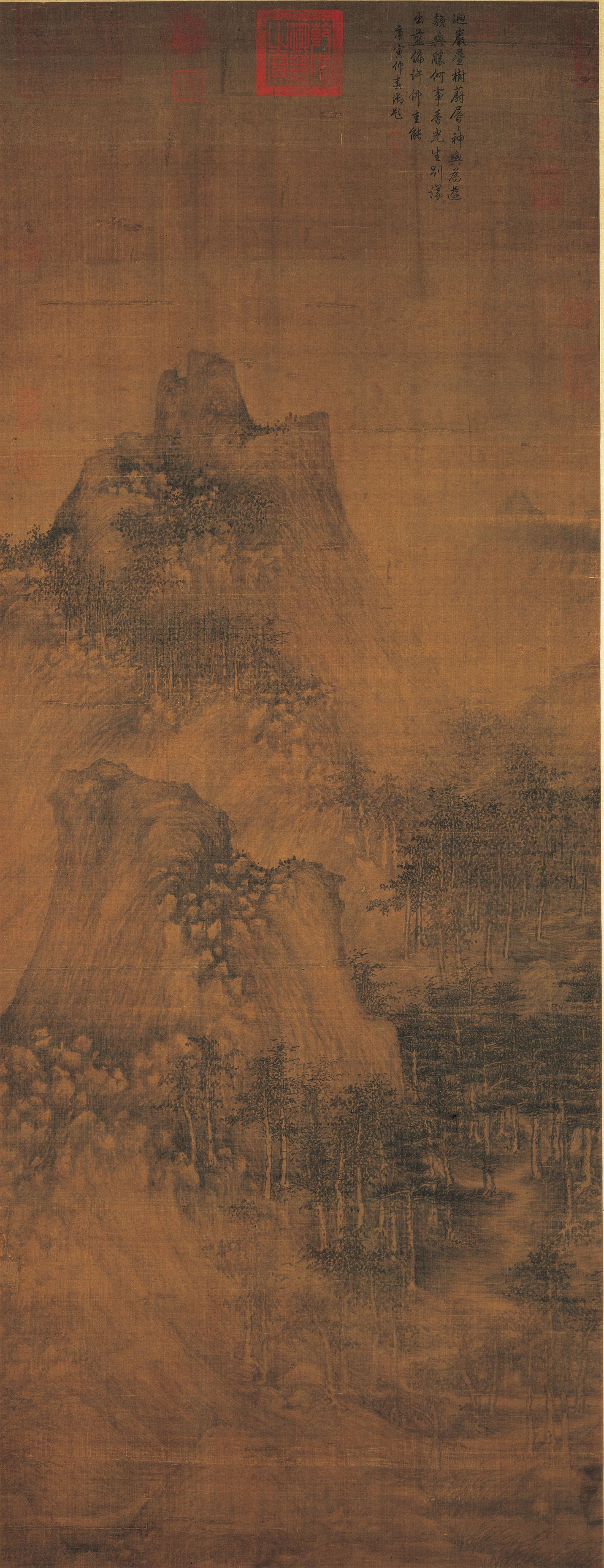
Цзюй Жань. Далёкий лес в горах. Гугун, Тайбэй.
Дун Юань, Горный Зал, Тайбэй.
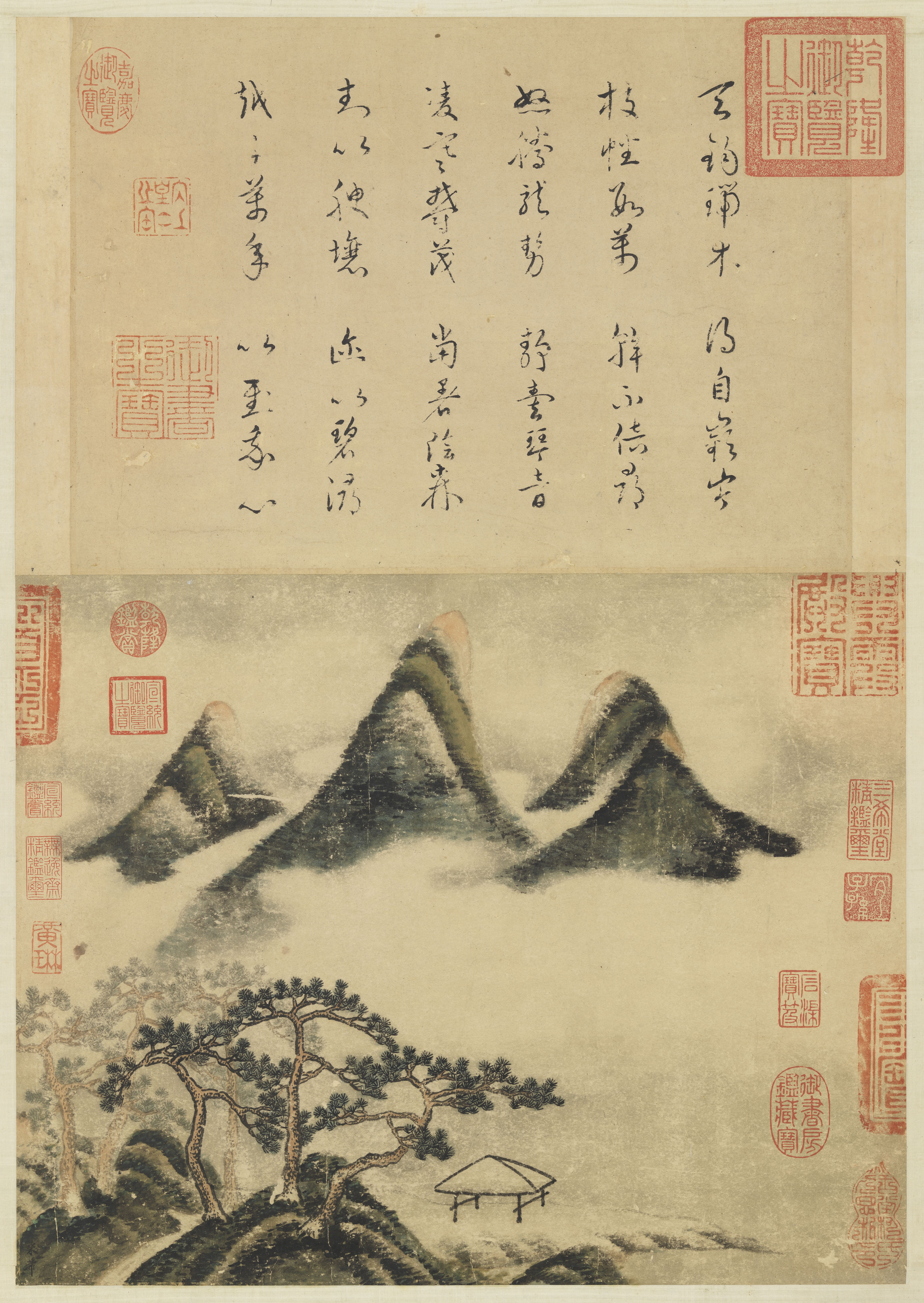
Ми Фэй, Горы и сосны весной, около 1100, Музей императорского дворца.

Во время монгольской династии Юань (1271—1368) запрет на участие образованного китайского класса в делах государства создал условия для возникновения множества частных кружков поэтов, художников и интеллектуалов, собиравшихся в загородных домах в качестве своего рода внутренней эмиграции. Об этом периоде часто говорят как о реакции против живописи Южной Сун, и стремлении заново установить связь с живописью более ранних периодов. Знаковыми художниками периода являются Чжао Мэнфу (1254—1322), и Четыре Мастера Юани: Хуан Гунван (1269—1354), Ни Цзань (1301—1374), Ван Мэн (1308—1385), и У Чжэнь (1280—1354).

Живопись династии Юань (1271-1368)
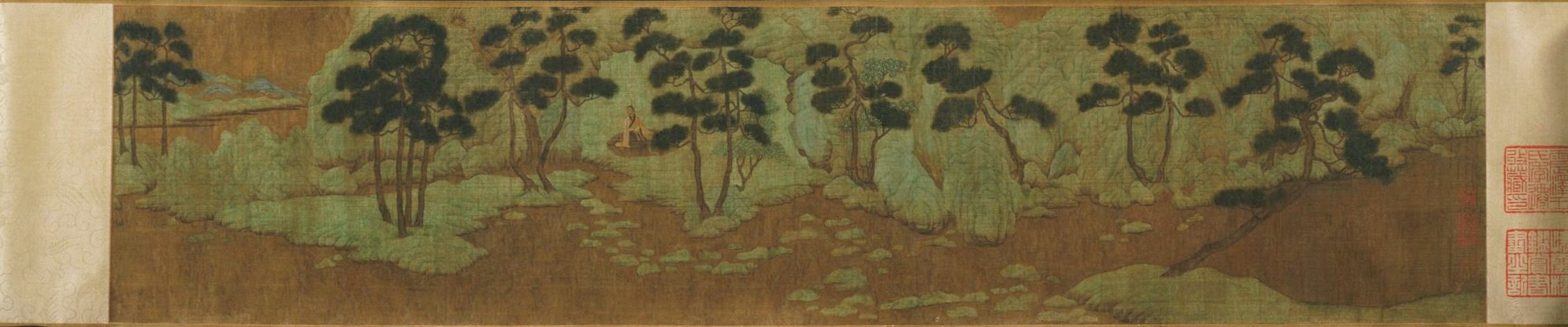
Чжао Мэнфу. Мысленный пейзаж Се Ююя. ок. 1287 года. Музей искусства Принстонского университета.
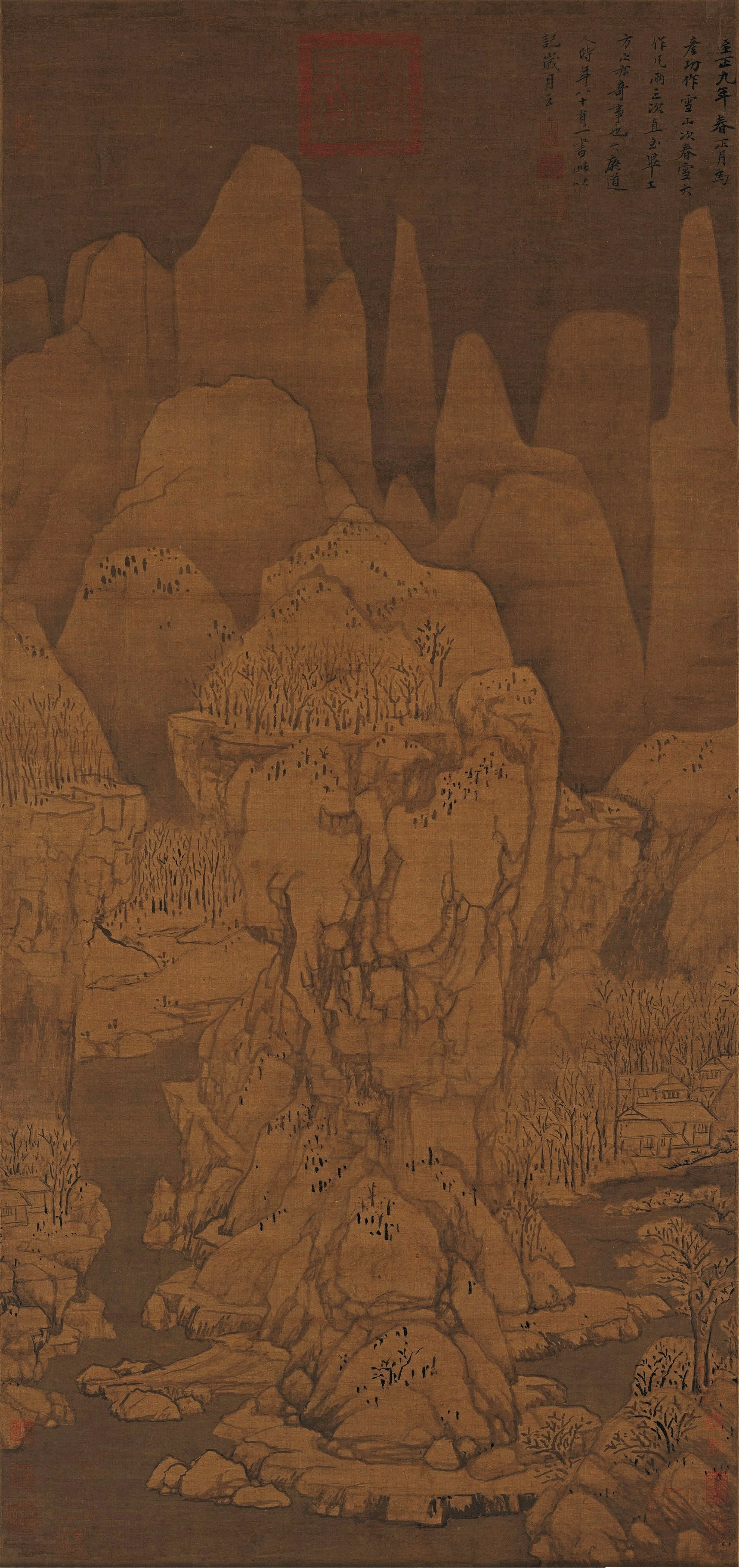
Хуан Гунван. Девять вершин после снегопада. Гугун, Пекин.
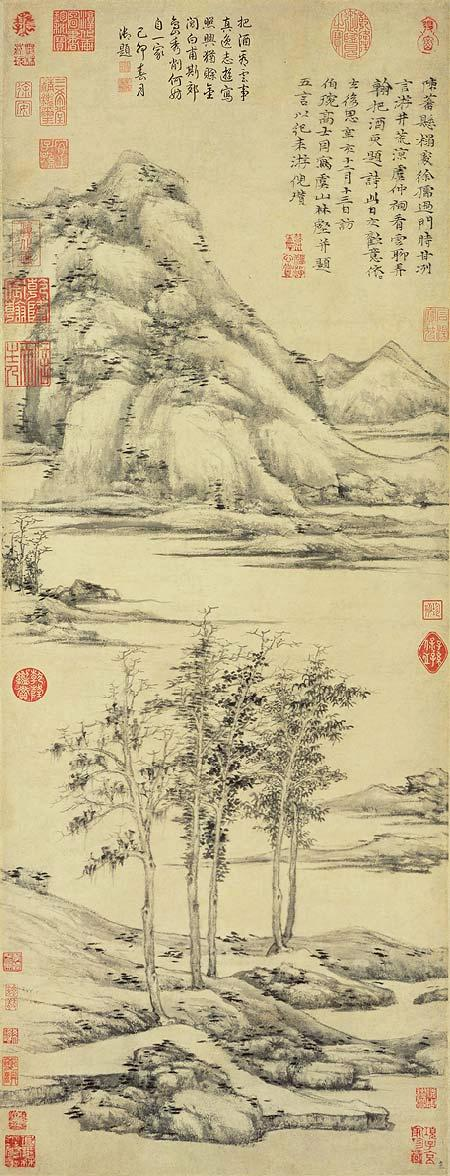
Ни Цзань. Деревья и долины горы Ю. 1372 г. Нью-Йорк, Музей Метрополитен.
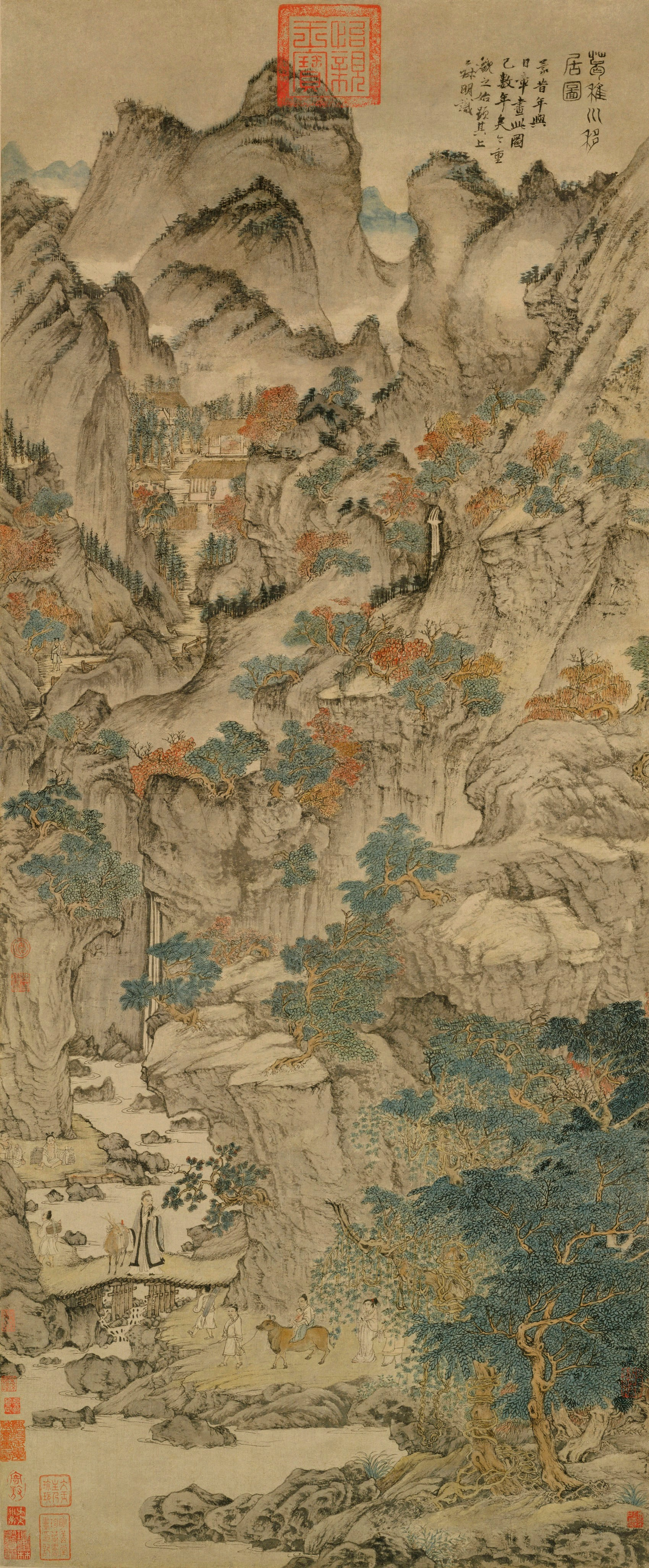
Ван Мэн. Гэ Чжичуань перевозит своё жилище. 1360-е гг. Гугун, Пекин.

Воцарение династии Мин (1368—1644) характеризовалось рефлексией на собственную историю и частичным возвратом к консерватизму, но многие придворные художники работали в том числе под сильным влиянием Южной школы. Можно сказать, что именно в этот период, начиная с XV века, китайская живопись становится более академической, появляются первые описания периодизации и более чёткого разделения школ и учений. Ключевой фигурой этого процесса стал Дун Цичан (董其昌, 1555—1636), автор теоретических трактатов «Хуачжи» (Суть Живописи), «Хуаянь» («Око живописи», другой перевод — «Обозревая живопись») и «Хуачаньши суйби» (Заметки из кабинета живописи и медитации).

Живопись династии Мин (1368—1644)
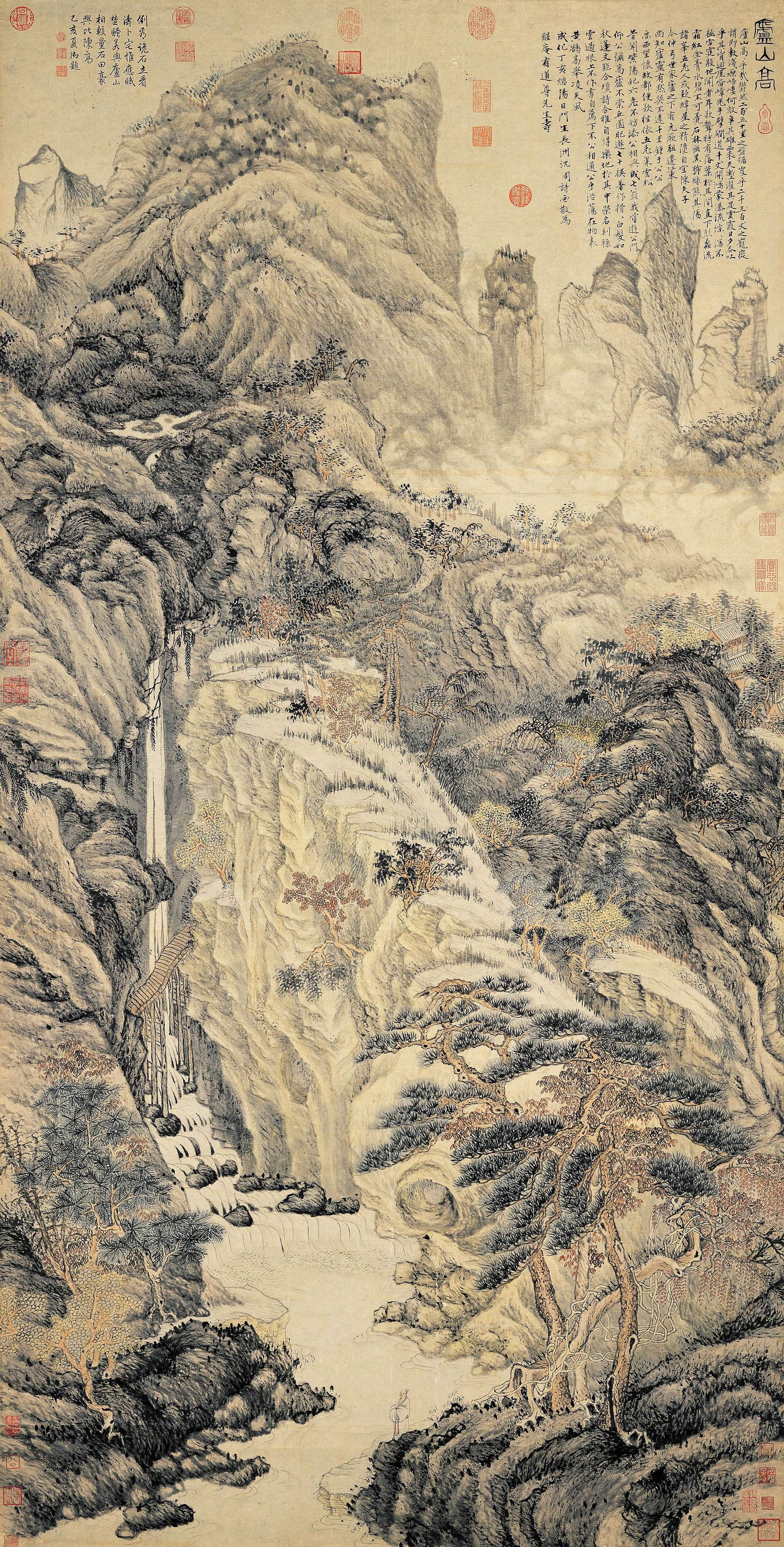
Шэнь Чжоу. Величественная гора Лу. 1467 г. Гугун, Тайбэй.
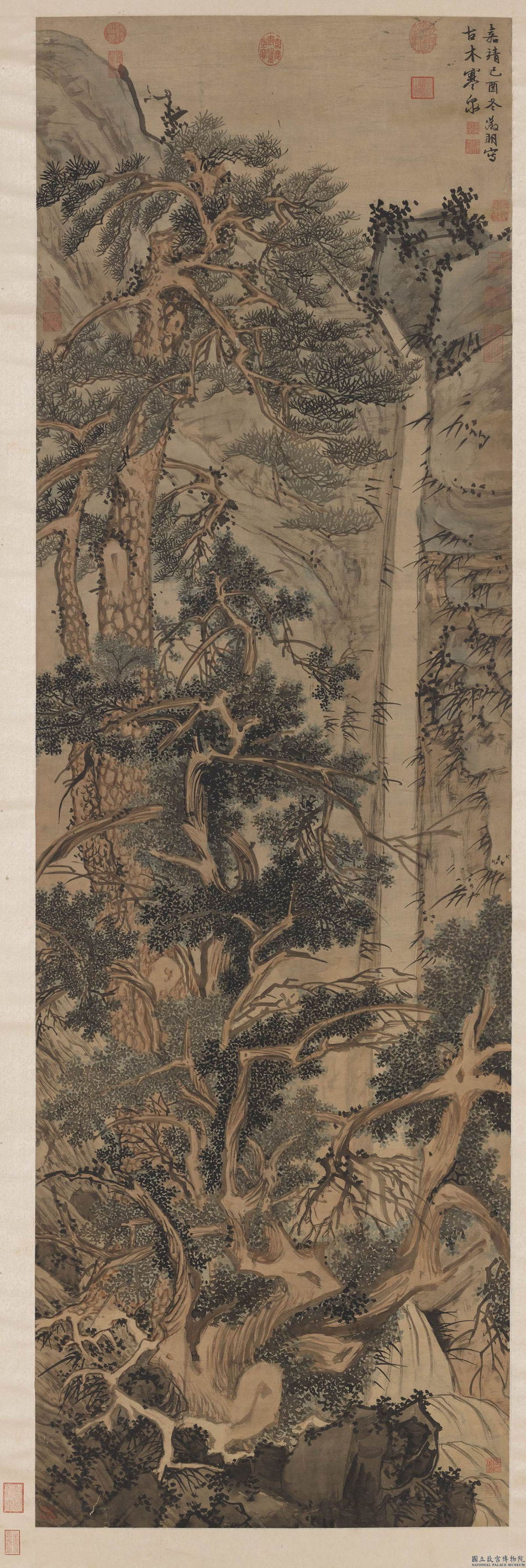
Вэнь Чжэнмин, Старые деревья у водопада, 1549.
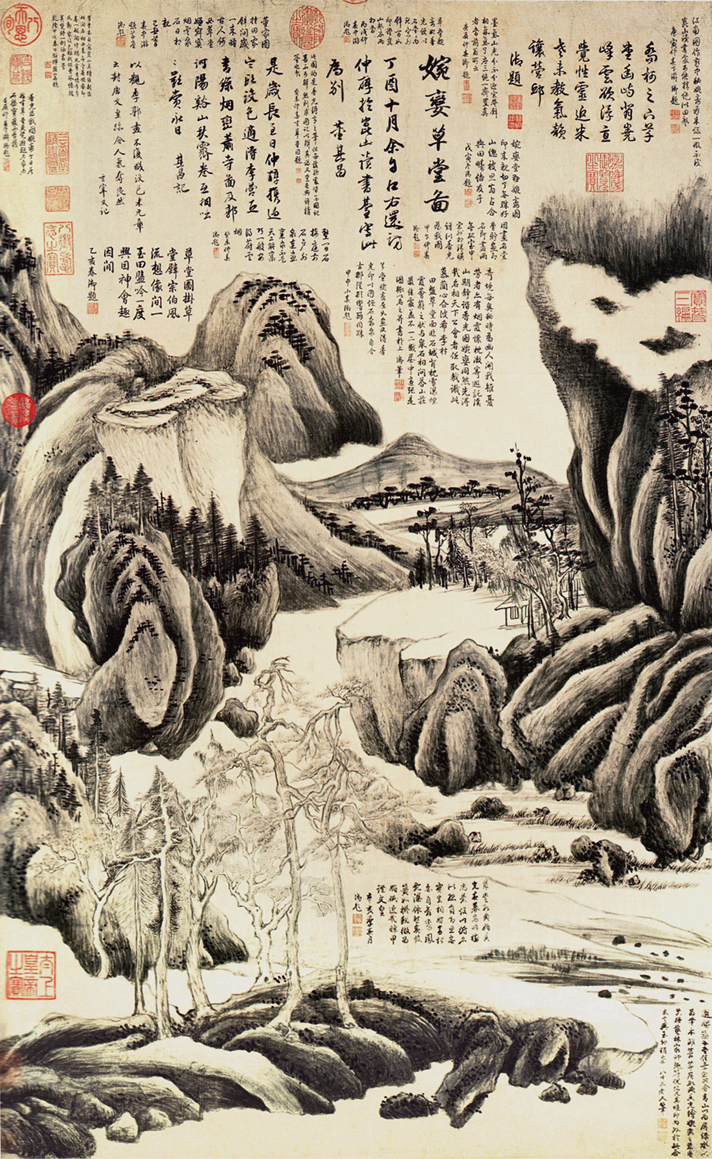
Дун Цичан  (1555–1636)
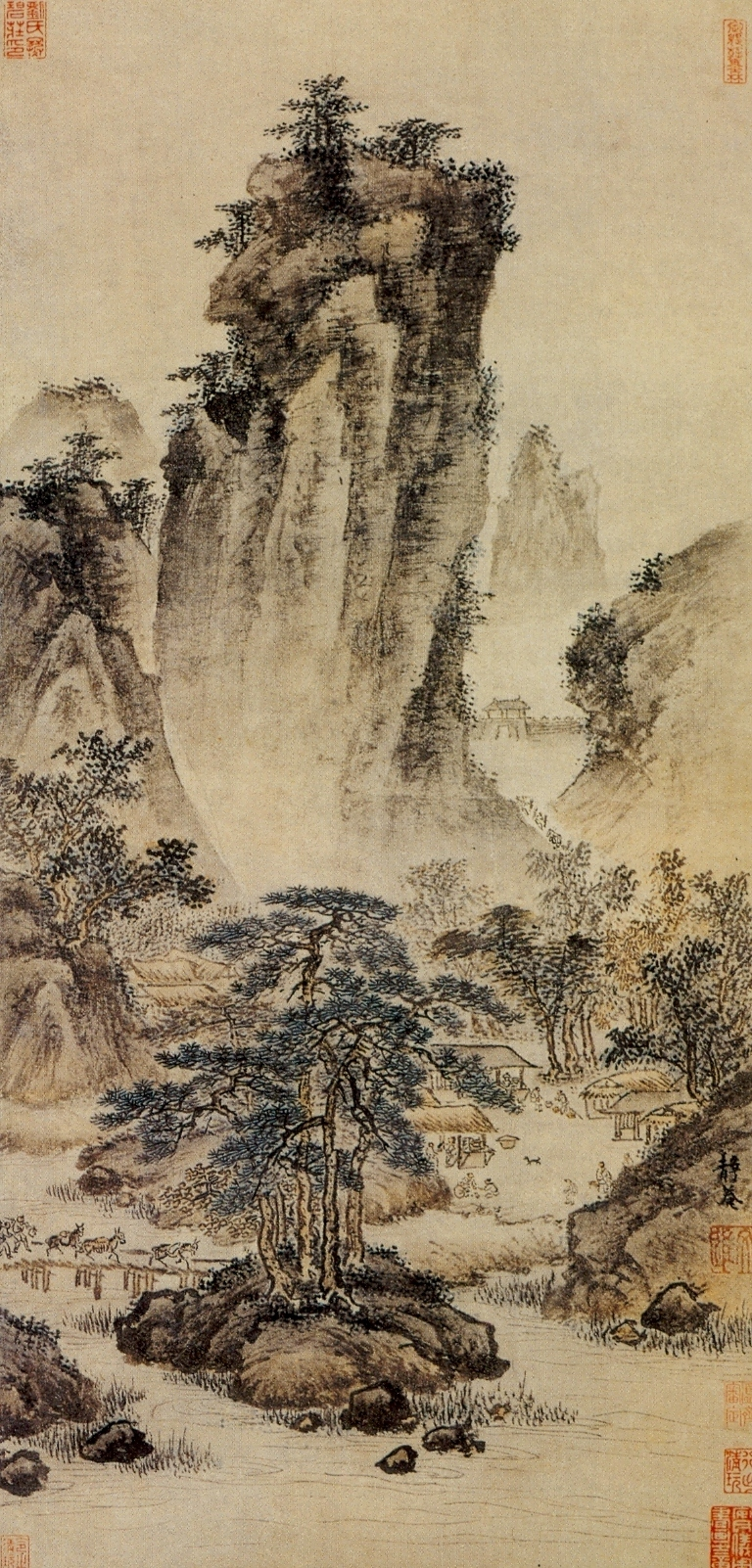
Дай Цзынь, Путешествующие по горным тропам. Гугун, Пекин.

Во многом эта тенденция сохранилась после вторжения маньчжуров в 1644-м году. Династия Цин поощряла развитие искусства, и создала благоприятные условия для возникновения т. н. Ортодоксальной школы, чьими основными художниками были Четыре Вана: Ван Шиминь (1592—1680) и его ученики Ван Юаньци (1642—1715), Ван Цзянь (1598—1674) и Ван Хуей (1632—1717). В некоторой оппозиции к ним были так называемые Четыре монаха — Шитао (1642—1707), Чжу Да (известный под псевдонимом Бада Шаньжэнь, 1626—1705), Куньцань (1612 — ок. 1682), и Хунжэнь (弘仁, 1610—1663), связанные с группой Мин-лоялистов.

Живопись династии Цин (1644—1912).
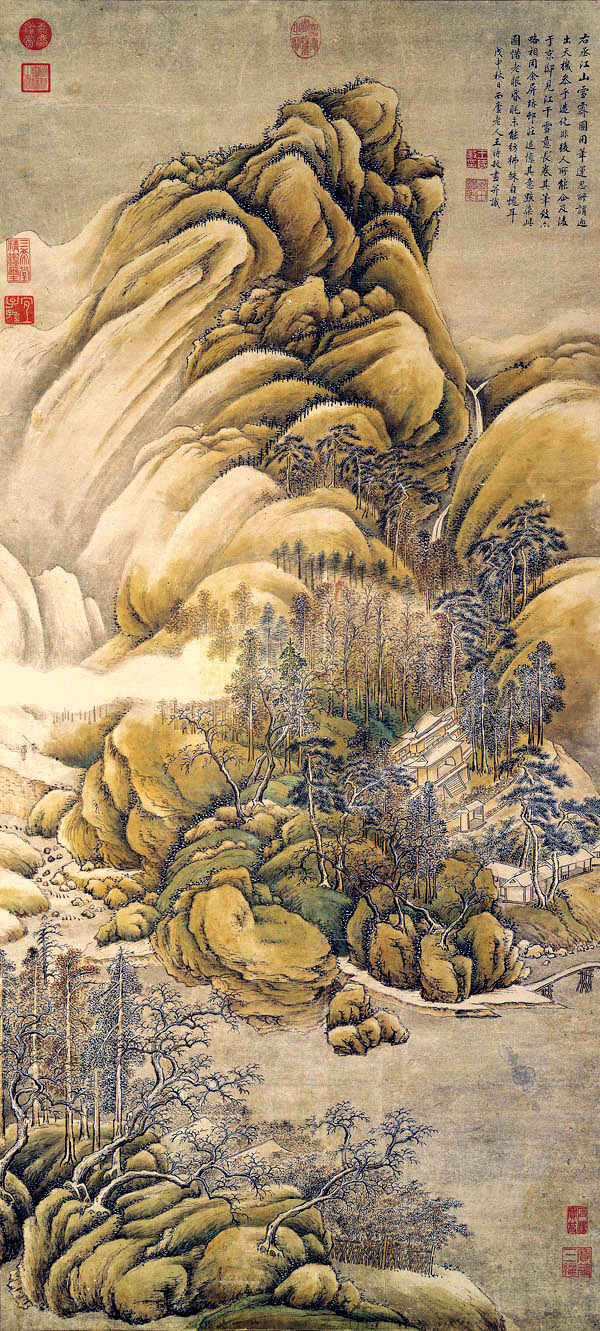
Ван Шиминь (1592 — 1680)
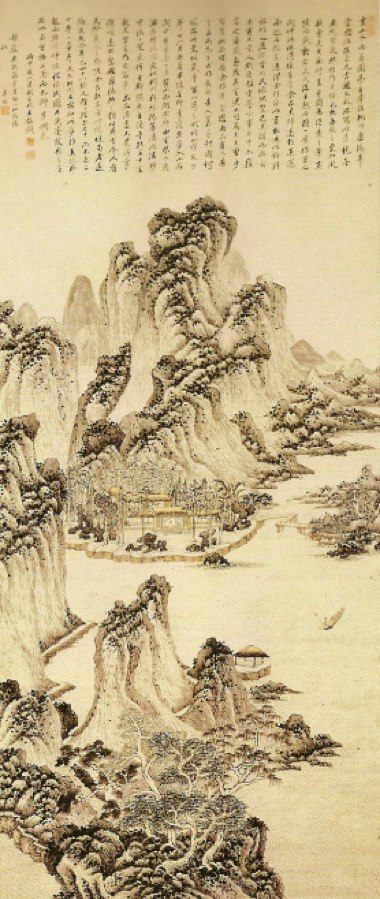
Ван Юаньци (1642–1715)
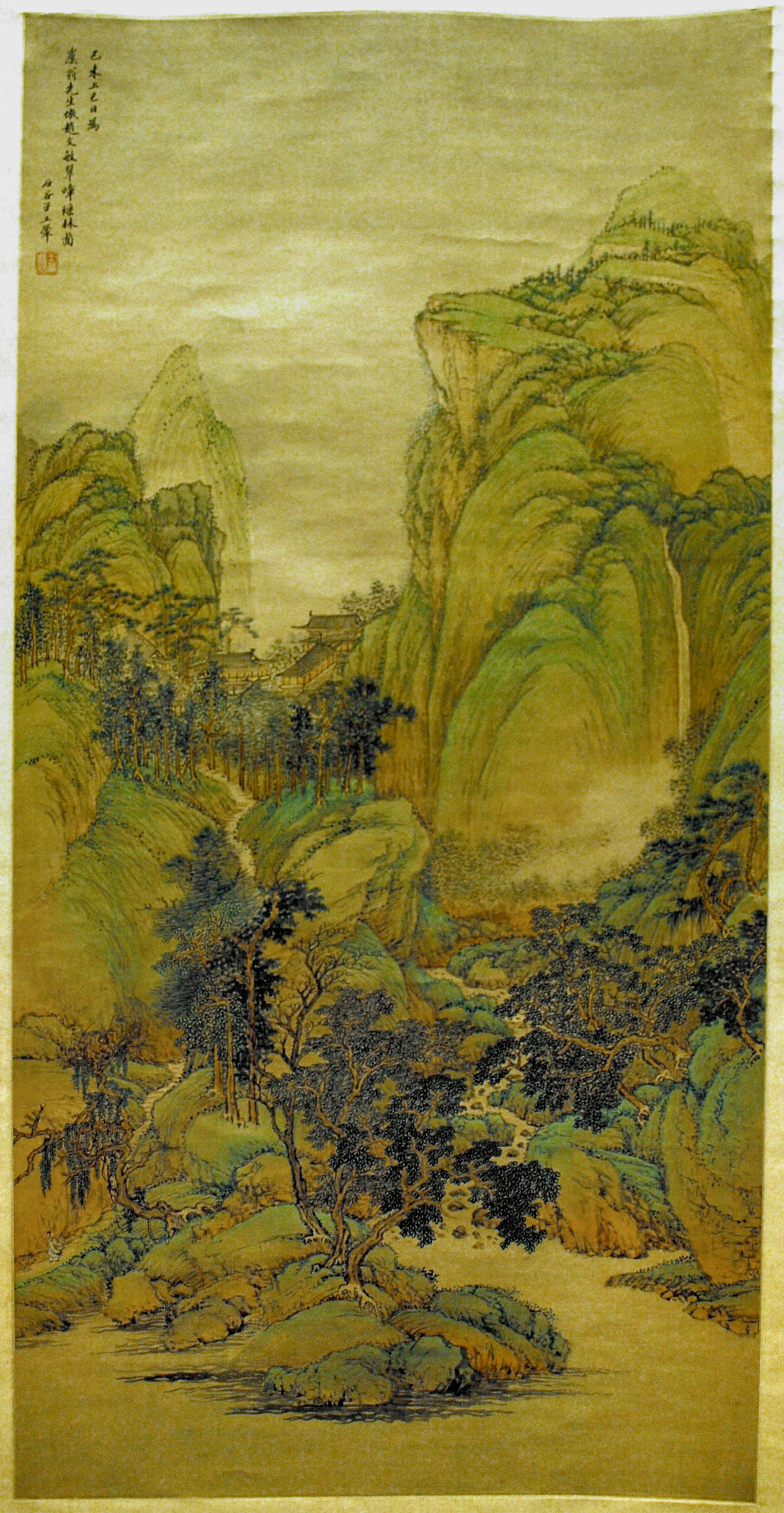
Ван Цзянь (1598–1674)
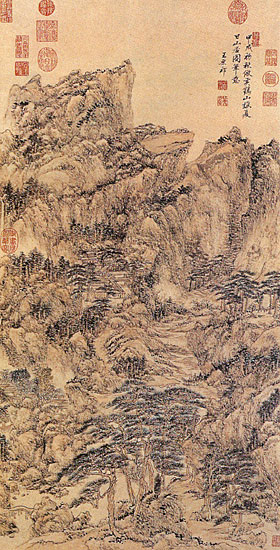
Ван Хуей (1632–1717)
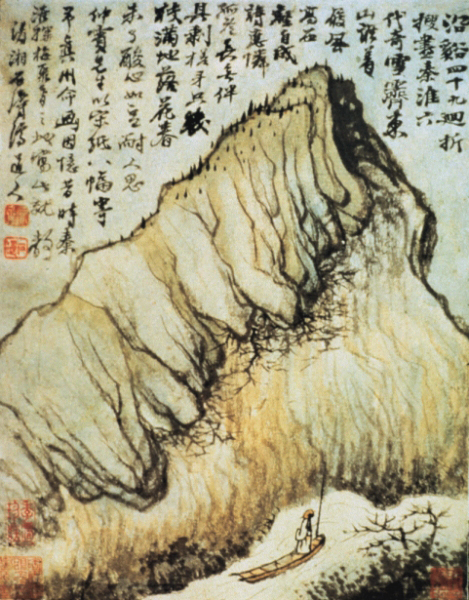
Шитао, Воспоманание о реке Цзинхуай.
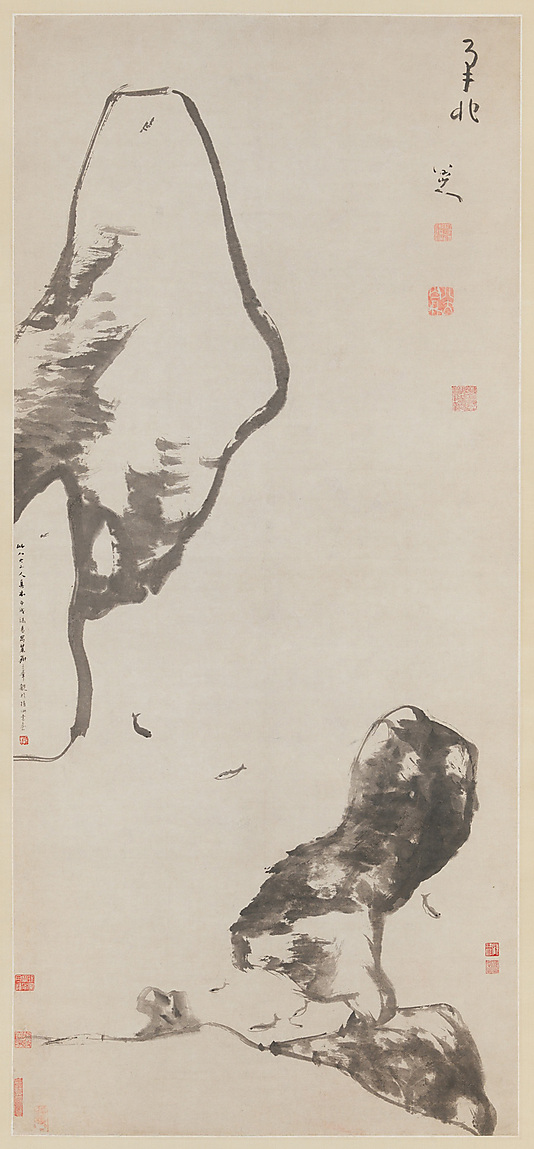
Бада Шаньжэнь, без названия, 1699.
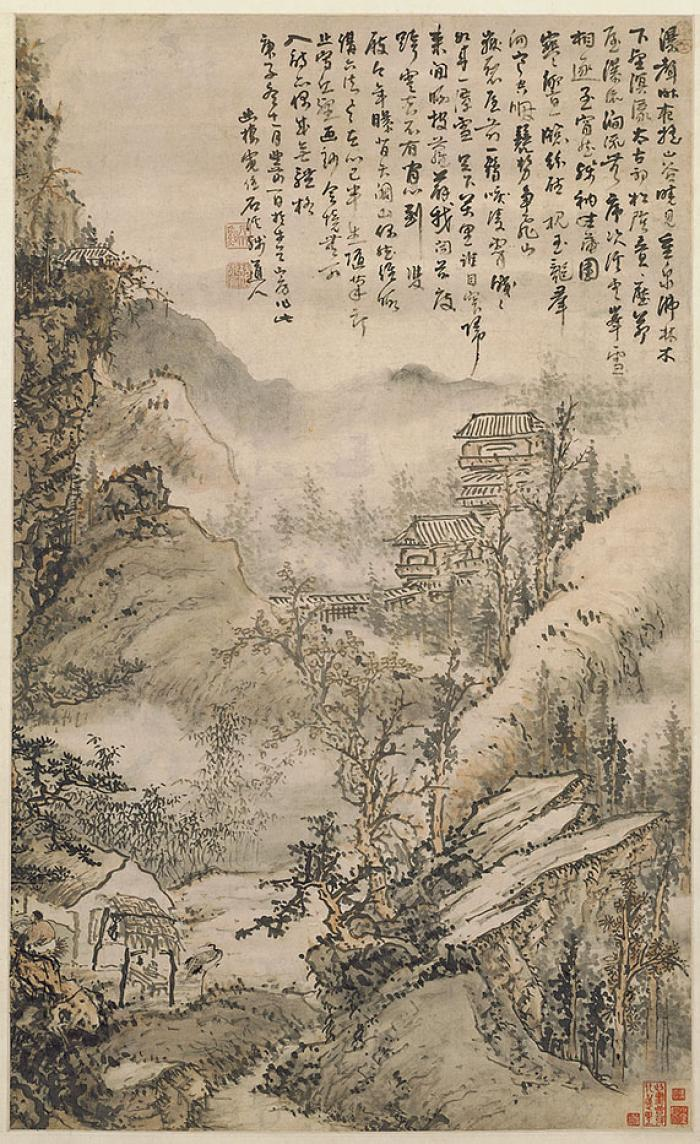
Куньцань, Пейзаж после ночного дождя, 1660.
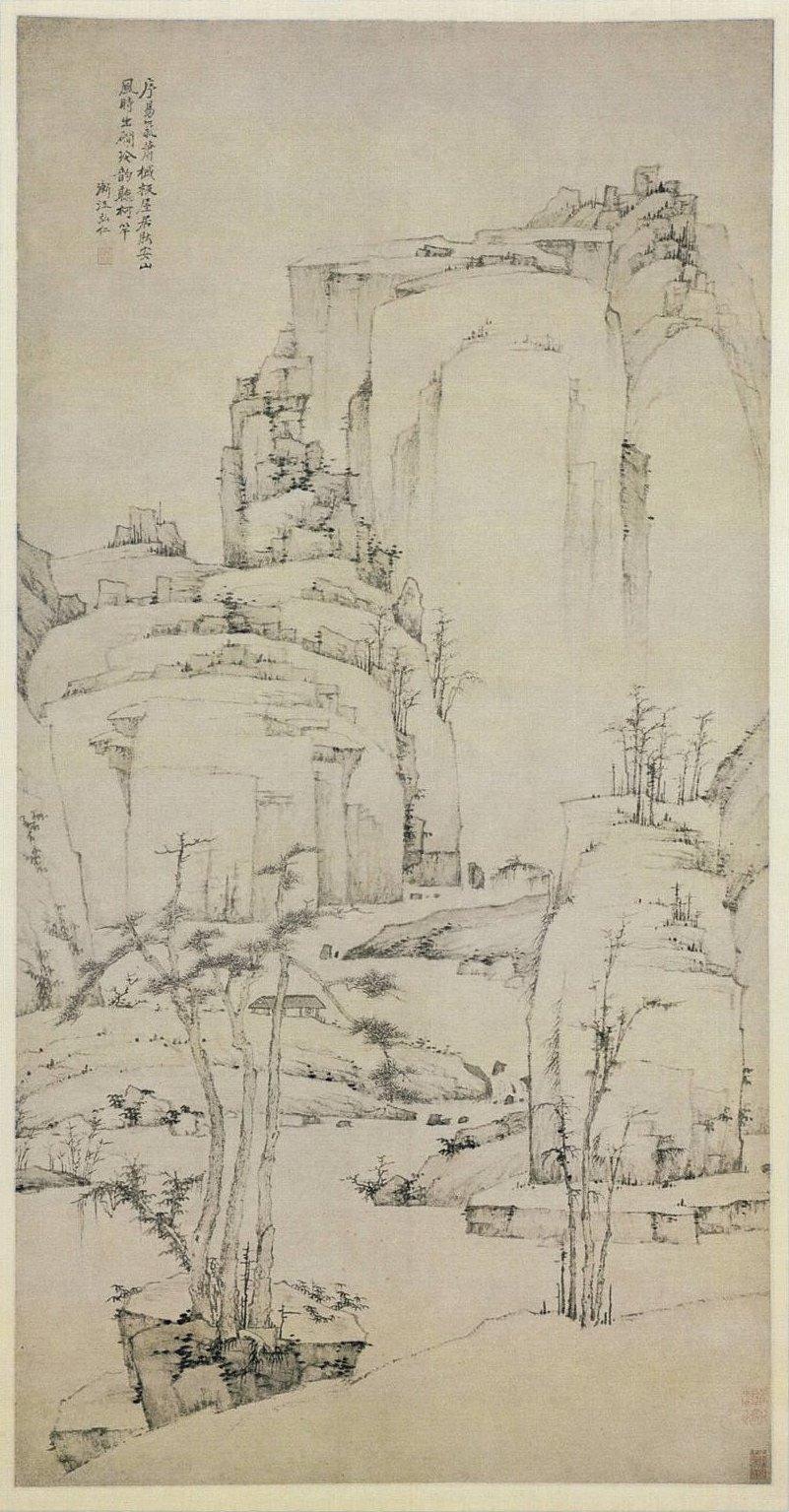
Хунжэнь, Приход весны, 1658-1661.

## Пейзаж в русском и советском искусстве живописи

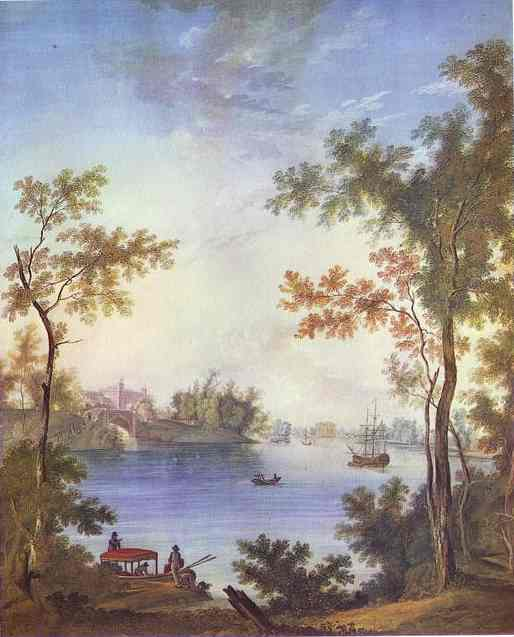
Семён Щедрин. «Вид на Гатчинский дворец с серебряного озера». 1798

В русском искусстве пейзаж как жанр живописи возникает в конце XVIII века. Его основоположником принято считать Семёна Щедрина (1745—1804). Пейзажные произведения Щедрина построены на стилистических канонах классицизма (использование кулис в композиции, трёхплановое распределение цвета, заглаженная фактура письма). В их пока ещё условной красоте они, тем не менее, значительно отличаются от существовавших до того «живописных видов» городов и достопримечательных мест своей художественно-эмоциональной выразительностью. Она разнообразно достигается глубиной и ширью далей, контрастами между крупными массами первого плана и открывающимися за ними зелёно-голубыми просторами, что в целом придаёт его пейзажам впечатляющую воздушность.

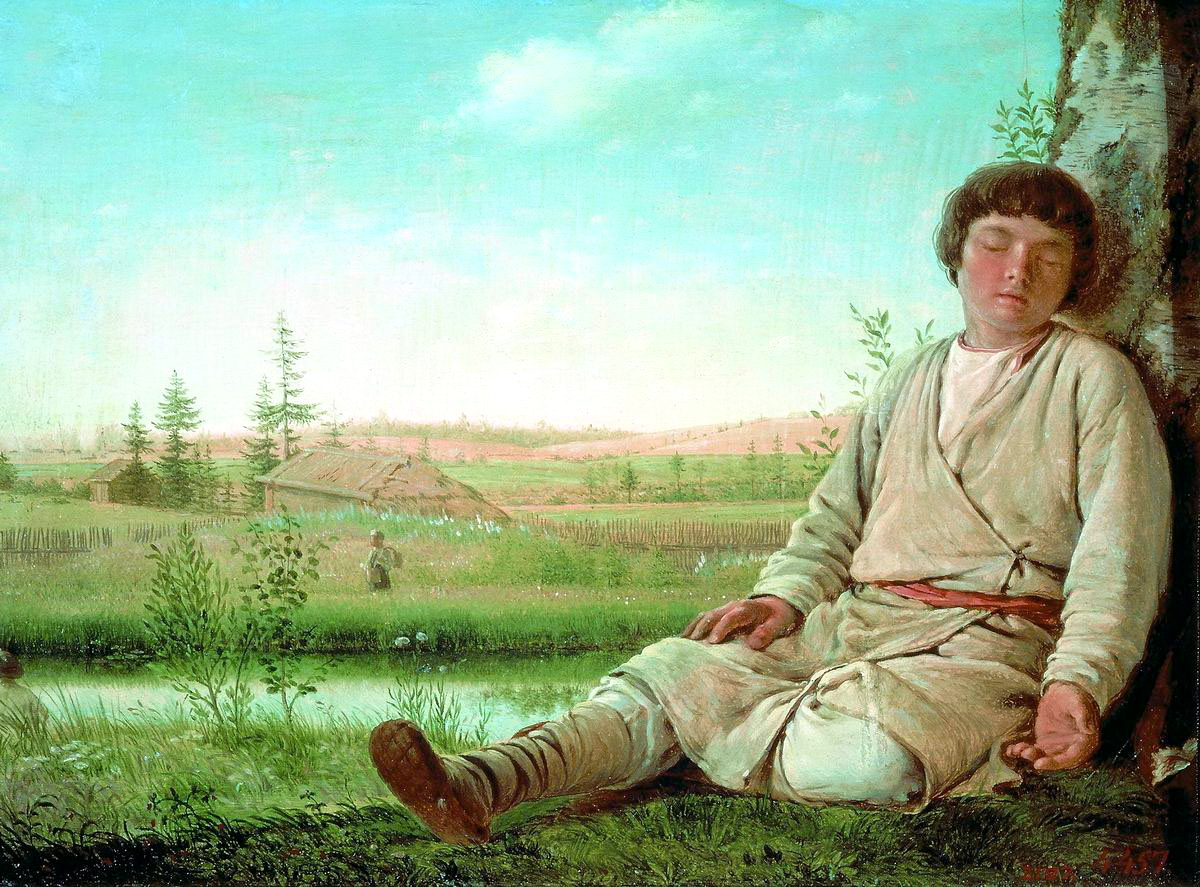
Алексей Венецианов. «Спящий пастушок». 1823

Другими пионерами этого жанра стали художники Фёдор Матвеев (1758—1826), Фёдор Алексеев (1753/55-1824) и другие художники, как и Щедрин, прошедшие обучение академической живописи в Западной Европе.
Классицизм продолжал занимать главенствующее положение в русском искусстве пейзажной живописи и в начале XIX века. Продолжают работать Матвеев (героические ландшафты) и Алексеев (элегические виды Петербурга и Москвы), городские виды привлекают и Андрея Мартынова (1768—1826).
Это направление, однако, постепенно всё более вытеснялось романтизмом. Здесь следует отметить Сильвестра Щедрина (1791—1830), Василия Садовникова (1800—1879), Михаила Лебедева (1811—1837), Григория Сороку (1823—1864), и, конечно, Алексея Венецианова (1780—1847), одним из первых показавшего очарование неяркой природы Среднерусской полосы.
Искусство русской пейзажной живописи второй половины XIX века сложилось чрезвычайно разнообразным по художественным направлением. По-прежнему широко создавались пейзажные произведения в духе романтизма такими мастерами, как Максим Воробьёв (1787—1855) и его ученики: братья Григорий (1802—1865) и Никанор (1805—1879) Чернецовы, Иван Айвазовский (1817—1900), Лев Лагорио (1826—1905), Алексей Боголюбов (1824—1896).
В жанре пейзажа работали также Пётр Суходольский (1835—1903), Владимир Орловский (1842—1914), Ефим Волков (1844—1920) и другие живописцы этого времени.

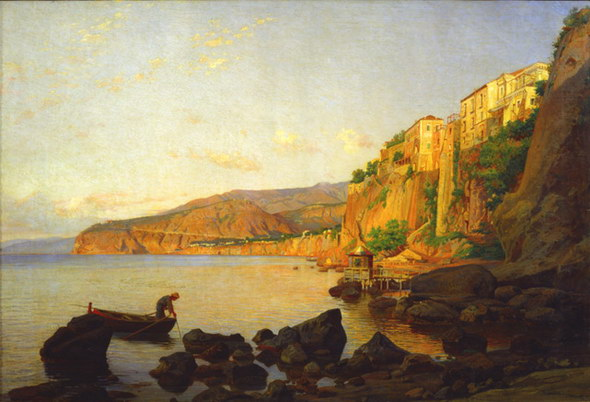
Николай Ге. «Сорренто». 1869
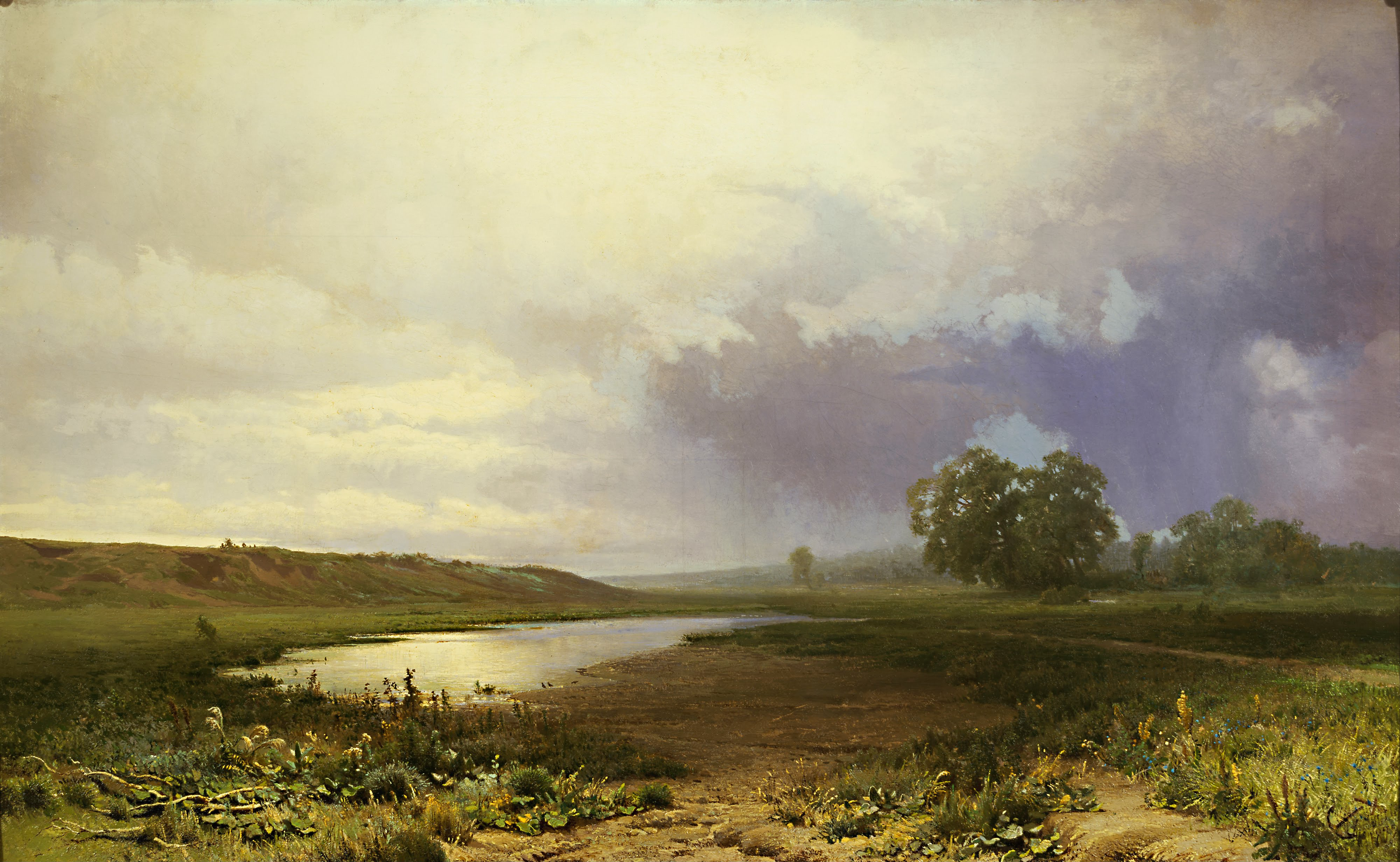
Фёдор Васильев. «Мокрый луг». 1872
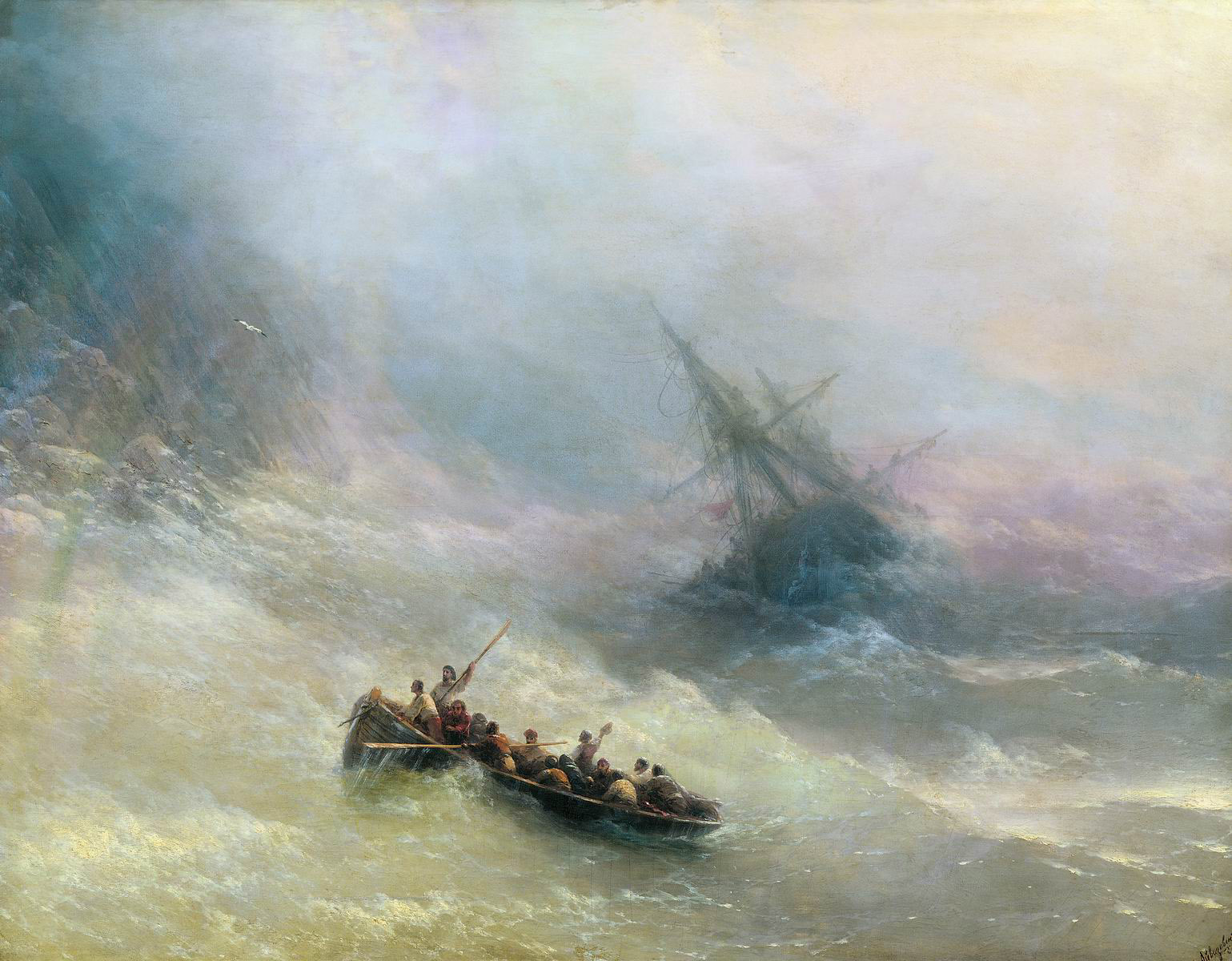
Иван Айвазовский. «Радуга». 1873
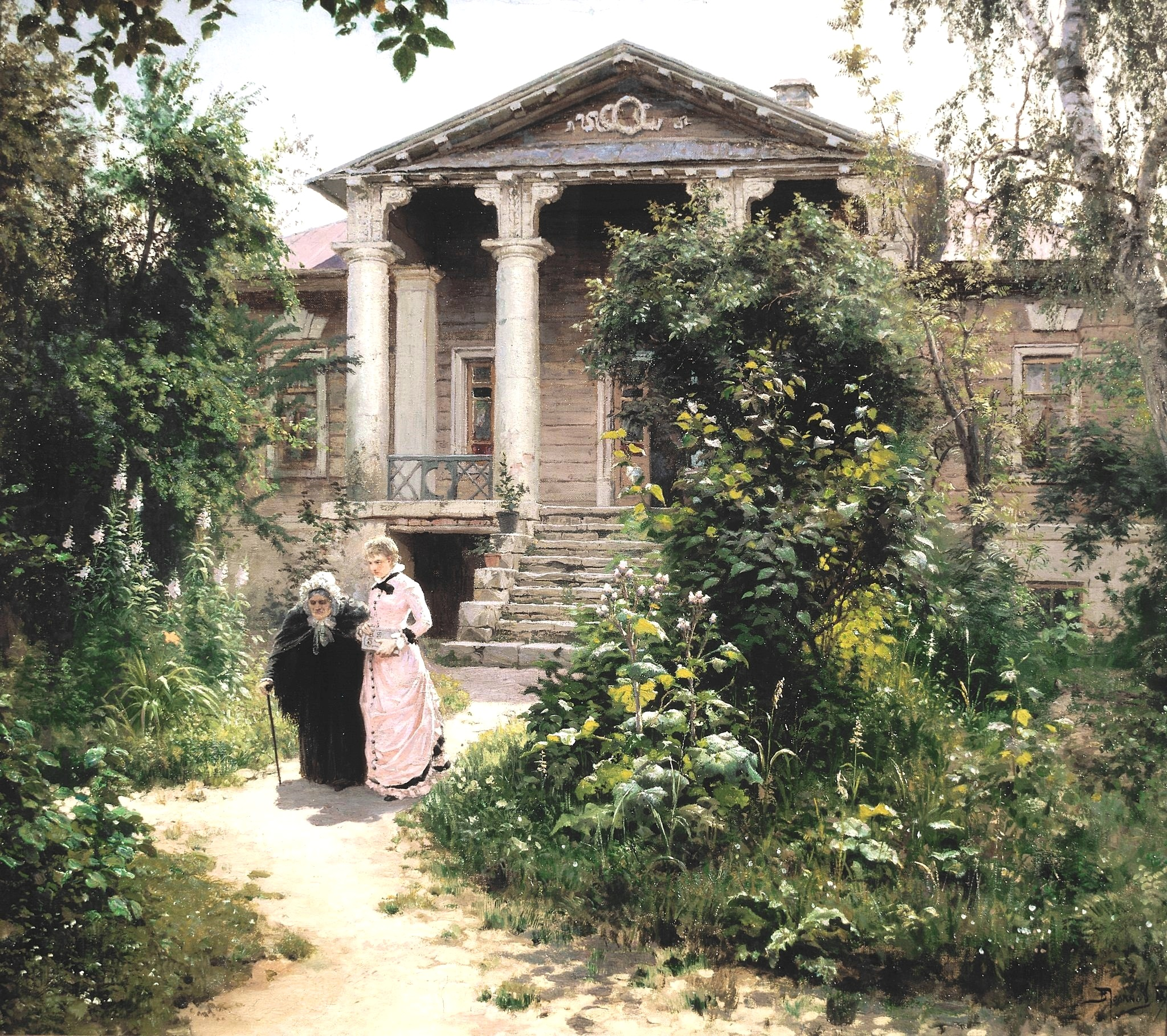
Василий Поленов. «Бабушкин сад». 1878
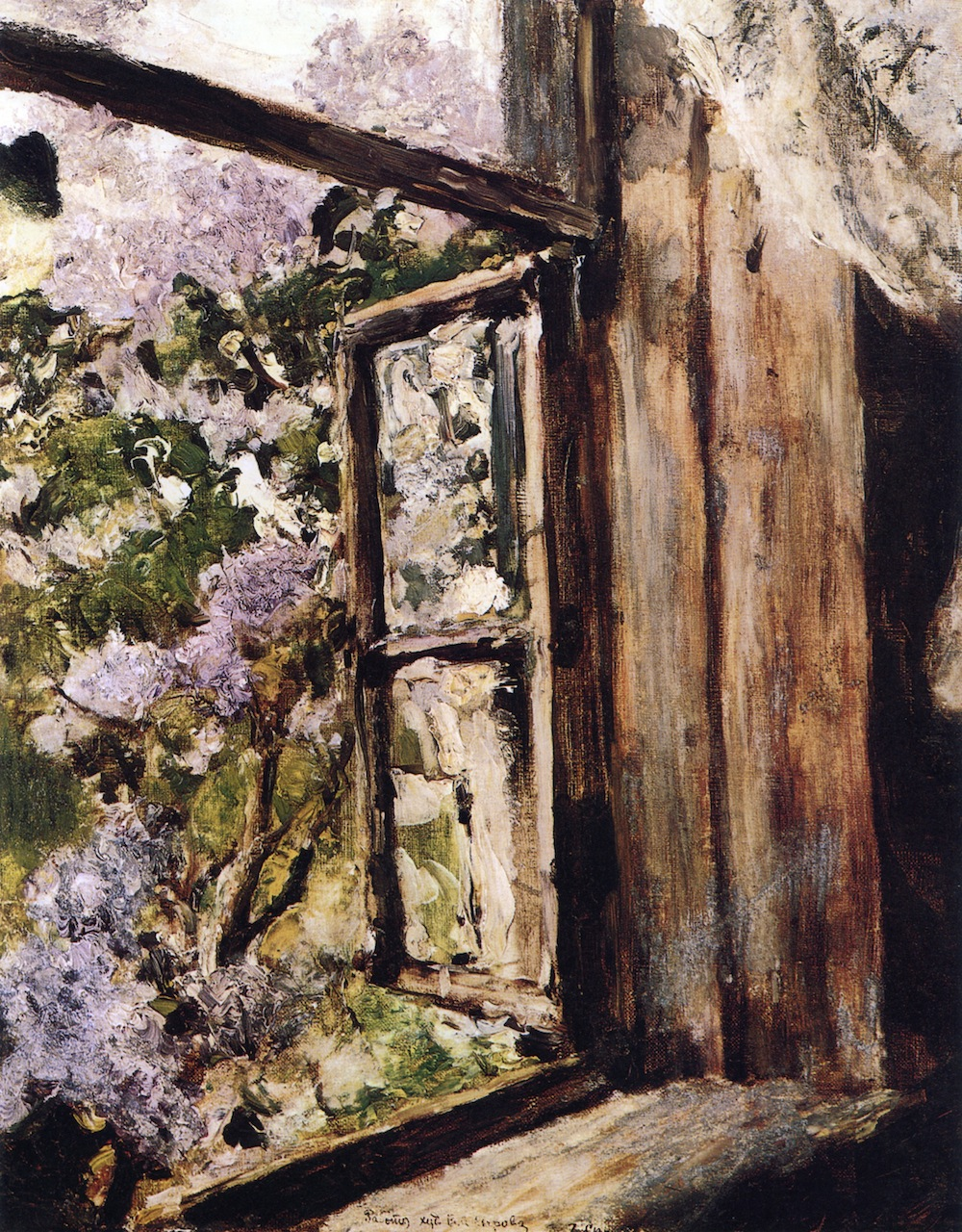
Валентин Серов. «Открытое окно. Сирень. Этюд». 1886
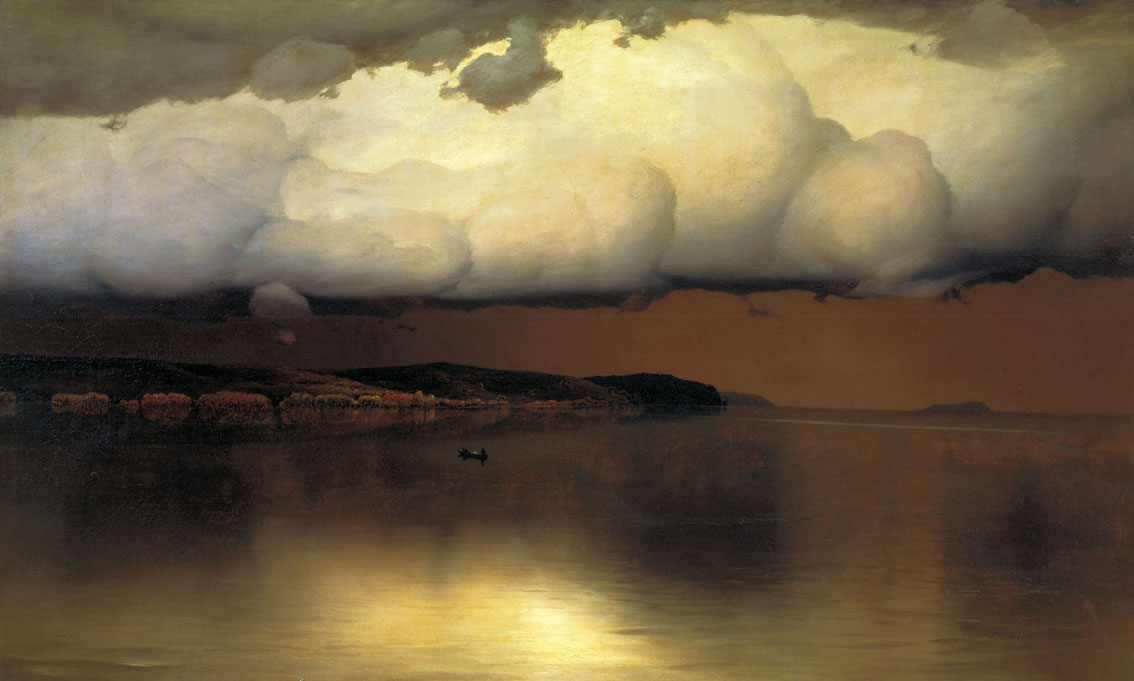
Николай Дубовской. «Притихло». 1890
Иван Шишкин. «Дождь в дубовом лесу». 1891

Повествовательно-конкретные художественные тенденции нашли яркое отражение в творчестве многих живописцев, в первую очередь — Ивана Шишкина (1832—1898), сказочно-поэтические — в творчестве Виктора Васнецова (1848—1926), эмоционально-драматические — в произведениях ещё одного классика русской пейзажной живописи Фёдора Васильева (1850—1873) и других, менее известных мастеров — к примеру, Льва Каменева (1833/34-1886). Эпическим пейзажем приобрёл известность Михаил Клодт (1832—1902).
Некоторые живописцы были увлечены исканиями обобщённого образа, красочностью и декоративностью пейзажа — Виктор Борисов-Муса́тов (1870—1905), Михаил Вру́бель (1856—1910), Борис Кустодиев (1878—1927) и др.

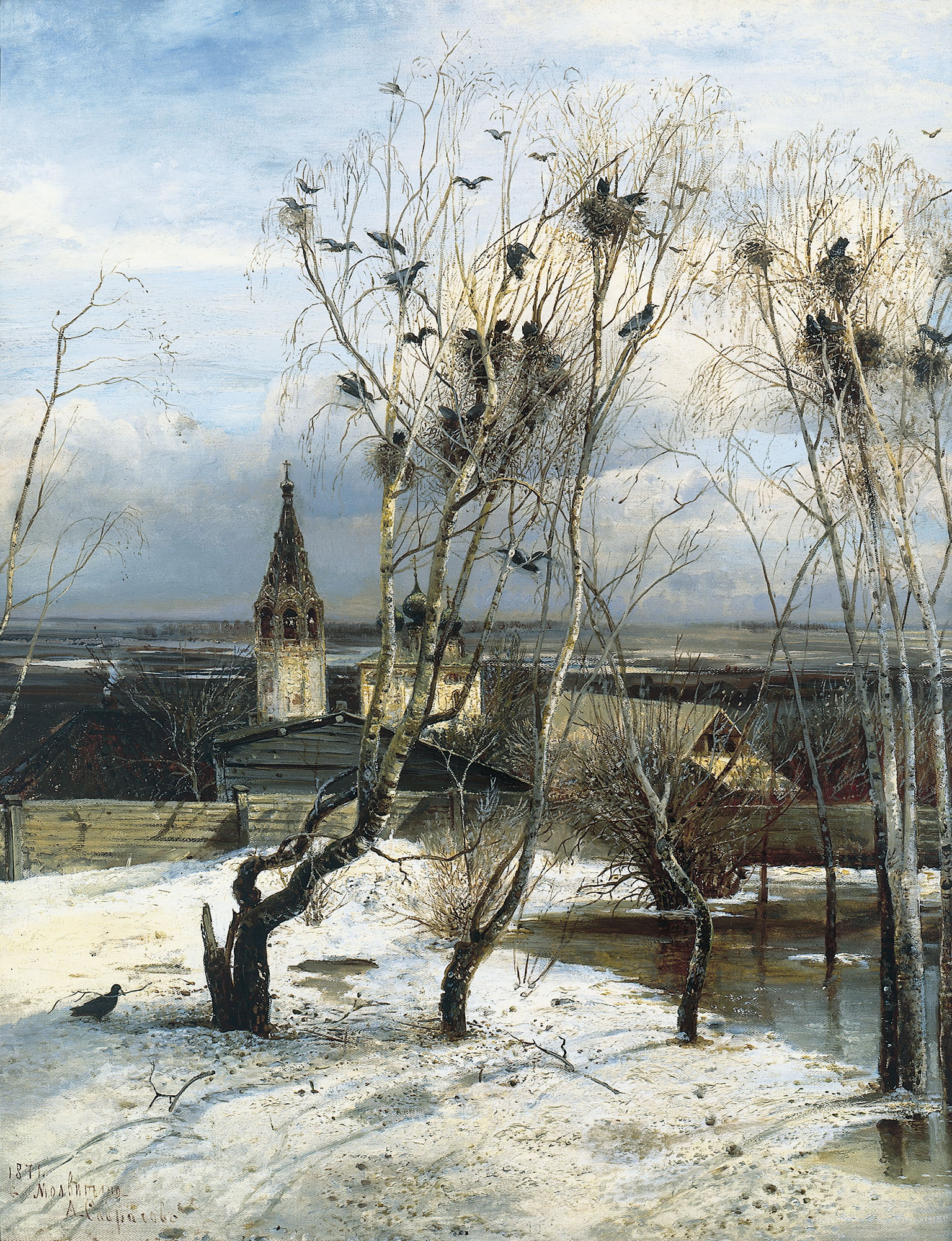
Алексей Саврасов. «Грачи прилетели». 1871

Примерно с середины XIX века в русской пейзажной живописи окончательно утвердился пленэр. В дальнейшей эволюции пейзажа важнейшую роль сыграл импрессионизм, оказавший влияние на творчество почти всех серьёзных живописцев России. Тогда же сформировалась и особая эстетическая концепция восприятия и отображения природы — лирический пейзаж.

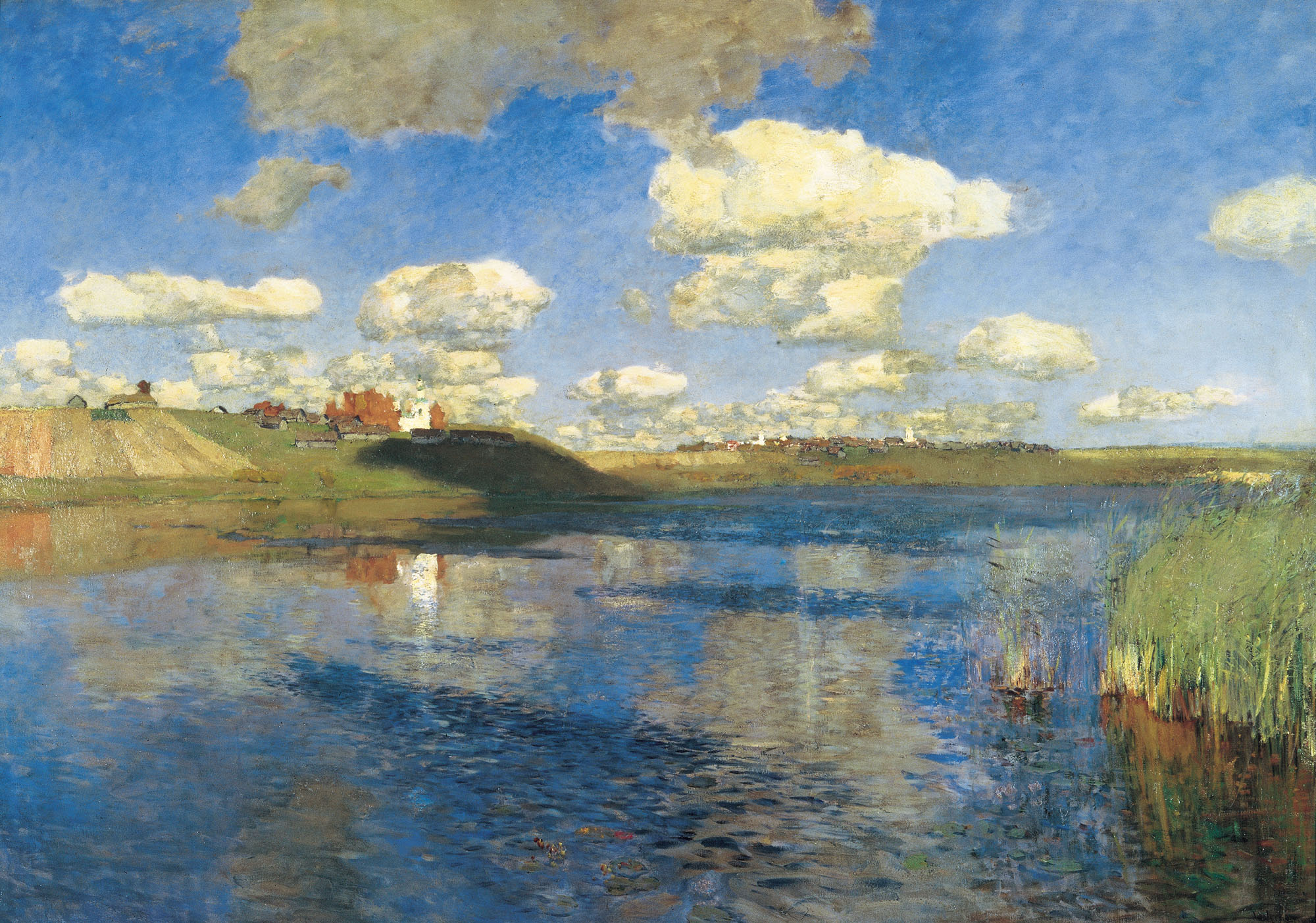
Исаак Левитан. «Озеро». 1899—1900. Последнее крупное произведение Левитана. Осталось неоконченным

Алексей Саврасов (1830—1897), ставший основоположником этого направления пейзажной живописи, сумел показать ненарочитую красоту и тонкий лиризм неброской русской природы. Ёе широту и мощь отобразил Михаил Нестеров (1862—1942). Архипа Куи́нджи (1841—1910) привлекала живописная игра света и воздуха.
Подлинных вершин русская пейзажная живопись XIX века достигла в творчестве Исаака Левитана (1860—1900), ученика Саврасова. Левитан — мастер спокойных, однако пронзительно-щемящих «пейзажей настроения». Многие его шедевры изображают виды Плёса на верхней Волге.
Значительный вклад высочайших достижений в уникальное по своей многогранности и общественной значимости развитие русского пейзажа XIX века внесли также Василий Поленов (1844—1927), Константин Коровин (1861—1939), Илья Репин (1844—1930), Николай Ге (1831—1894), Валентин Серов (1865—1911), Кириа́к Коста́нди (1852—1921), Николай Дубовской (1859—1918) и др.
Сложной оказалась впоследствии судьба «русского импрессионизма». Обозначившееся в 30-е годы и набравшее долговременную инерцию отрицательное отношение к «этюдничеству», искалечило множество судеб художников, а искусствоведов заставляла «задним числом» «спасать» от него И. Репина, В. Серова., И. Левитана, с недомолвками оценивать творчество К. А. Коровина и др. замечательных мастеров пейзажа.

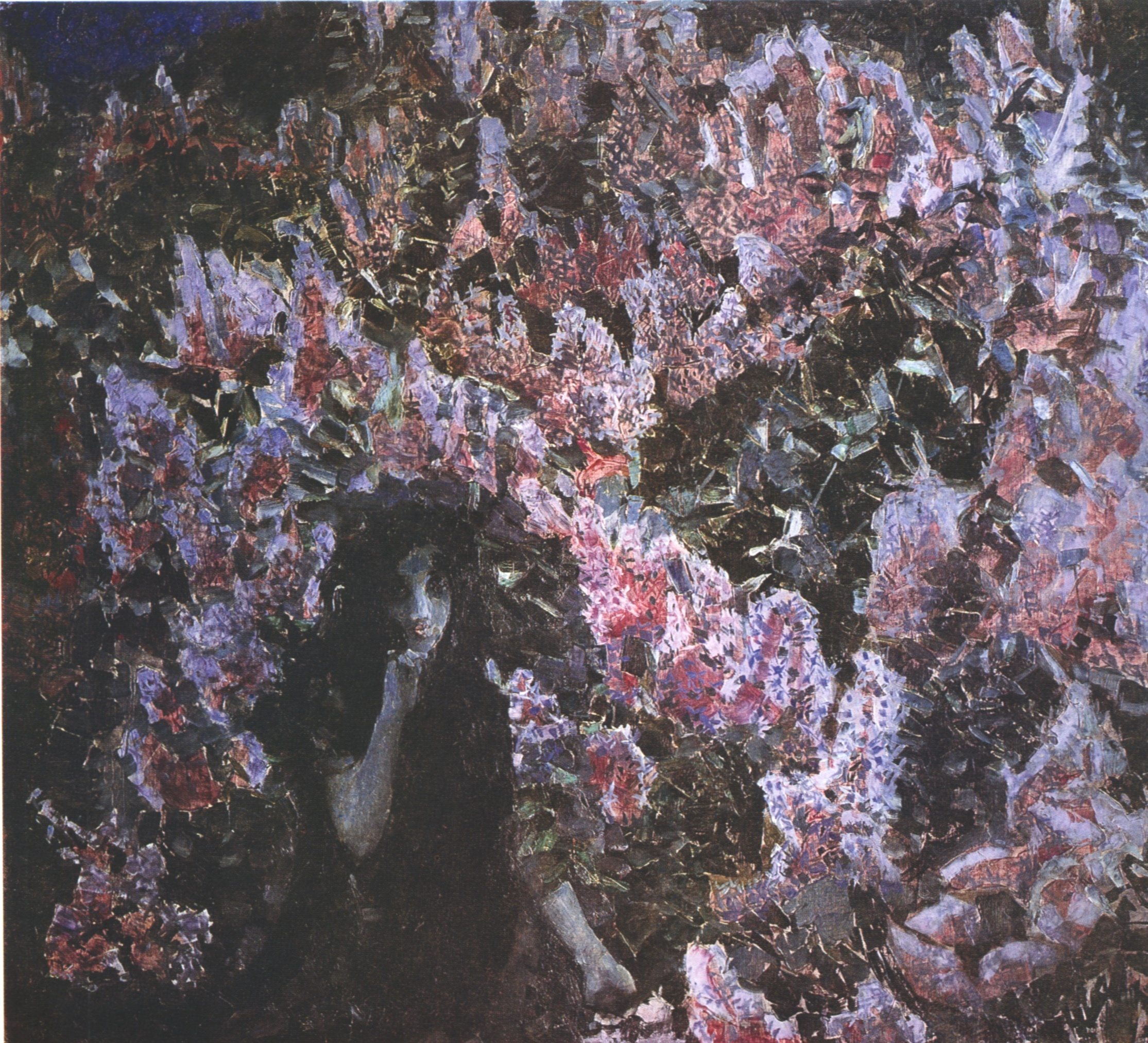
Михаил Вру́бель. «Сирень». 1900
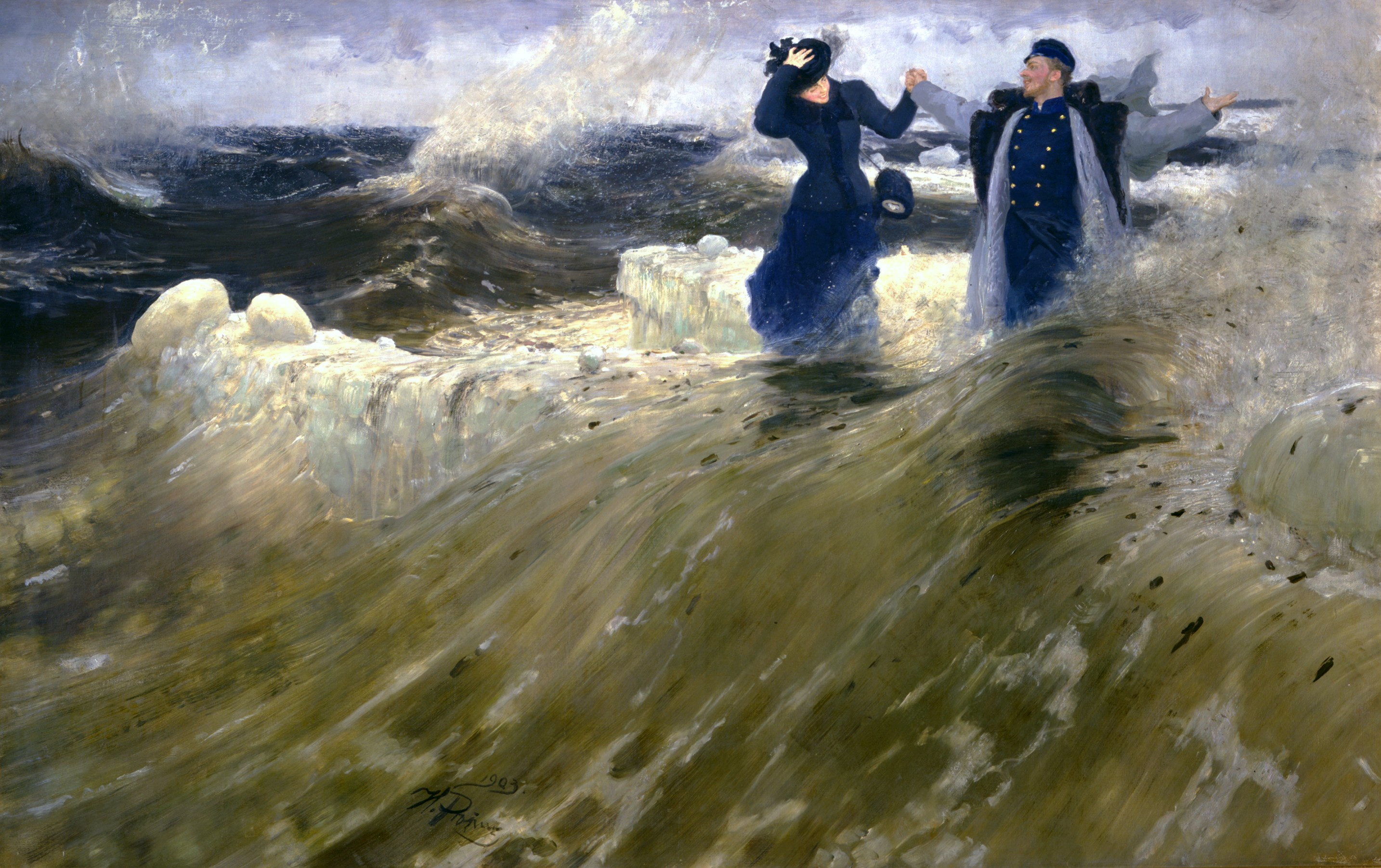
Илья Репин. «Какой простор!». 1903
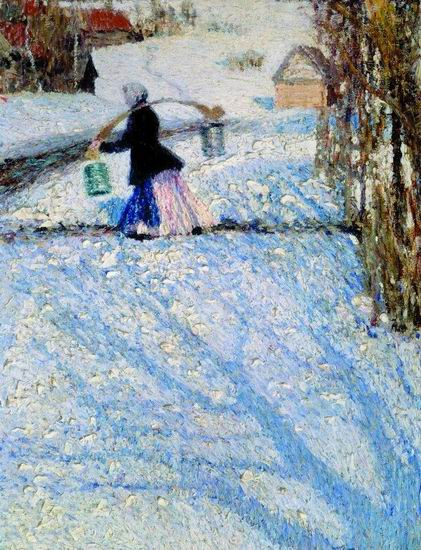
Игорь Граба́рь. «Мартовский снег». 1904
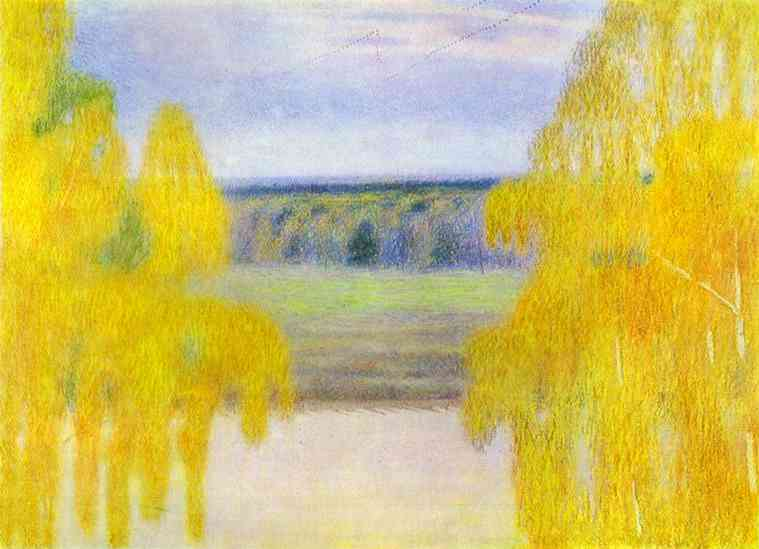
Виктор Борисов-Муса́тов. «Осенняя песнь». 1905
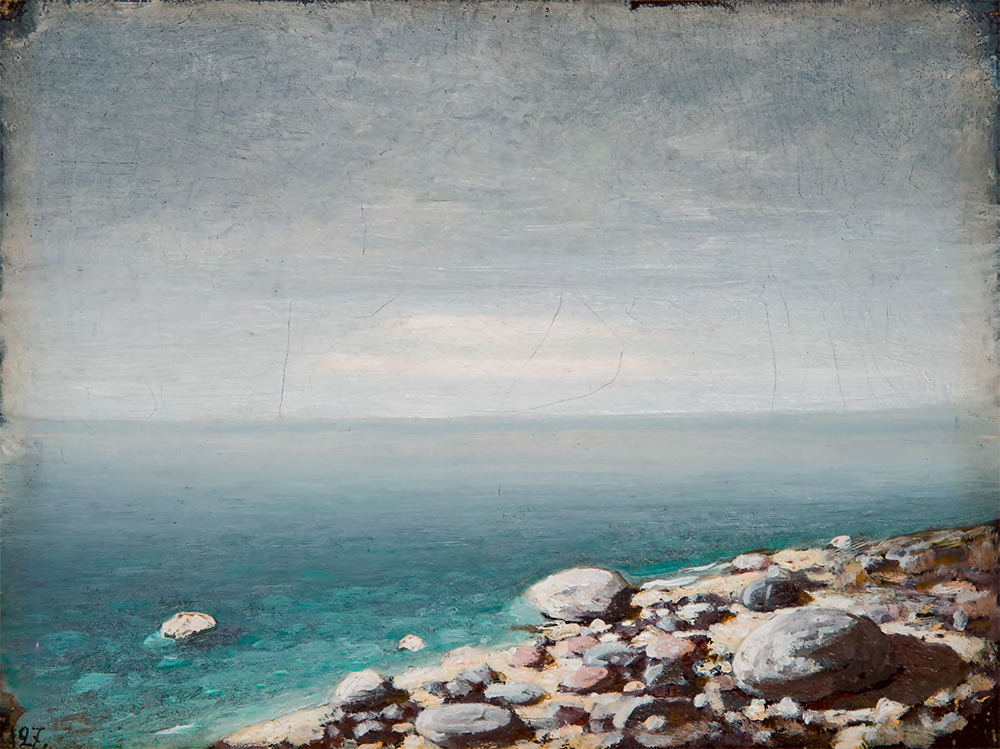
Архип Куи́нджи. «Прозрачная вода. Пасмурный день. Крым». 1908
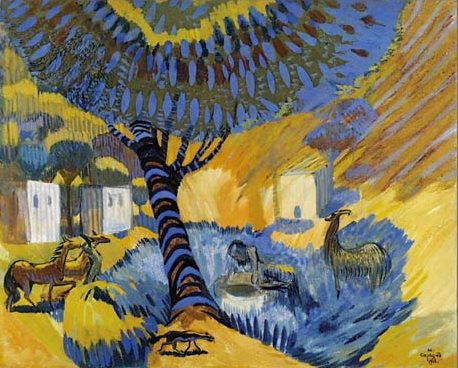
Мартиро́с Сарья́н. «У колодца, жаркий день». 1908
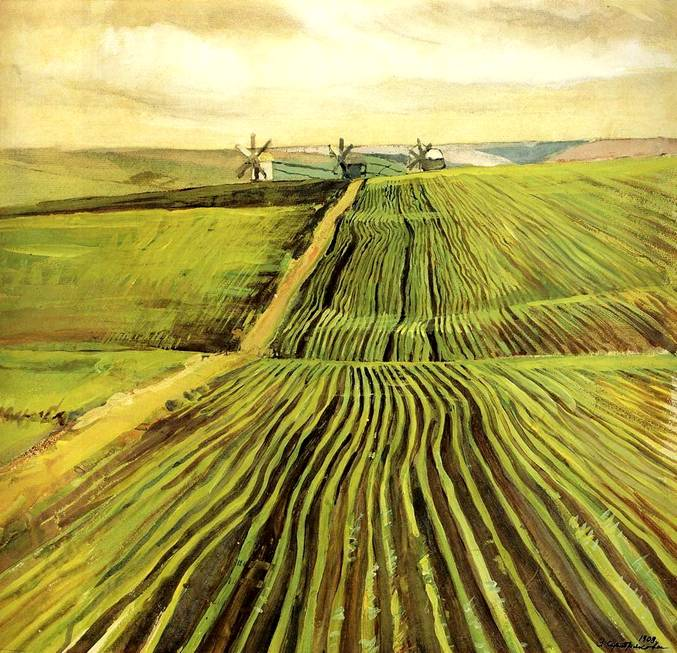
Зинаида Серебрякова. «Зеленя осенью». 1908
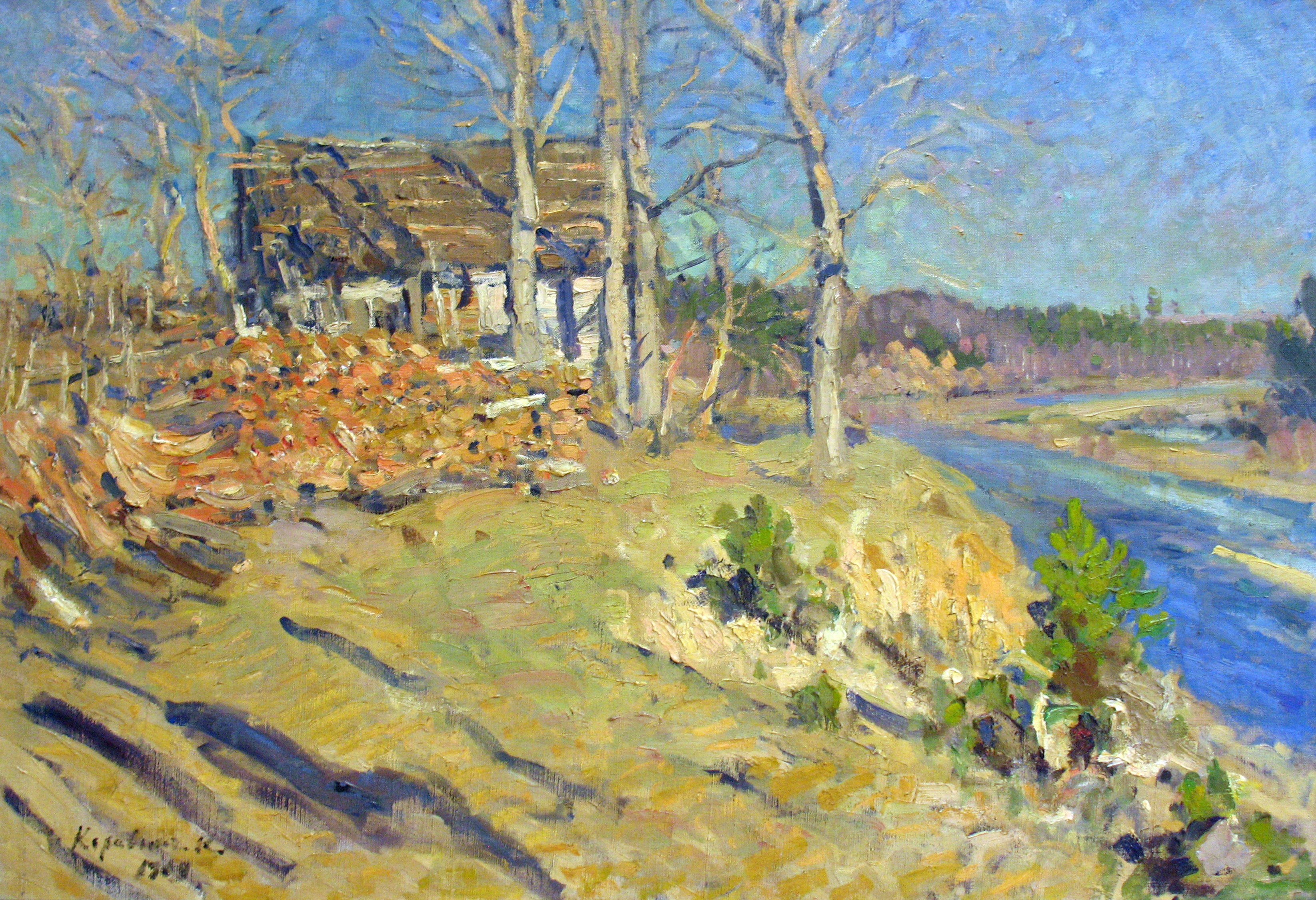
Константин Коровин. «Осенний пейзаж». 1909
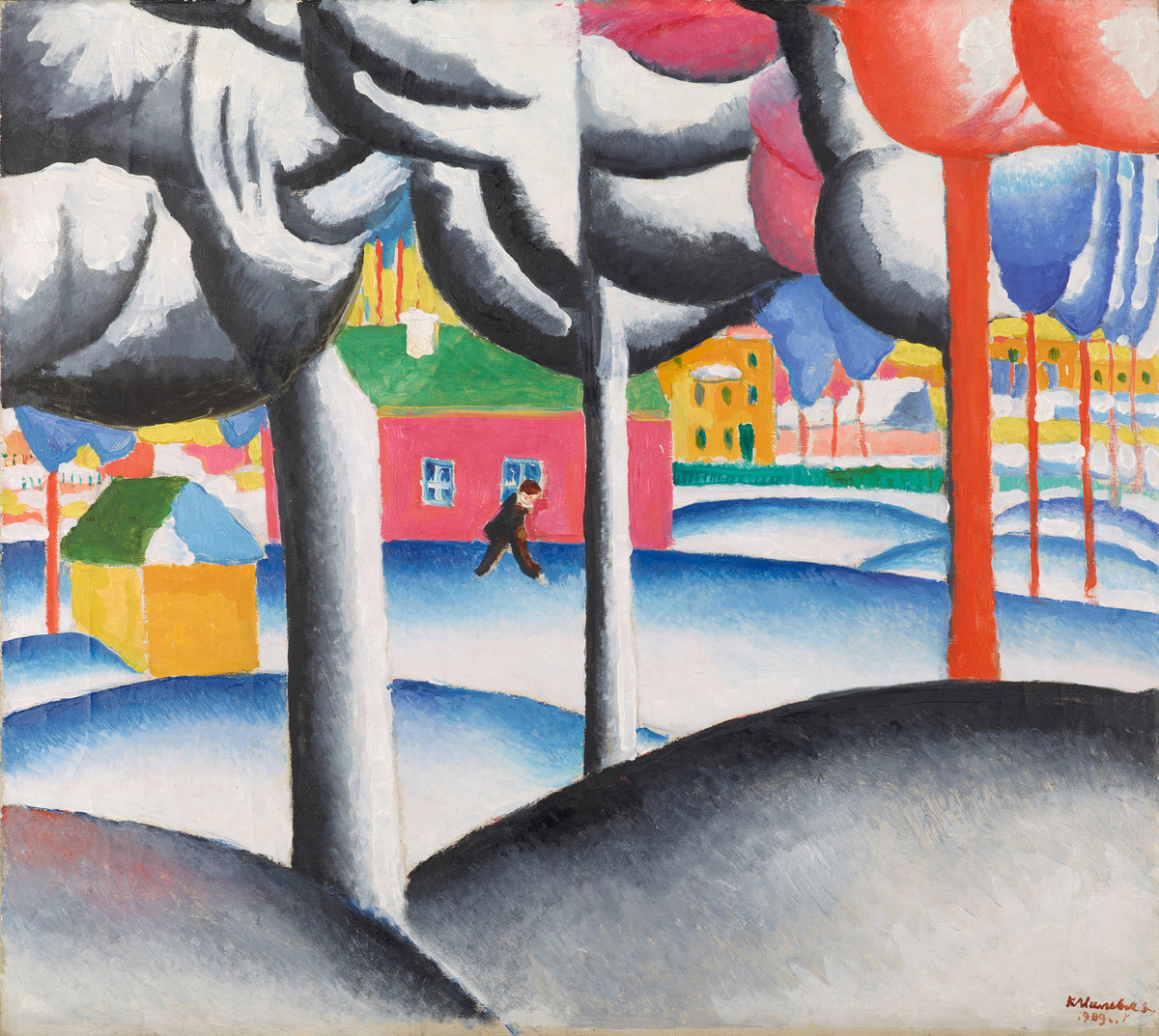
Казимир Малевич. «Пейзаж. Зима». 1909
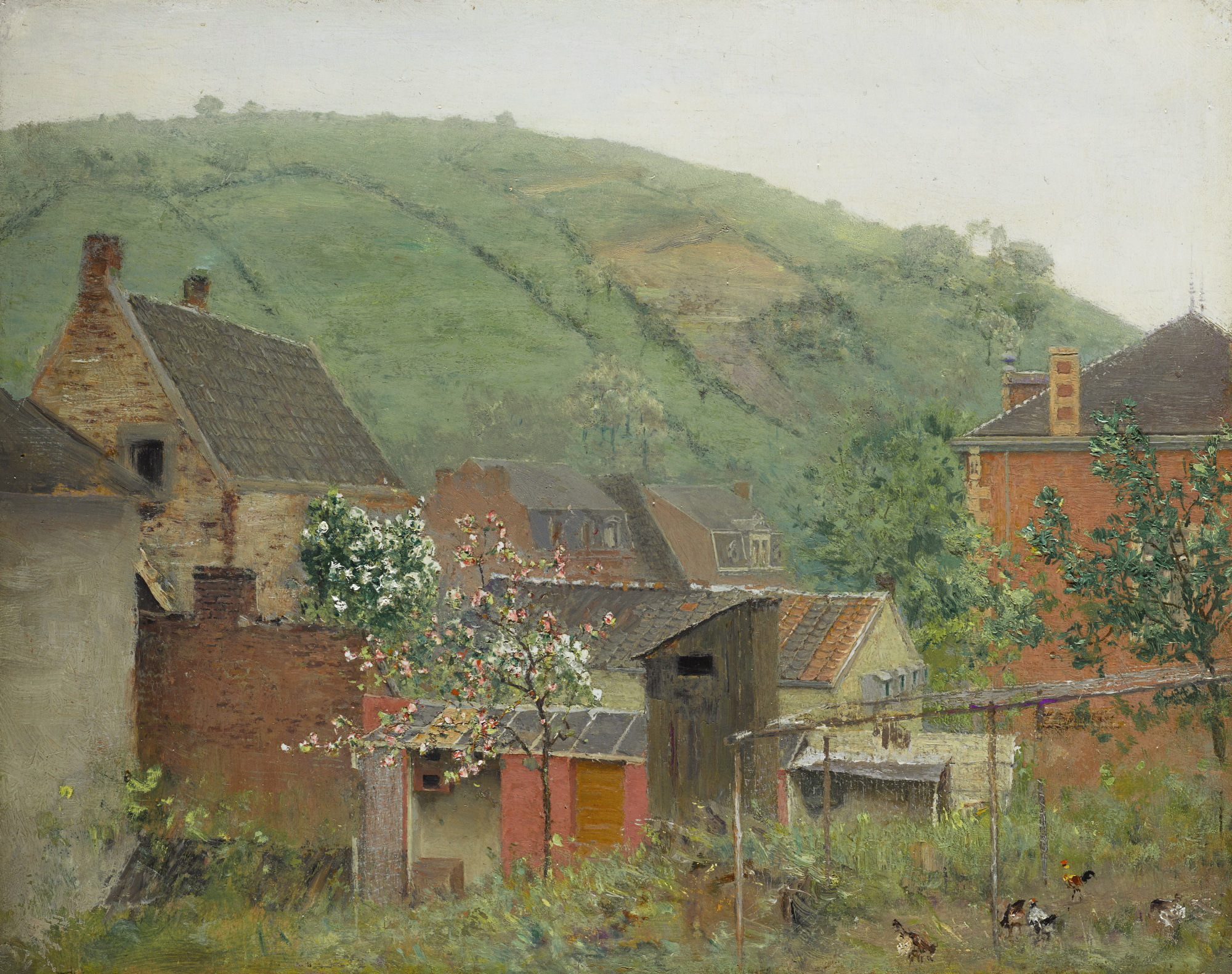
Иван Похитонов. «Валлонская деревня Юпиль». 1912
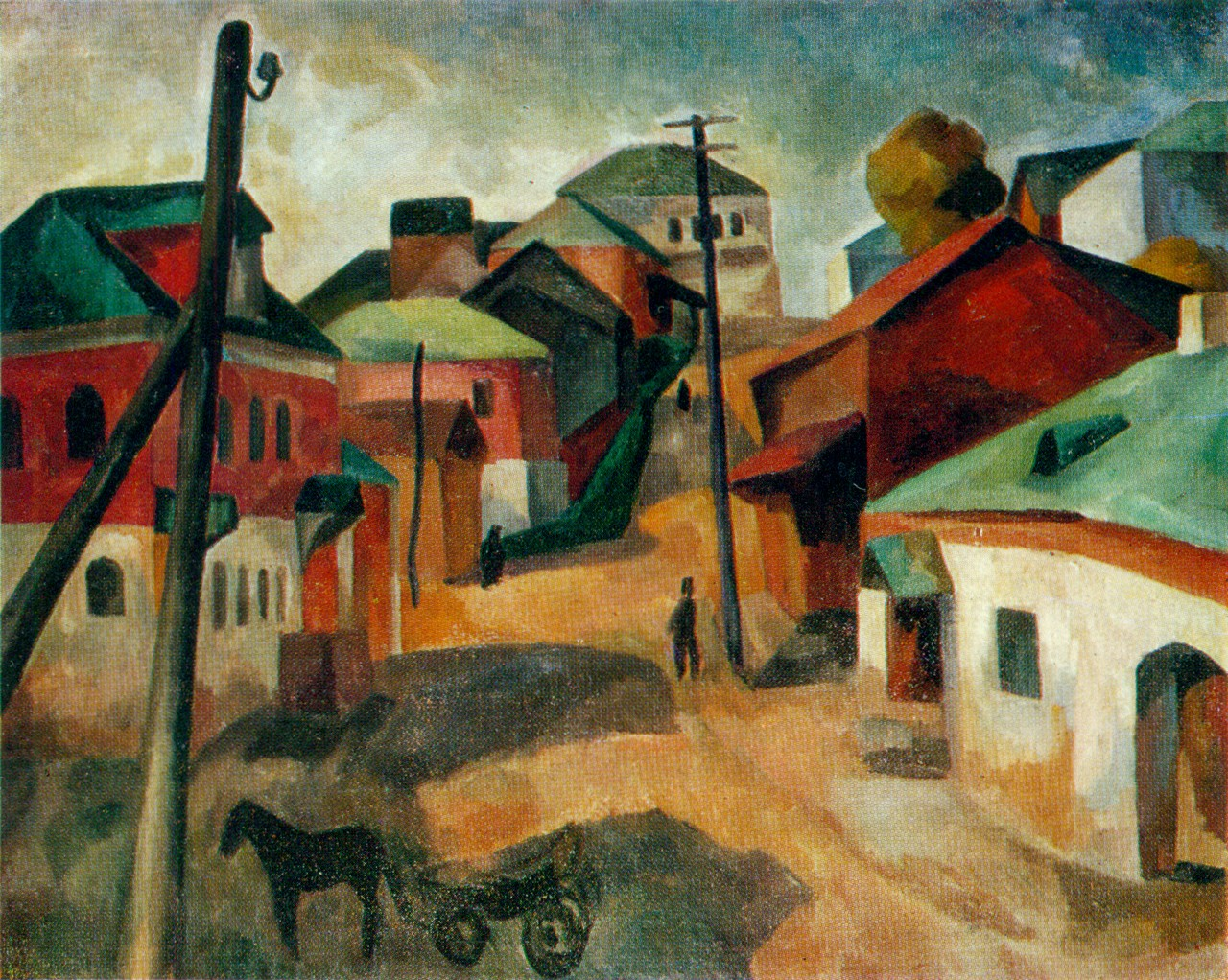
Роберт Фальк. «Старая Руза». 1913
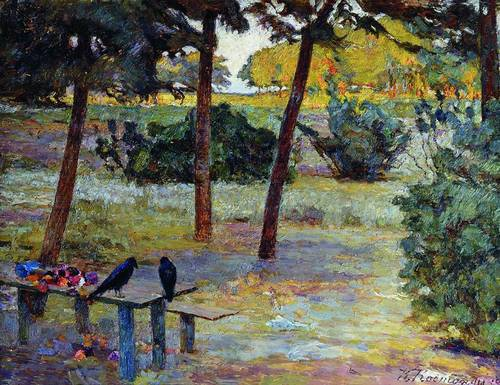
Кириа́к Коста́нди. «Галки. К осени». 1915

Пейзажная живопись XX века. Талантливо развивались традиции и направления, заложенные в XIX веке — Пётр Кончаловский (1876—1956), Игорь Граба́рь (1871—1960), Константин Юо́н (1875—1968), др. художники.
В первые два-два с половиной десятилетия предпринимался, нередко самый смелый, поиск новых выразительных средств для передачи пейзажа — авангардисты (Казимир Малевич (1879—1935), Василий Кандинский (1866—1944), Наталья Гончарова (1881—1962)).
В духе символистского искусства создавали свои пейзажи Павел Кузнецов (1878—1968), Николай Крымов (1884—1958), Мартиро́с Сарья́н (1880—1972) и др.
Практически в это же время (20-е-30-е годы) неоакадемические тенденции разрабатывали Николай Дормидонтов (1898—1962), Семен Павлов (1893—1941).
В 1930-е годы в СССР началась эпоха идеологически обоснованного метода социалистического реализма в искусстве вообще, и живописи в частности. В его рамках с помощью всевозможных художественных форм, индивидуальных стилей, приёмов и предпочтений достигается разнообразие стилистических направлений. Василий Бакшеев (1862—1958), Николай Крымов (1884—1958), Николай Ромадин (1903—1987) и др. — лирическая линия пейзажной живописи; Константин Богаевский (1872—1943), Александр Самохвалов (1894—1971) и др. — стремительные ритмы индустриального пейзажа; Александр Дейне́ка (1899—1969), Георгий Нисский (1903—1987), Борис Угаров (1922—1991), Олег Лошаков (1936) — «суровый стиль». В границах соцреализма работали вплоть до 70-х годов и многие другие пейзажисты.
Со второй половины 1950-х в связи с обновлением в общественном сознании, вызванным хрущёвской оттепелью, постепенно реабилитируется целый ряд направлений отечественного и зарубежного искусства, в первую очередь импрессионизм. Такая «точка опоры» как на общекультурные, так и на местные живописные традиции открыло пути к более свободному и многообразному языку живописи всех последующих советских десятилетий, а в 60-е-70-е годы дала настоящий «всплеск» высоких художественных достижений пейзажной живописи в творчестве мастеров, представляющих московскую, ленинградскую, одесскую, владимирскую, крымскую, уфимскую, киевскую и прочие живописные школы.

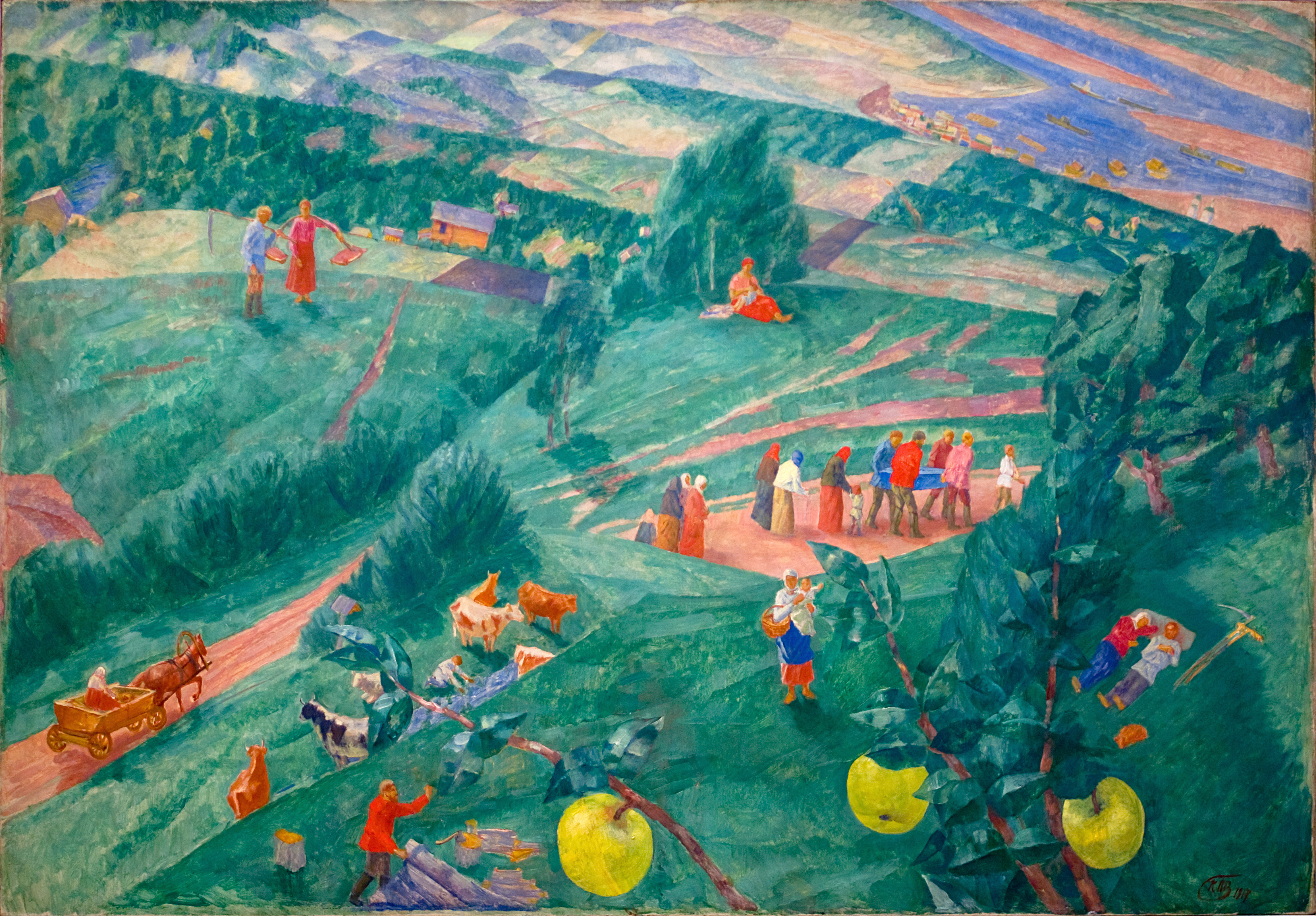
Кузьма Петров-Во́дкин. «Полдень». 1917
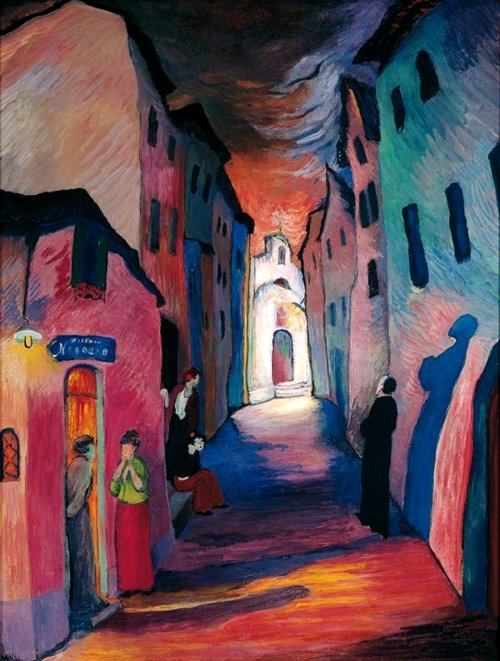
Марианна Верёвкина. «Аве Мария». 1927
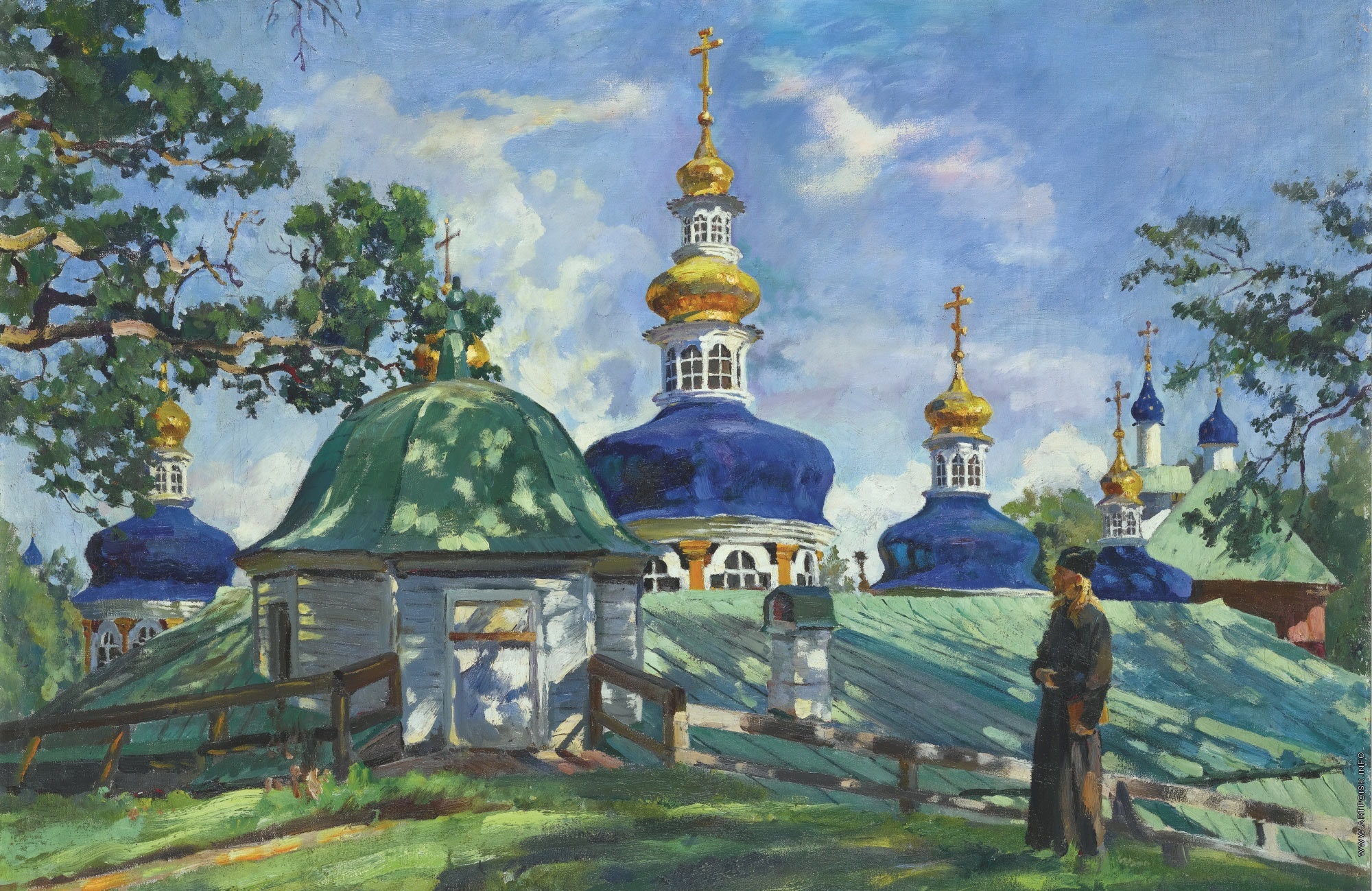
Сергей Виноградов. «Купола Успенского собора». 1928
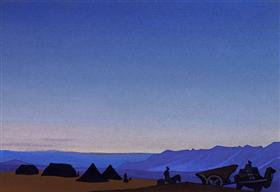
Николай Рерих. «Караван». 1931
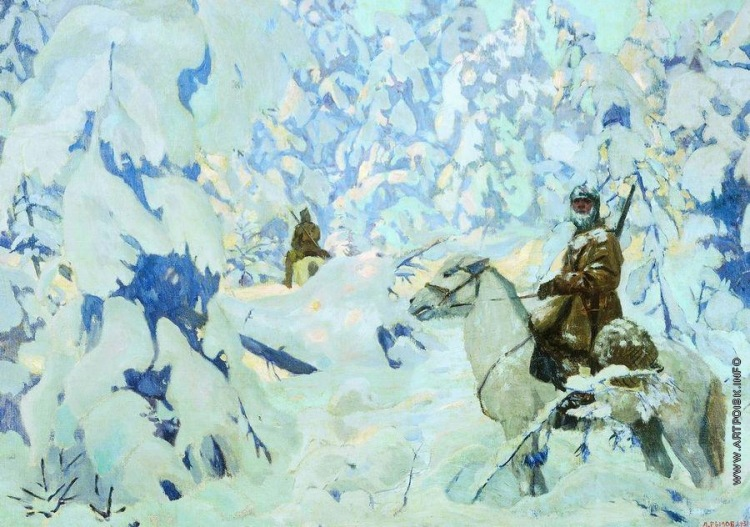
Аркадий Рылов. «На страже». 1931
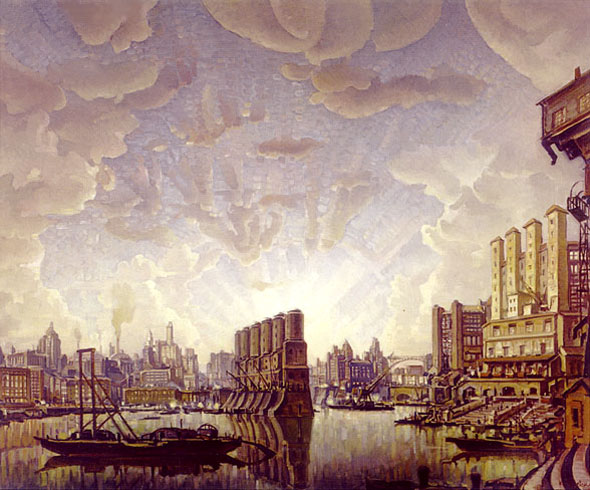
Константин Богаевский. «Порт воображаемого города». 1932
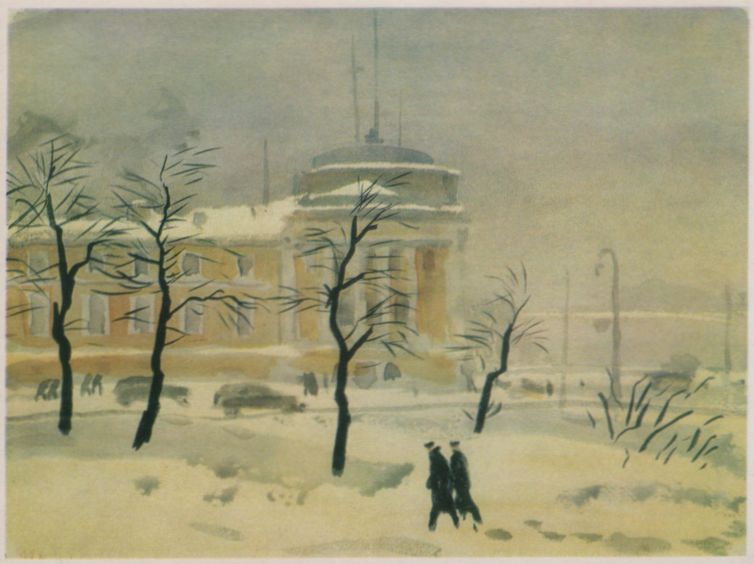
Николай Лапшин. «Адмиралтейство». до 1942
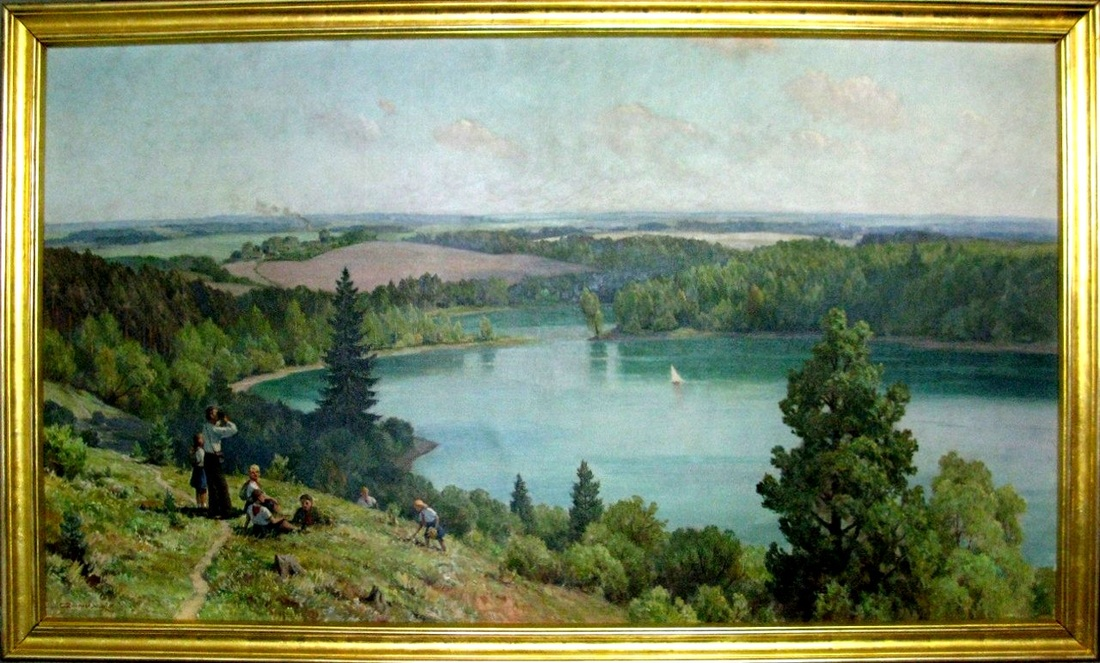
Чеслав Знамеровский, «Зелёные Озёра», 250 х 145 см, 1955
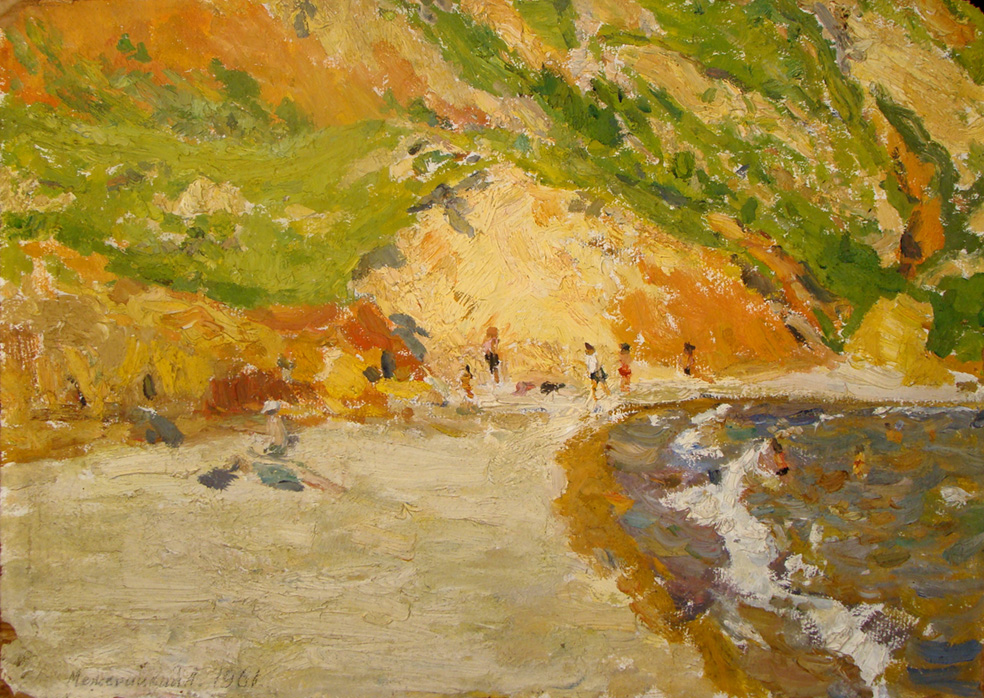
Леонид Межерицкий. «Пляж Большого Фонтана». 1960

См. также
- Рафаил Левицкий (1844—1930)
- Иван Похитонов (1850—1923)
- Юлий Клевер (1850—1924)
- Пётр Левченко (1856—1917)
- Геворк Башинджагян (1857—1925)
- Михаил Ткаченко (1860—1916)
- Марианна Верёвкина (1860—1938)
- Иван Ендогуров (1861—1898)
- Андрей Шильдер (1861—1919)
- Абрам Архипов (1862—1930)
- Аполлинарий Васнецов (1865—1933)
- Сергей Виноградов (1869—1938)
- Аркадий Рылов (1870—1939)
- Александр Бенуа (1870—1960)
- Николай Тархов (1871—1930)
- Михаил Ларионов (1871—1964)
- Михаил Демьянов (1873—1913)
- Станислав Жуковский (1873—1944)
- Пётр Петровичев (1874—1947)
- Николай Рерих (1874—1947)
- Елена Гуро (1877—1913)
- Александр Тюлькин (1888—1980)
- Николай Лапшин (1891—1942)
- Алексей Успенский (1892—1941)
- Аркадий Пластов (1893—1972)
- Владимир Синицкий (1896—1980)
- Илья Штильман (1902—1966)
- Самуил Невельштейн (1903—1983)
- Всеволод Баженов (1909—1986)
- Николай Тимков (1912—1993)
- Николай Мухо (1913—1986)
- Дина Фрумина (1914—2005)
- Сергей Осипов (1915—1985)
- Анатолий Ненартович (1915—1988)
- Анатолий Васильев (1917—1994)
- Татьяна Яблонская (1917—2005)
- Абрам Грушко (1918—1980)
- Николай Баскаков (1918—1993)
- Вячеслав Загонек (1919—1994)
- Пётр Фомин (1919—1996)
- Александр Семёнов (1922—1984)
- Иван Сорокин (1922—2004)
- Михаил Канеев (1923—1983)
- Эдуард Браговский (1923—2010)
- Альбин Гавдзинский (1923)
- Константин Ломыкин (1924—1994)
- Владимир Стожаров (1926—1973)
- Николай Мокров (1926—1996)
- Николай Галахов (1928)
- Александр Столбов (1929)
- Николай Позднеев (1930—1978)
- Леонид Межерицкий (1930—2007)
- Виктор Попков (1932—1974)
- Валентина Монахова (1932)
- Виктор Тюленев (1937—1997)
- Ян Крыжевский (1948)
- Чеслав Знамеровский (1880—1977)

## Пейзаж в фотографии

#### Пейзаж в ранней фотографии

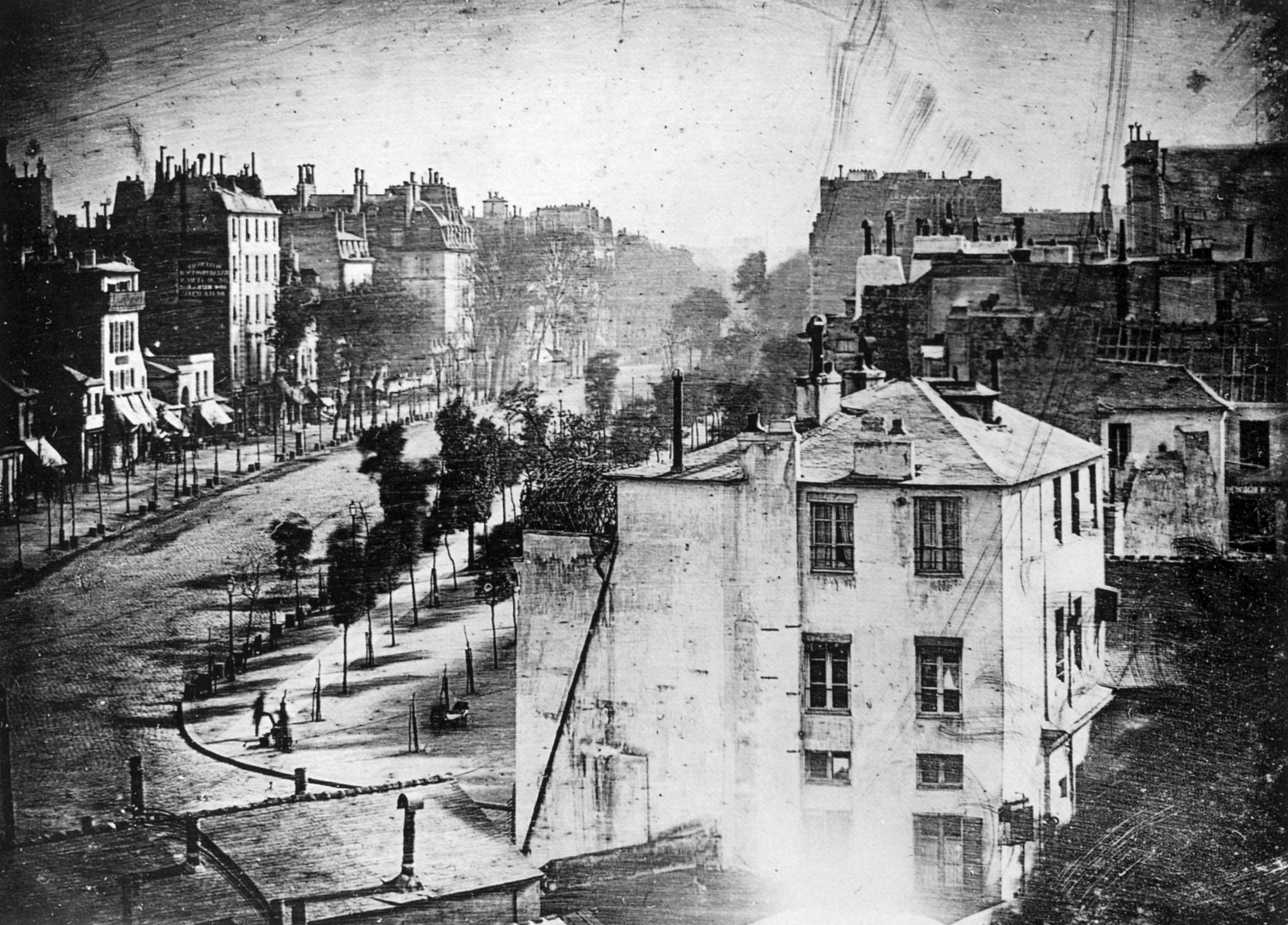
Луи Дагер. Бульвар дю Тампль в Париже. 1838. Один из первых примеров архитектурной пейзажной фотографии.

В 1826 году Жозеф Ньепс для получения изображения установил на подоконник камеру-обскуру с оловянной пластиной, покрытой асфальтом и начал съёмку, которая проводилась полный световой день. Так был создан первый фотографический пейзаж.
Дагеротипия, изобретённая французским художником Луи Даге́ром в 1839 году, давала возможность изображения ландшафта и архитектуры, которые могут рассматриваться как основа природного и архитектурного пейзажей. «Город стал объектом изображения с момента появления дагерротипа. В 1839—1840-х годах Дагер снимал панорамы Парижа, определив тем самым основы воспроизведения городской среды». В 1830-е годы британский изобретатель Уильям Тальбот создаёт процесс калотипии, а в 1844 году публикует первую книгу с фотоиллюстрациями: «The Pencil of Nature» («Карандаш природы»).
Создание пейзажа можно считать одной из отправных точек при изобретении фотографии. Создание видов во время путешествия по Италии и затруднения в исполнении акварельного рисунка подтолкнули Тэлбота к изобретению и усовершенствованию фотографического процесса — об этом он упоминает в своей книге «Карандаш природы». По мере совершенствования фотографической техники и с появлением моментального кадра изображение ландшафта стало распространённым изобразительным мотивом. Пейзажи фотографируют в самых разных целях: научных, художественных, документальных, топографических.

#### Пейзаж и особенности техники

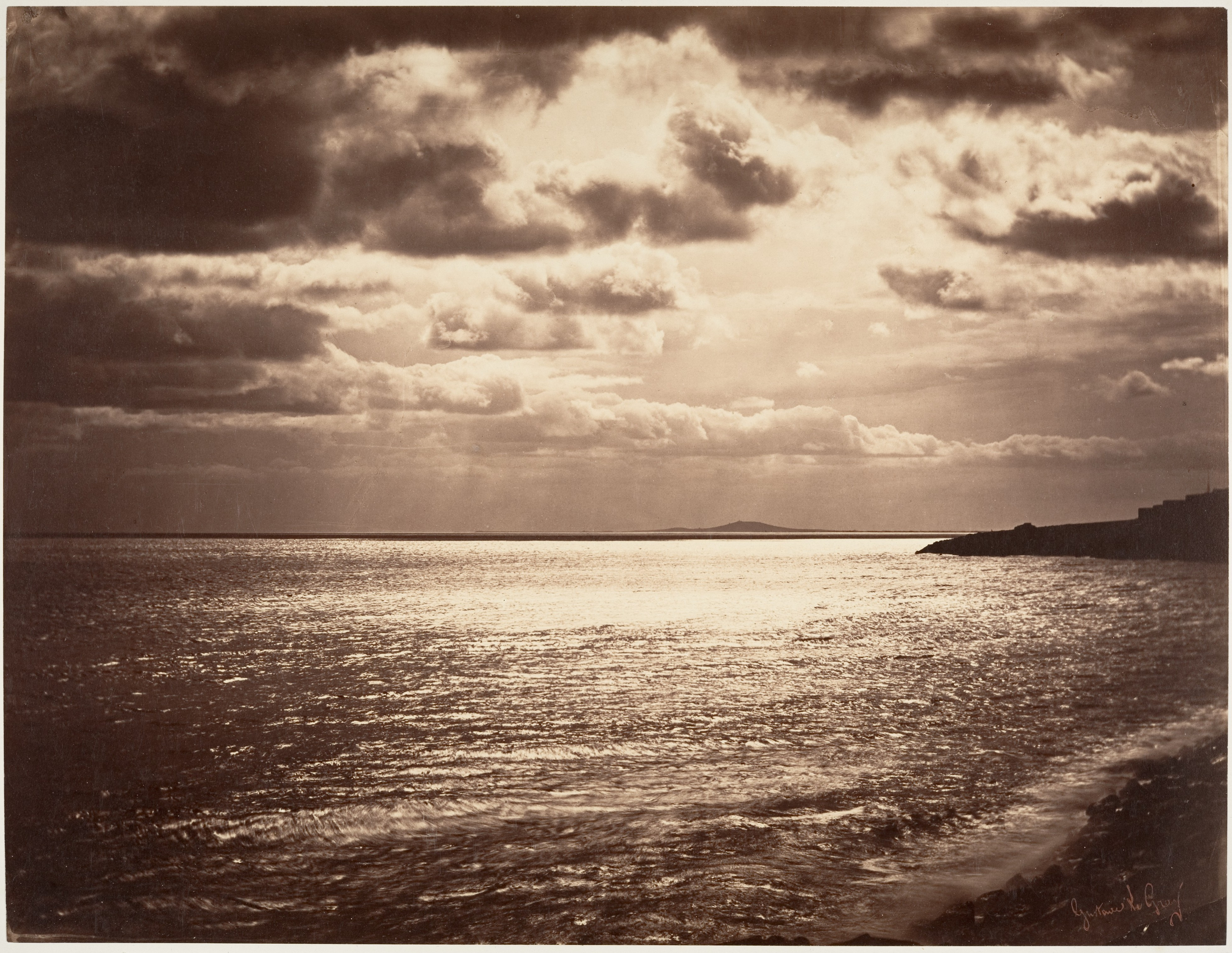
Гюстав ле Гре. Средиземное море. 1857. На фотографиях Гюстава ле Гре облака, море и суша отпечатывались с разных негативов.

Создание пейзажа в ранней фотографии было связано с целом рядом затруднений. Одним из них были технические возможности съёмки: выдержка длилась от 15 до 30 минут. Поэтому фотографировать ландшафт было сложно. Движущиеся элементы пейзажа (плывущие облака, качающиеся деревья, идущие на заднем плане люди) не отображались при долгой экспозиции. Трудности возникали и в связи с разной освещённостью различных частей ландшафта. Например, небо, землю и море часто отпечатывали с нескольких негативов, чтобы уравновесить кадр.
Несмотря на технические сложности, одной из главных причин распространения пейзажной фотографии было относительно лёгкое решение проблемы изображения перспективы. Создание фотографии занимало значительно меньше времени, нежели выполнение живописного произведения и, одновременно с этим снимок позволял добиться достоверного перспективного изображения.
В фотографии сформировался собственный набор изобразительных приёмов, связанный с ракурсной съёмкой, увеличением (или, наоборот, ослаблением) глубины резкости, использованием широкого объектива и т. д. Фотография отчасти поддерживала и продолжала традицию живописного пейзажа, воспроизводя изобразительные схемы классической картины или развивая символистские приёмы. Традицию живописного пейзажа использовала, например, пикториальная фотография.

#### Пейзажная фотография и пикториализм
Пейзаж был важным жанром в рамках пикториальной фотографии. По-сути, именно в рамках пикториализма естественный (а не архитектурный) пейзаж сформировался как самостоятельный жанр. Пикториальный пейзаж имитировал живописное изображение и, в то же время, стремился к формированию собственных изобразительных методов. Одним из признаков пикториального кадра можно считать мягкий фокус и размытый кадр — этот приём встречается как у мастеров классического пикториализма, так и у сторонников этого метода в более позднее время.

#### Фотография и архитектурный пейзаж
Архитектура изначально была важной частью фотографического пейзажа. Первая фотография, сделанная Ньепсом, изображала постройки его усадьбы. Архитектурный пейзаж получил приоритетное положение в ранней фотографии благодаря неподвижности и крупным, локальным объектам архитектуры.
Если архитектурный пейзаж сразу прижился в фотографии, то снимки с изображениями живой природы с шевелящейся от ветра листвой и зыбкой светотенью долго не позволяли добиться высокого качества изображения. Эту неустойчивость (отчасти сознательно) использовала пикториальная фотография. В изображении пейзажа использовался мягкий фокус, который связывал фотографию с живописной традицией. Леса и поля изображались в обобщённой форме. Такой взгляд на природу позволял фотографу избегать излишних, тогда ещё не доступных съёмочной камере подробностей и в то же время передавать определённое настроение в пейзаже.

#### Основные мастера

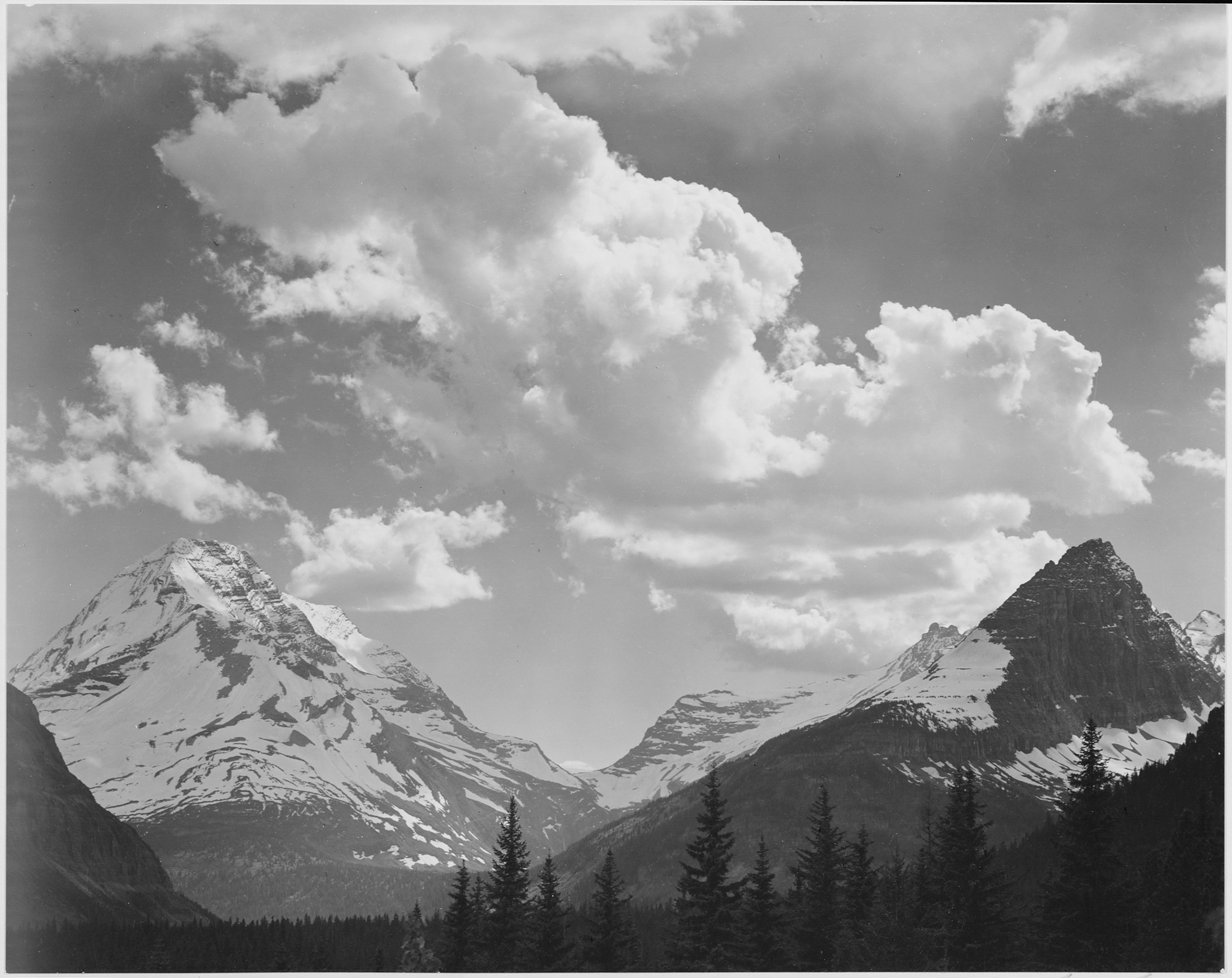
Ансель Адамс. Национальный парк Глейшер, Монтана. 1933—1942.

В развитии фотографического пейзажа получили развитие творческие принципы скрупулёзного следования всем подробностям природного пейзажа, где каждая травинка, каждый листик изображены со стереоскопической чёткостью. Фотографический пейзаж — как архитектурный, так и ландшафтный, представлен масштабным перечнем имен. Среди них можно назвать таких мастеров, как Гюстав ле Гре, Эдуард Бальдус, Шарль Марвиль, Эжен Атже, Робер Демаши, Ансель Адамс и др. Одним из классических примеров пейзажной фотографии считаются виды национальных парков, сделанные знаменитым фотографом, участником Группы F/64 Анселем Адамсом. Выполненные в 1940-е годы они остаются примером реалистической и, одновременно с этим, концептуальной пейзажной фотографии.
Сюрреалистическая фотография проявляла интерес скорее к объекту, нежели к пейзажу. Тем не менее, пейзаж представлен в работах многих представителей сюрреалистической фотографии. Например: Филипп Халсман, Ман Рэй, Дора Маар, Ренее Магритт и др.
Форма пейзажа использована в фотографиях Эда Руши, Ширин Нешат, Софи Калле, Андреаса Гурски.

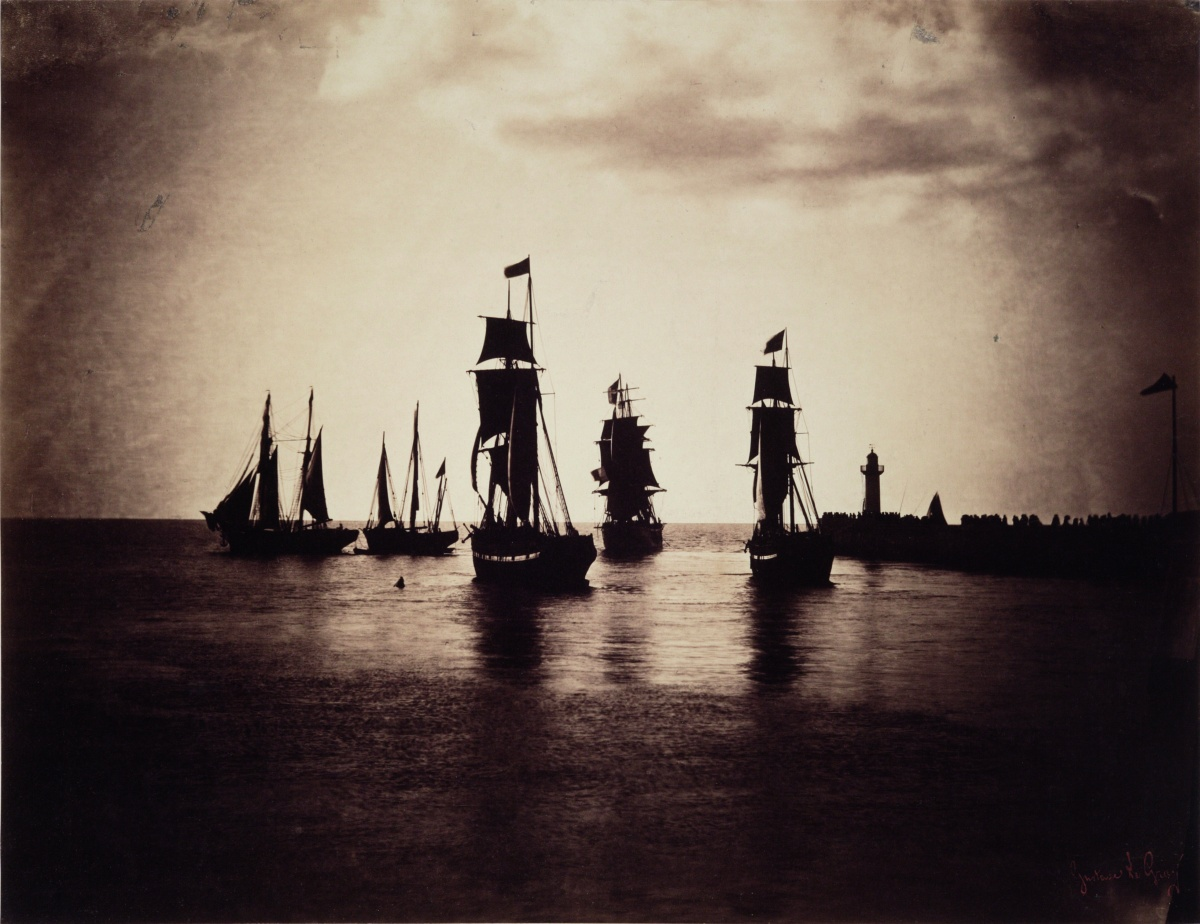
Гюстав ле Гре. Лодки в порту в Гавре. 1857.
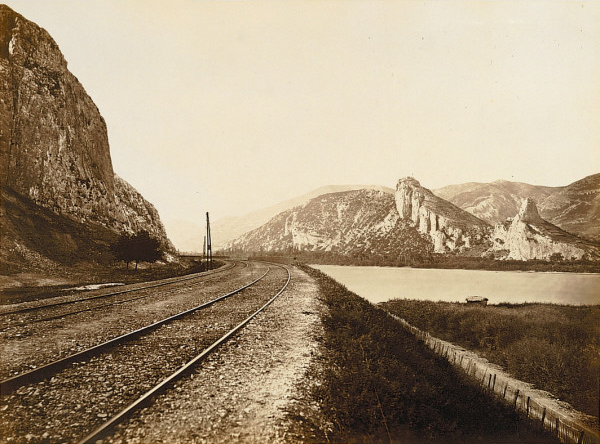
Эдуард Бальдю. Горный перевал в Донзере. 1861.
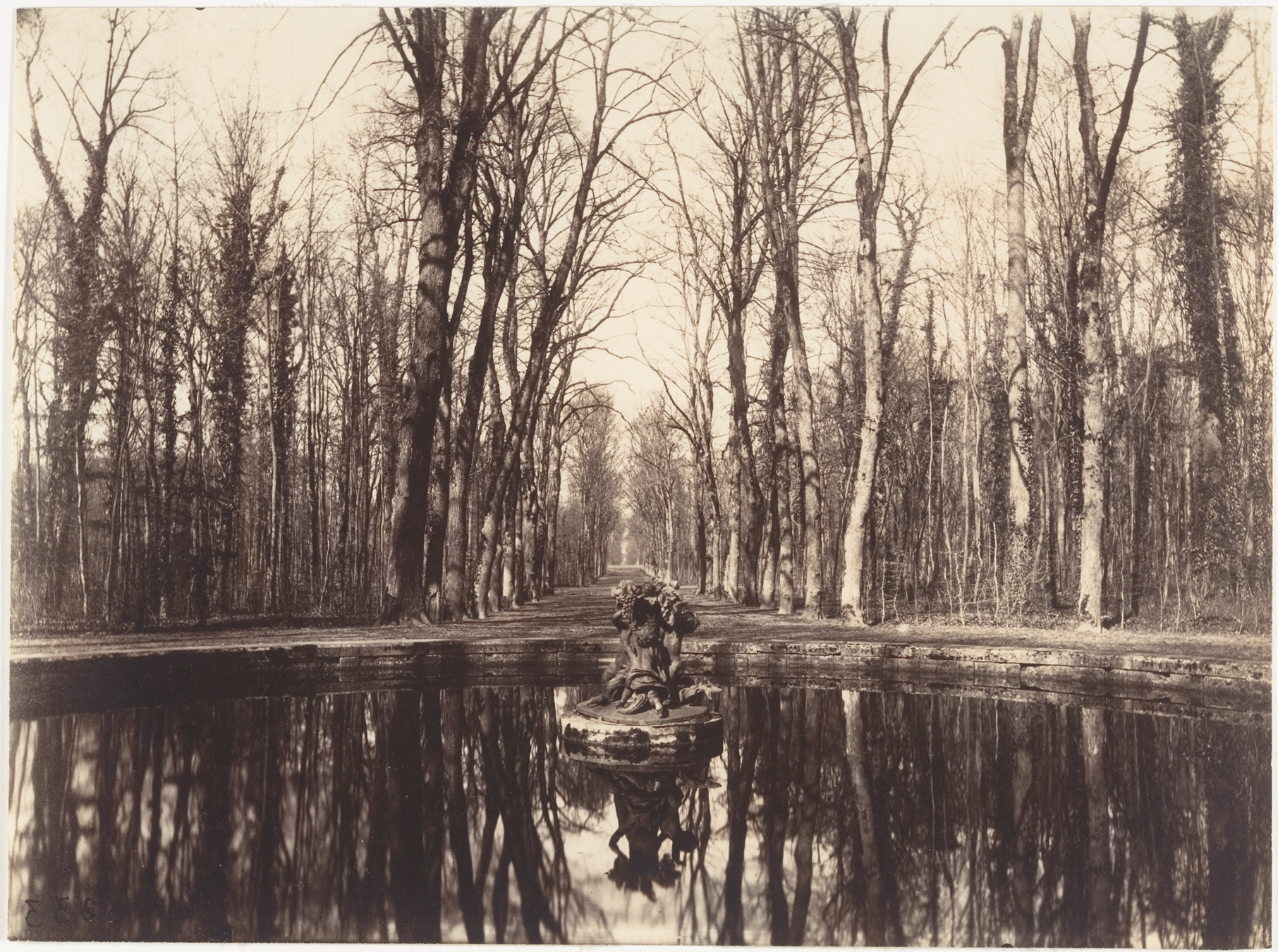
Эжен Атже. Большой Трианон. 1903.
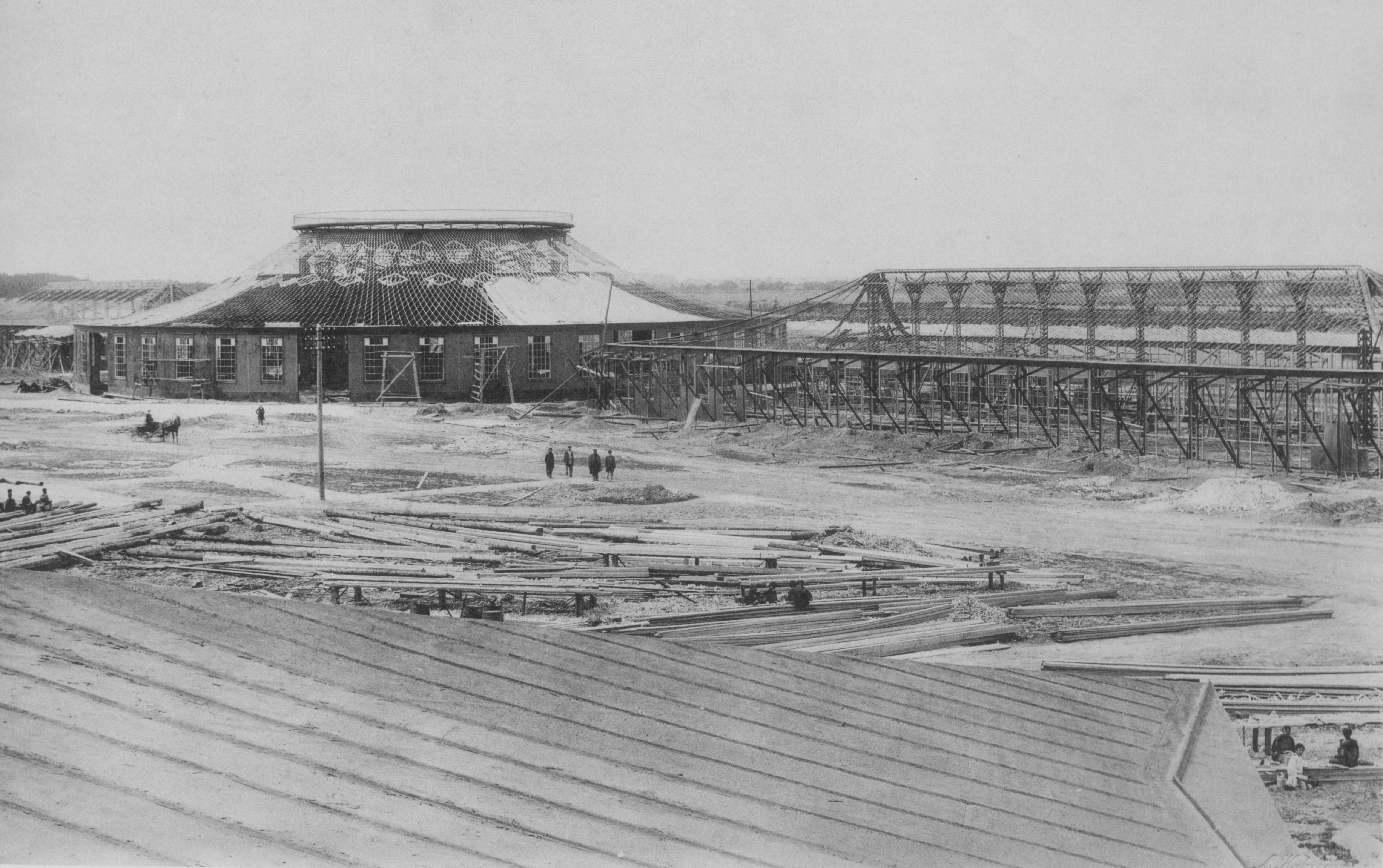
Андрей Карелин. Конструкции Владимира Шухова. 1895
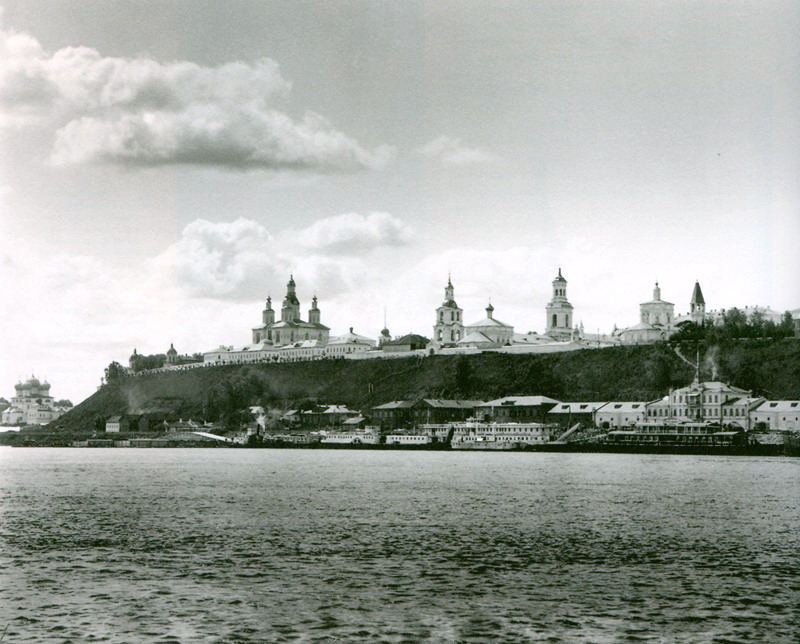
Сергей Лобовиков. Вятка, вид на город из-за реки. 1910-е годы.
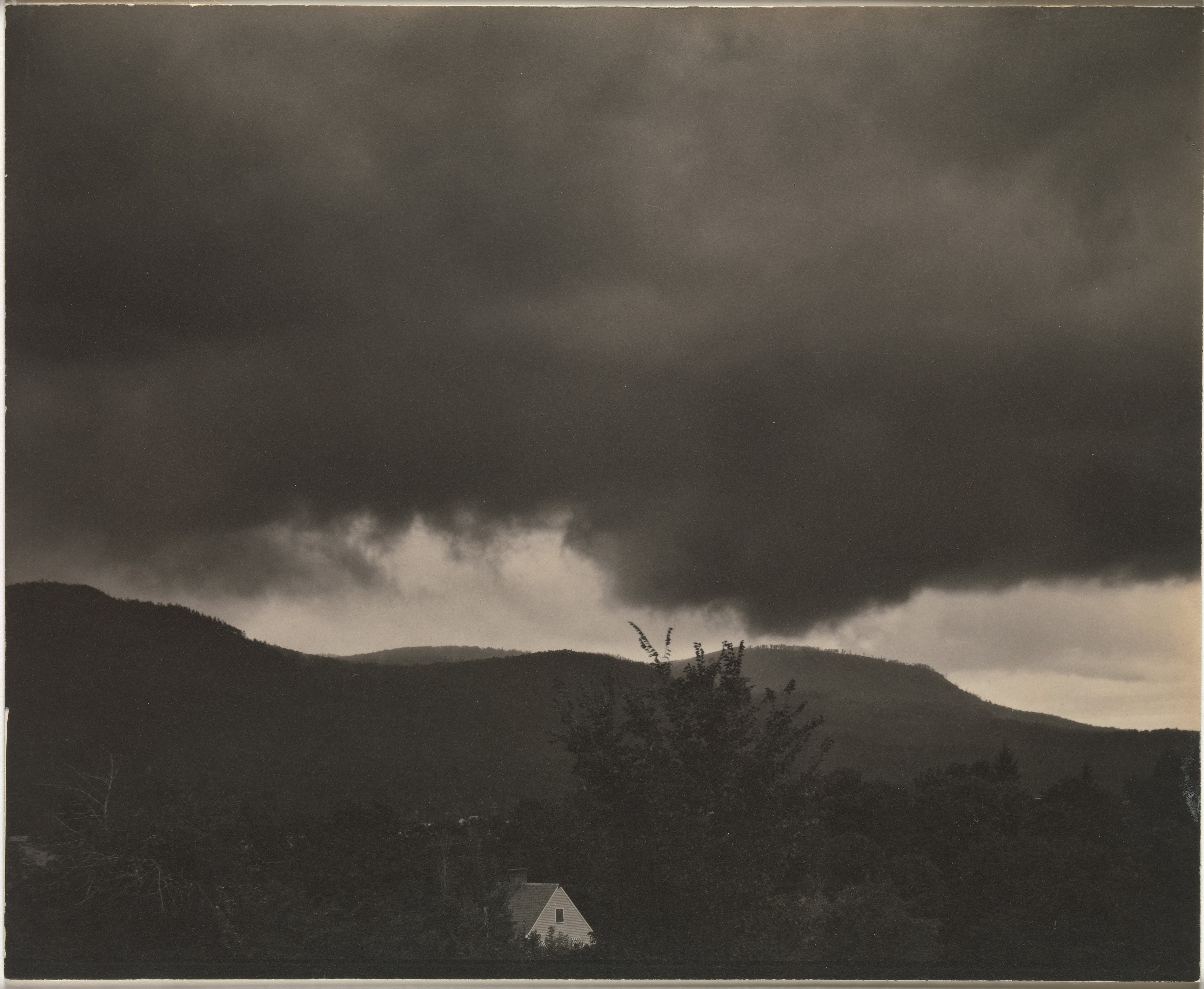
Альфред Стиглиц. «Последовательность из десяти фотографий облаков, № 1». 1922.
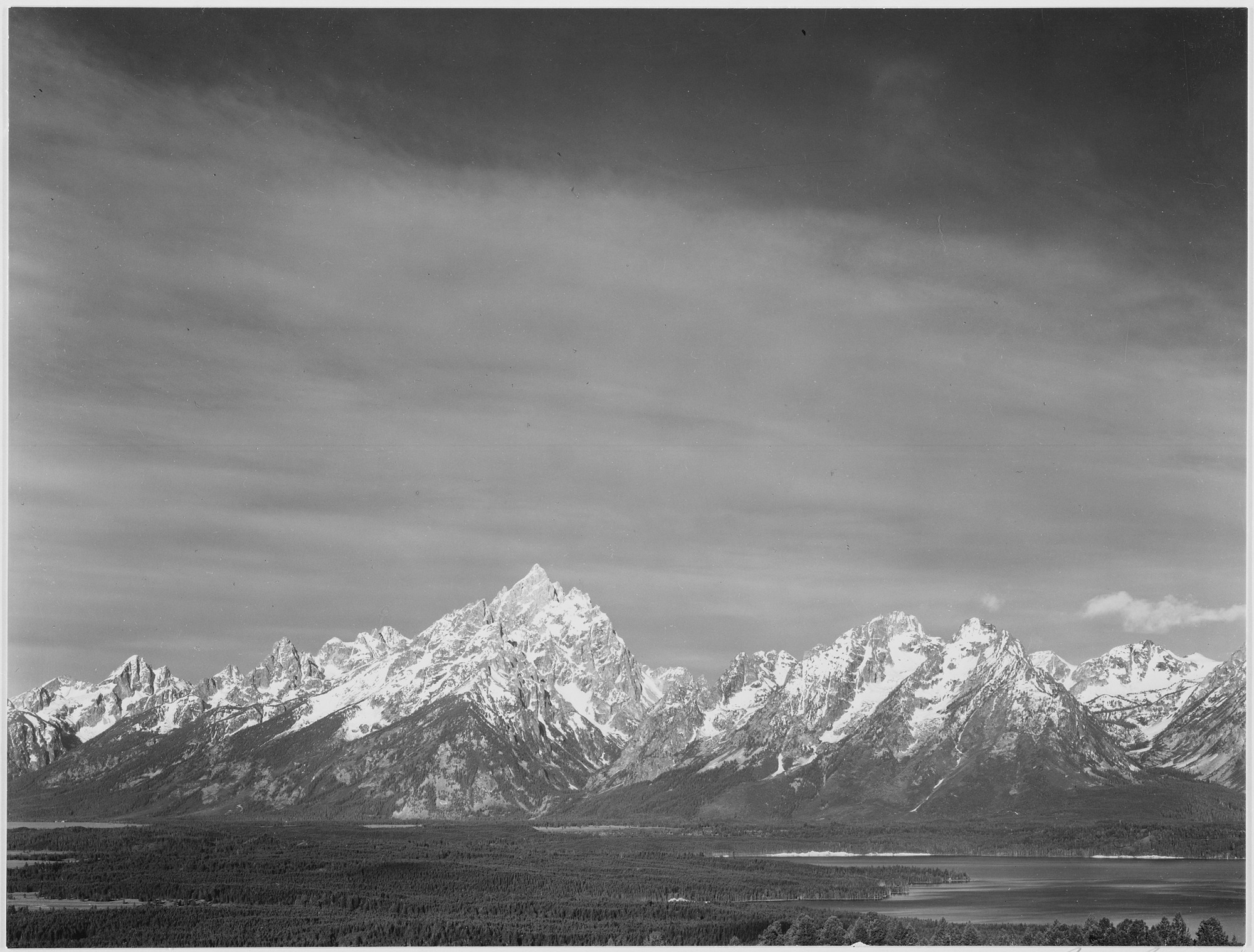
Ансель Адамс. Национальный парк Гранд-титон, Вайоминг. 1933 - 1942.
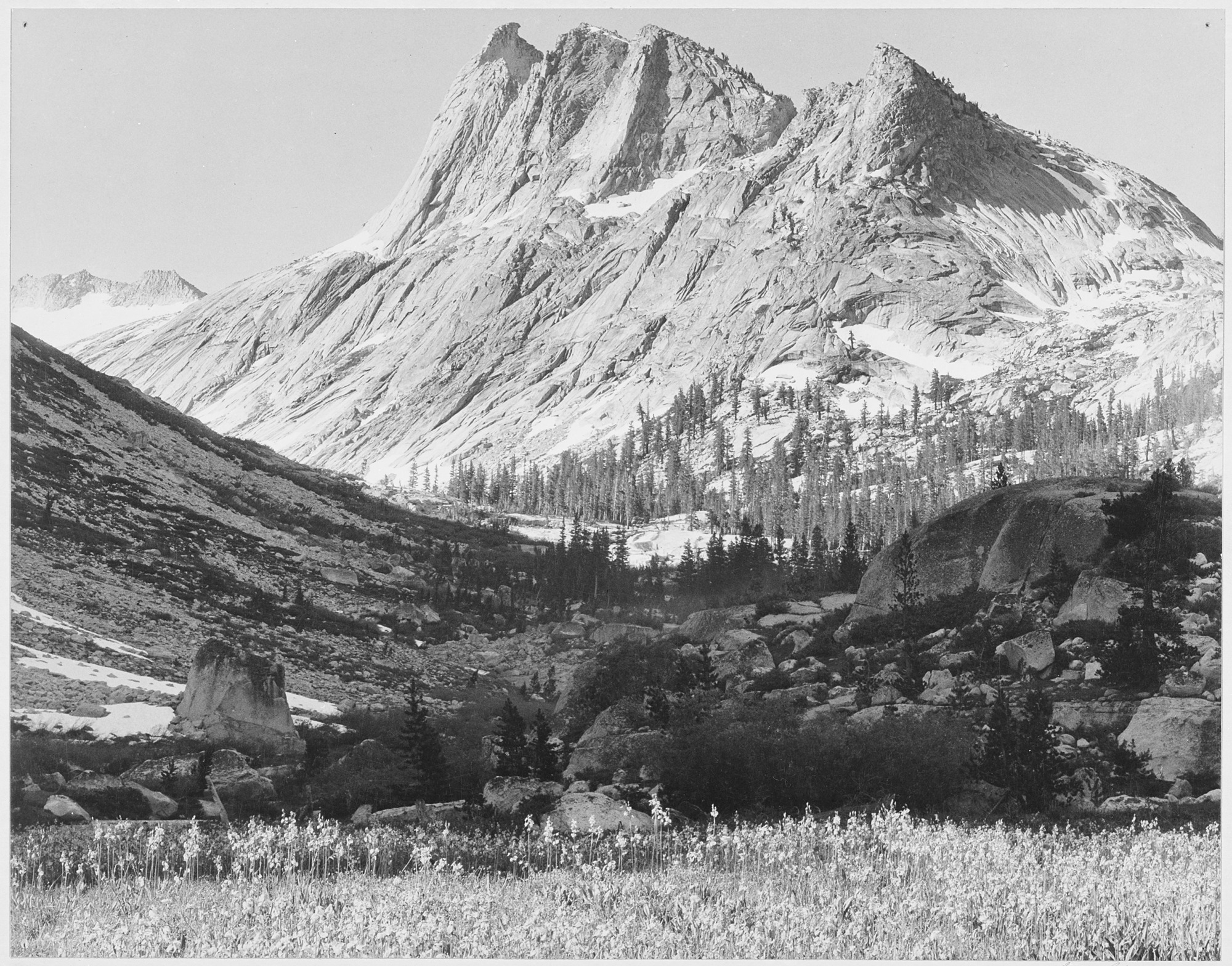
Ансель Адамс. Национальный парк «Кингс Ривер», Калифорния. 1936.